# ONE PIECE
『ONE PIECE』（ワンピース）は、尾田栄一郎による日本の少年漫画。『週刊少年ジャンプ』（集英社）において、1997年34号から連載中。略称は「ワンピ」。

## 概要
海賊王を夢見る少年モンキー・D・ルフィを主人公とする、「ひとつなぎの大秘宝（ワンピース）」を巡る海洋冒険ロマン。
夢への冒険・仲間たちとの友情といったテーマを前面に掲げ、バトルやギャグシーン、感動エピソードをメインとする少年漫画の王道を行く物語として人気を博している。また、長年にわたりながら深く練り込まれた壮大な世界観・巧緻な設定のストーリーも特徴。
2025年7月の時点で単行本は第112巻まで刊行されており、『週刊少年ジャンプ』歴代作品の中では『こちら葛飾区亀有公園前派出所』（1976年 - 2016年）に次ぐ長期連載となっている。国内累計発行部数は2022年時点で日本の漫画では最高となる4億1000万部を突破している。また、第67巻は初版発行部数405万部の国内出版史上最高記録を樹立し、第57巻（2010年3月発売）以降の単行本は初版300万部以上発行を継続するなど、出版の国内最高記録をいくつも保持している。
2015年6月15日には "Most Copies Published For The Same Comic Book Series By A Single Author（最も多く発行された単一作者によるコミックシリーズ）" 名義でギネス世界記録に認定された。実績は発行部数3億2,086万6,000部（2014年12月時点）。このギネス世界記録は、以後、本作品自身によって更新され続け、日本では2022年8月に「日本国内累計発行部数4億1656万6000部」と報道された。
海外での人気も高い。海外では翻訳版が60以上の国と地域で販売されており、海外でのコミックス累計発行部数は2022年8月時点で1億部を突破、全世界累計発行部数は2022年8月の時点で5億1000万部を突破している。
1999年よりテレビアニメがフジテレビ系列で放送されており、東映アニメーション製作のアニメ作品としては最長のロングラン作品になっている。

## 歴史

### 年表
- 1996年（平成8年）
  - 7月・9月 - 『週刊少年ジャンプ』増刊号「Summer Special」（8月4日号）と『週刊少年ジャンプ』1996年41号（9月23日号）に、本作の原型となる読み切り作品「ROMANCE DAWN」が掲載される。
- 1997年（平成9年）
  - 7月22日[1] - 『週刊少年ジャンプ』1997年34号（8月4日号）にて連載開始[11]。
  - 12月29日 - 単行本第1巻が刊行（12月24日発売）。
- 1998年（平成10年）12月中旬 - 『ジャンプ・スーパー・アニメツアー'98』にて、初のアニメ作品『ONE PIECE 倒せ!海賊ギャンザック』が上映される。
- 1999年（平成11年）10月20日 - テレビアニメ版が放送開始。
- 2000年（平成12年）
  - 3月4日 - 劇場版第1作『ONE PIECE』が公開。
  - 7月19日 - 初の家庭用ゲーム『ONE PIECE 〜めざせ海賊王!〜』が発売。
- 2001年（平成13年）7月19日 - 初のイラスト集『ONE PIECE 尾田栄一郎画集 COLOR WALK』が発売。
- 2002年（平成14年）7月 - 単行本第24巻が初版発行部数252万部を記録し、コミック部門の日本最高記録を樹立する（以後更新中）。
- 2005年（平成17年）2月 - 単行本国内累計発行部数が史上最速で1億冊を突破（第36巻）[12]。
- 2006年（平成18年）12月25日 - 『週刊少年ジャンプ』2007年4・5合併号に鳥山明の『ドラゴンボール』とのクロスオーバー作品『CROSS EPOCH』が掲載される。
- 2007年（平成19年）
  - 7月1日〜10月初頭 - ユニバーサル・スタジオ・ジャパンにて「ワンピース・プレミアショー」が初めて上演される。以後、毎年の恒例となる[13]。
  - 7月22日 - 連載10周年を迎える。
- 2009年（平成21年）12月12日 - 劇場版第10作『ONE PIECE FILM STRONG WORLD』が公開。劇場版シリーズ歴代最高（当時）の興行収入48億円を記録。
- 2010年（平成22年）
  - 3月 - 単行本第57巻が初版発行部数国内出版史上最高記録となる初版300万部を記録（以後更新中）。
  - 8月 - 『週刊少年ジャンプ』2010年39号掲載の第597話で原作第1部が終幕し、これまでの物語に「サバイバルの海 超新星（ルーキー）編」の副題が付けられた。その後、4週の休載期間を挟み、44号より新章「最後の海 新世界編」がスタート。
  - 11月11日 - 単行本国内累計発行部数が2億冊を突破（第60巻）[14]。
- 2011年（平成23年）
  - 4月 - 『週刊少年ジャンプ』2011年17号に島袋光年の『トリコ』とのクロスオーバー作品『実食! 悪魔の実!!』が掲載される。
  - 12月3日 - 『最強ジャンプ』2012年1月号より、スピンオフ漫画『チョッパーマン』が連載開始。
- 2012年（平成24年）
  - 3月 - 連載15周年を記念し、初の展覧会「尾田栄一郎監修『ONE PIECE展』〜原画×映像×体感のワンピース」が開催。
  - 9月 - 渋谷パルコに公式グッズショップ「ONE PIECE 麦わらストア」がオープン。
  - 12月15日 - 劇場版第12作『ONE PIECE FILM Z』が公開。劇場版シリーズ歴代最高（当時）の興行収入68.7億円を記録。
- 2013年（平成25年）
  - 6月 - フジテレビ本社ビルにて「ワンピースレストラン バラティエ」が開店[15]。
  - 11月1日 - 尾田栄一郎公認ポータルサイト「ONE PIECE.com」が開設[16]。
  - 11月 - 単行本国内累計発行部数が3億冊を突破（第72巻）[17]。
- 2014年（平成26年）12月5日 - 『最強ジャンプ』2015年1月号より、スピンオフ漫画『ワンピースパーティー』が連載開始。
- 2015年（平成27年）
  - 3月13日 - 東京タワー「フットタウン」内にて、大型テーマパーク「東京ワンピースタワー」が開園。
  - 6月15日 - 「最も多く発行された単一作家によるコミックシリーズ」としてギネス世界記録に認定される[7]。
  - 10月7日〜11月25日 - 「スーパー歌舞伎II ワンピース」が上演[18]。
- 2016年（平成28年）
  - 7月23日 - 劇場版第13作『ONE PIECE FILM GOLD』が公開。
  - 9月30日 - フジテレビ本社ビル内の「ワンピースレストラン バラティエ」が閉店[19]。
  - 10月 - シネマ歌舞伎「スーパー歌舞伎II ワンピース」が上演。
  - 11月 - 熊本地震からの災害復興を支援する「ONE PIECE 熊本復興プロジェクト」が立ち上がる。
- 2017年（平成29年）7月 - 連載20周年を記念し、連載開始日の7月22日を「ONE PIECEの日」に制定[1]。
- 2018年（平成30年）
  - 6月 - 『最強ジャンプ』2018年7月号よりスピンオフ漫画『CHIN PIECE』が連載開始。『少年ジャンプ+』にてスピンオフ漫画『恋するワンピース』『ONE PIECE コビー似の小日山 〜ウリふたつなぎの大秘宝〜』が連載開始。
  - 8月 - 『最強ジャンプ』2018年9月号よりスピンオフ漫画『Fischer's×ONE PIECE 7つなぎの大秘宝』が連載開始。
- 2019年（令和元年）8月9日 - 劇場版第14作『ONE PIECE STAMPEDE』が公開。
- 2020年（令和2年）7月30日 - 大型テーマパーク「東京ワンピースタワー」が閉園。
- 2021年（令和3年）
  - 1月4日 - 『週刊少年ジャンプ』2021年5・6合併号で連載1000話に到達。1000話を記念したキャンペーン「ONE PIECE 1000 LOGS」の一環として、全世界を対象としたキャラクター人気投票企画「第1回 ONE PIECE キャラクター世界人気投票 WT（ワールドトップ）100」が開催[20]。
  - 2月 - 単行本国内累計発行部数が4億冊を突破（第98巻）[21]。
  - 9月3日 - 単行本100巻が発売[22]。
  - 11月 - テレビアニメが放送1000話に到達[23]。
- 2022年（令和4年）
  - 7月 - 本作が保持するギネス世界記録「最も多く発行された単一作者によるコミックシリーズ」を、印刷および配布刊行物の発行部数4億1,656万6,000部の実績をもって本作が更新する[9]。
  - 8月6日 - 劇場版第15作『ONE PIECE FILM RED』が公開[24]。劇場版シリーズ歴代最高の興行収入203.3億円を記録。
  - 9月1日 - 『ONE PIECE FILM RED』の主題歌であるAdoの「新時代」が、Apple Musicの世界で最も再生されている楽曲のデイリーチャート「トップ100：グローバル」で第1位を獲得[25][26]。同チャートで日本の楽曲が1位に輝くのは史上初[25][26]。
  - 9月1日〜12月1日 - 漫画アプリ『少年ジャンプ+』と総合電子書店「ゼブラック」にて、漫画『ONE PIECE』90巻分が8段階に分けて無料公開される[27]。
- 2023年（令和5年）
  - 8月 - アイスショー『ONE PIECE ON ICE』が開催。
  - 8月31日 - 実写ドラマ『ONE PIECE』がNetflixにて公開。

## あらすじ

### サバイバルの海 超新星編
【1巻第1話 - 61巻第597話】
かつてこの世の全てを手に入れた男、〝海賊王〟ゴールド・ロジャー。彼が遺した「ひとつなぎの大秘宝（ワンピース）」をめぐり、幾多の海賊達が覇権を賭けて争う「大海賊時代」が到来した。
「東の海（イーストブルー）」のフーシャ村に住む少年モンキー・D・ルフィは、村に滞在していた海賊〝赤髪のシャンクス〟と親しくなり、海賊への憧れを募らせる。ある日ルフィは「ゴムゴムの実」という悪魔の実を食べ、一生泳げない体になる代わりに、全身が伸び縮みするゴム人間となった。それからしばらくして、ルフィはシャンクスを貶める山賊達から怒りを買い、海に投げ込まれてしまう。溺れかけ、巨大魚に食われそうになったルフィを、シャンクスは左腕を犠牲にして助け出した。ルフィは、村を去る間際のシャンクスからトレードマークの麦わら帽子を託され、将来立派な海賊になって再会することを約束する。

#### 東の海編
【1巻 - 12巻】
冒険の始まり（1巻）
シャンクスとの別れから10年後、修行を重ね17歳になったルフィは、海賊王を目指してフーシャ村を旅立つ。旅立ち直後にいきなり遭難したルフィは、海軍に入ることを夢見る少年コビーと出会う。ルフィは女海賊アルビダを倒し、コビーを海賊船の雑用係から解き放つ。
ルフィとコビーは海軍基地の町「シェルズタウン」に到着する。「海賊狩り」の異名を持つ悪名高い賞金稼ぎロロノア・ゾロが海軍に捕らえられていることを知ったルフィは、海軍基地に乗り込み、ゾロを救い出す。三刀流の剣士ゾロは、圧政を振るう海軍大佐〝斧手のモーガン〟をルフィと共に倒し、ルフィの最初の仲間となる。2人はコビーと別れ、世界中の海賊が集まる海「偉大なる航路（グランドライン）」を目指す。
オレンジの町編（1巻 - 3巻）
ゾロを仲間に加えたルフィは、次に訪れた「オレンジの町」で、海賊専門の泥棒ナミと出会う。ナミが優れた航海術を持つと知り、ルフィは彼女を仲間に誘う。ナミは海賊になることを拒絶するが、二人は互いの目的のために手を組むことになる。ルフィとゾロは、町を荒らす海賊〝道化のバギー〟から「偉大なる航路」の海図を奪うため、バギー海賊団に戦いを挑む。ルフィは、バラバラの実の能力者であるバギー相手に勝利を収め、町を後にする。
シロップ村編（3巻 - 5巻）
船を求め立ち寄った「シロップ村」で、ルフィはウソつきの少年ウソップと出会う。ウソップは、シャンクスの部下ヤソップの息子であった。ルフィ達は村の富豪の娘カヤの屋敷を訪れるが、執事クラハドールに追い返される。しかしルフィとウソップはしばらくして、クラハドールがかつて処刑されたはずの海賊〝キャプテン・クロ〟であることを知ってしまう。クロは自分の海賊団に村を襲わせ、カヤを殺して財産を手に入れようと企んでいた。ルフィ達はウソップと共にクロネコ海賊団を迎え撃ち、クロの計画を阻止する。ルフィ達は、新たに狙撃手ウソップを仲間に加え、さらにカヤから海賊船「ゴーイングメリー号」を譲り受ける。
バラティエ編（5巻 - 8巻）
航海に欠かせない海のコックを仲間に加えるため、ルフィ達は海上レストラン「バラティエ」に向かう。そこで副料理長にして凄腕の料理人・サンジと出会い、ルフィは彼を仲間に引きこむことを決意する。その時、東の海の覇者と言われる海賊艦隊提督〝首領・クリーク〟が現われ、バラティエの乗っ取りを宣言する。さらに、ゾロが目標とする世界最強の剣士〝鷹の目のミホーク〟が現れる。ゾロはミホークに戦いを挑むが、全く歯が立たずに敗れてしまう。ルフィは数々の兵器を繰り出すクリークとの激闘を制し、新たに料理人サンジを仲間に加える。
アーロンパーク編（8巻 - 11巻）
ルフィ達は、クリーク海賊団との戦闘の最中行方をくらましたナミを追い、コノミ諸島「ココヤシ村」に上陸する。そこは、魚人の海賊アーロンが支配する土地であった。さらに、ナミがアーロン一味の幹部であるという事実が判明するが、その裏にはナミの悲壮な決意があった。ナミの想いを知った麦わらの一味は、ナミを救うため、アーロン一味の根城「アーロンパーク」に殴り込む。ルフィ達はアーロン一味と激戦を繰り広げ、怒りの一撃でアーロンパークもろともアーロンを倒す。島はアーロン一味の支配から解放され、航海士ナミが正式に仲間に加わった。
ローグタウン編（11巻 - 12巻）
東の海の大物海賊達を次々に打ち破ったルフィの情報は海軍にも伝わり、ルフィには東の海最高となる3000万ベリーの懸賞金がかけられる。
「偉大なる航路」入りを目前に控えたルフィ達「麦わらの一味」は、かつて海賊王ロジャーが処刑された町「ローグタウン」に立ち寄る。そこでは、ルフィへの復讐を狙うバギー、そして悪魔の実を食べ生まれ変わったアルビダが待ち構えていた。ルフィは海賊王の処刑台でバギーに処刑されそうになるが、奇跡のような落雷に救われる。ルフィ達は町を治める海軍大佐スモーカーを振り切り、いよいよ「偉大なる航路」に進出すべく、「リヴァース・マウンテン」を駆け登る。

#### アラバスタ編
【12巻 - 23巻】
偉大なる航路突入（12巻）
麦わらの一味はついに「偉大なる航路」に突入する。リヴァース・マウンテンを降りた場所にある「双子岬」で、仲間の帰還を待ち続けるクジラ・ラブーンと出会う。ルフィはラブーンと、「偉大なる航路」一周後に再戦する約束を交わす。
ウイスキーピーク編（12巻 - 13巻）
ルフィ達は、最初の島「サボテン島」の町「ウイスキーピーク」で大歓迎を受ける。だがその町は、秘密犯罪会社「バロックワークス」（B・W）の社員である賞金稼ぎ達の巣であった。そこで一味は、B・Wエージェントの一人の正体が、「偉大なる航路」にある大国「アラバスタ王国」の王女ネフェルタリ・ビビであると知る。B・Wに潜入していたビビから、ルフィ達はB・Wによるアラバスタ王国乗っ取り計画を知る。ビビを一行に加えた麦わらの一味は、B・Wからの追手を振り切りつつ、計画を阻止すべく一路アラバスタを目指す。
リトルガーデン編（13巻 - 15巻）
ウイスキーピークを出港した一味は、ジャングルの中で恐竜達が生きる太古の島「リトルガーデン」に上陸する。ルフィ達はその島で、巨人族の戦士・ドリーとブロギーに出会う。彼らは「誇り」を守るため、100年間も決闘を続けてきたという。だがその決闘が、B・Wからの追手による卑劣な策略で邪魔される。ルフィ達はB・Wエージェントにして姑息な美術家・Mr.3らを破り、巨人族の誇りを守る。
ドラム島編（15巻 - 17巻）
リトルガーデン出港後、ナミが急病に倒れてしまう。急遽進路を変更し、雪の島「ドラム島」に立ち寄った麦わらの一味は、悪魔の実を食べ人の能力を持ったトナカイ、トニートニー・チョッパーと出会う。ルフィはチョッパーを仲間に誘うが、彼には悲しき過去があった。そこへ、かつて島で悪政を敷いた元ドラム王国国王ワポルが帰還する。ルフィ達はチョッパーと共闘してワポルを撃退し、船医チョッパーを仲間に迎える。
アラバスタ編（17巻 - 23巻）
ついにアラバスタに辿り着いたルフィ達は、B・Wの扇動によって間近に迫った大反乱を防ぐため奔走する。反乱軍を説得するため反乱軍の本拠地がある町ユバに向かうが、すでに反乱軍は本拠地を移していた。ルフィの提案で反乱軍の制止ではなく、アラバスタの反乱を煽り立てた張本人であるB・W社社長にして王下七武海の一角サー・クロコダイルがいるレインベースに乗り込む。しかし、クロコダイルが発動した「ユートピア作戦」によりアラバスタ国民の暴動はさらに加速してしまう。ルフィはクロコダイルに挑むが、彼の圧倒的な力の前に敗れてしまう。首都アルバーナにて国王軍と反乱軍が衝突する最中、ゾロ達はオフィサーエージェントを撃破。そして、復活を遂げたルフィがアルバーナに到着し、動乱を止めるべく再びクロコダイルに挑む。激闘の末、クロコダイルを倒し、B・Wの陰謀を阻止したルフィ達は、ビビと別れアラバスタを出発する。

#### 空島編
【24巻 - 32巻】
ジャヤ編（24巻 - 25巻）
アラバスタを後にしたルフィ達は、B・W社副社長であった考古学者ニコ・ロビンを仲間に加える。次の島に向かう航海中、突如空から巨大なガレオン船が落下し、「記録指針（ログポース）」の指す進路が上向きに変更される。それは伝説とされる空に浮かぶ島「空島」への指針を意味していた。
ルフィ達は、空島の情報を得るため、海賊が跋扈する無法地帯がある島「ジャヤ」に上陸する。ジャヤで出会ったモンブラン・クリケットら「猿山連合軍」の助けで、空島へと舵を進める。
空島編（26巻 - 32巻）
ルフィ達は上空1万メートルにある空島に辿り着く。そこには今まで全く見たことがない未知の文化が広がっていた。ルフィ達は、神の国「スカイピア」で上陸した「神の島（アッパーヤード）」が、かつて地上に存在した伝説の黄金郷であることをつきとめる。しかし、そこは神の軍団を率いる〝神・エネル〟が支配する土地であり、空の民と島の先住民シャンディアが400年に渡り争い続けている土地であった。黄金捜しに乗り出したルフィ達は、神の軍団とシャンディアとの過酷なサバイバルに巻き込まれる。エネルの圧倒的な力に多くの戦士達が倒れていき、エネルによって空島は消滅の危機に陥る。だが、唯一エネルに対抗できるルフィによって空島の危機は防がれ、400年に渡る空の民とシャンディアの争いに終止符が打たれた。

#### ウォーターセブン編
【32巻 - 46巻】
ロングリングロングランド編（32巻 - 34巻）
空島から帰還したルフィ達は、ロングリングロングランドで、フォクシー海賊団から仲間をかけた海賊のゲーム「デービーバックファイト」を挑まれる。度重なる妨害に遭い、一時チョッパーを奪われるも、フォクシーとの直接対決を制し勝利を収めた。その直後、海軍本部大将〝青雉〟が現れ、世界政府最高戦力の実力を見せつけられた。
ウォーターセブン編（34巻 - 39巻）
麦わらの一味は、損傷が激しいゴーイングメリー号を修繕し、さらに船大工を仲間に加えるため、世界一の造船都市「ウォーターセブン」を訪れる。だがそこで、造船会社ガレーラカンパニーから、メリー号が航海不能状態であるという衝撃的な宣告を突き付けられてしまう。ルフィはメリー号から別の船に乗り換える決断を下すが、ウソップが反発し、ルフィとの決闘の末一味を離脱する。さらに、ロビンが一味脱退を宣言する。ロビンの宣言の真相を知るべく、ルフィ達はガレーラカンパニー本社に乗り込む。しかし、政府の諜報機関CP9に阻まれ、ロビンは連行されてしまう。
ルフィ達はロビンを奪還するため、ガレーラカンパニー社員・フランキー一家らと協力し、司法の島「エニエス・ロビー」に乗り込む。その中には、仮面を被り謎のヒーロー「そげキング」と名乗るウソップの姿もあった。
エニエス・ロビー編（39巻 - 46巻）
ロビンの真意は、「世界政府の強大すぎる力が仲間に向けられるのが怖い」というものであった。彼女の想いを聞いたルフィは世界政府に宣戦布告し、一味はCP9との全面対決に挑む。CP9最強の男ロブ・ルッチらとの激戦の末、ロビン奪還に成功した一味は、「バスターコール」による海軍の猛攻が迫る窮地の最中、戦場に現れたメリー号の助けもあり、エニエス・ロビーからの脱出に成功する。しかし、ついにメリー号が限界に達してしまう。ルフィ達はメリー号を火葬し、東の海から航海を共にしたメリー号に別れを告げた。
ウォーターセブン帰還後、新たに船大工フランキーを仲間に加え、さらにウソップも一味に復帰する。そして、メリー号に代わる新たな海賊船「サウザンドサニー号」を手に入れ、次の島「魚人島」へ向け出港する。

#### スリラーバーク編
【46巻 - 50巻】
魚人島を目指す麦わらの一味は、深い霧の海域「魔の三角地帯（フロリアン・トライアングル）」に入り、謎の喋るガイコツ・ブルックと出会う。その時、目の前に突如ゴースト島と呼ばれる巨大船「スリラーバーク」が出現する。ルフィ達はスリラーバークに上陸し探索に乗りだすが、船の主にして七武海の一人ゲッコー・モリアの能力で影を奪い取られ、さらにナミも誘拐されてしまう。ルフィ達は、影とナミを奪還すべく、スリラーバーク四怪人に挑む。
モリア撃破後、七武海バーソロミュー・くまが現われルフィ達は全滅寸前に陥るが、ゾロの命懸けの交渉により難を逃れた。戦闘終結後、音楽家ブルックを仲間に加える。

#### 頂上戦争編
【50巻 - 61巻】
シャボンディ諸島編（50巻 - 53巻）
「偉大なる航路」を半周した麦わらの一味は、「シャボンディ諸島」にたどり着く。元ロジャー海賊団副船長シルバーズ・レイリーや、別々のルートでシャボンディ諸島までやってきた同世代のライバル達とも顔を合わせる。しかしそこで、ルフィが世界貴族を殴り飛ばす事件を起こし、海軍の追撃を受ける。島には海軍大将〝黄猿〟や人間兵器パシフィスタが現れ、ルフィ達は窮地に追いやられる。その最中、再び現れたバーソロミュー・くまの能力で、一味は全員世界各地に離散してしまう。
女ヶ島編（53巻 - 54巻）
ルフィが飛ばされたのは、「凪の帯」にある女ヶ島「アマゾン・リリー」。そこは、七武海の紅一点ボア・ハンコックが治める、男子禁制の女人国であった。一時は処刑されそうになるが、彼の恐れを知らぬ度胸と器量の大きさに惚れ込み、ルフィはハンコックに恋心を抱かれるようになる。
そこで、ルフィは兄ポートガス・D・エースがマリンフォードの海軍本部で公開処刑されることを知る。ルフィは兄を救い出すため、エースが幽閉されている大監獄「インペルダウン」に行くことを決意する。
インペルダウン編（54巻 - 56巻）
ルフィはハンコックの助力を得て、深海の大監獄・インペルダウンに潜入する。獄内でかつて敵対したバギーやMr.3、Mr.2と再会し脱獄のため共闘。途中で監獄署長マゼランの毒に冒され息絶えかけたところを、革命軍幹部エンポリオ・イワンコフに救われ、その協力を受ける。
ルフィ一行はエースがいるフロアを目指すが、一足遅くエースは処刑場に連行されてしまう。エースを救うべくマリンフォードへ向かうことを決意したルフィは、七武海ジンベエや元七武海クロコダイルと共闘し、多くの犠牲を払いつつも脱獄に成功する。
マリンフォード編（56巻 - 61巻）
エースを奪還すべく、世界最強の海賊〝白ひげ〟がマリンフォードに現れ、白ひげ海賊艦隊と、海軍本部・王下七武海との全面戦争が勃発した。脱獄囚と共に戦場にたどり着いたルフィは、世界を揺るがす戦いの中でエースの救出に挑む。
頂上戦争で白ひげとエースが戦死したことで、世界各地は大きく揺れ動いた。一方、目の前でエースを失い、自暴自棄に陥ったルフィは幼少時代を思い出す。エースともう一人の兄・サボと過ごした、ルフィの過去が明らかになる。
ルフィはジンベエの叱咤を受けて落ち着きを取り戻し、仲間達との再会を目指す。だが自らの弱さを知ったルフィは、レイリーの提案に乗り、立ち止まって力をつけることを決意する。ルフィは世界中に飛ばされた仲間に向けて「2年後にシャボンディ諸島へ集合」というメッセージを送る。そのメッセージを受け取った麦わらの一味のメンバーは、それぞれの地で修行を始める。

### 最後の海 新世界編
【61巻第598話 - 】
「マリンフォード頂上戦争」から2年の月日が流れた。各々の島で修行を終え成長したルフィ達はシャボンディ諸島に集結し、最後の海「新世界」を目指し再出発する。

#### 魚人島編
【61巻 - 66巻】
深海1万メートルにある海底の楽園「魚人島」に到着した麦わらの一味は、島を治める「リュウグウ王国」の国王ネプチューンの招待を受ける。王宮でルフィが出会った王女・しらほし姫は、彼女を付け狙う海賊バンダー・デッケン九世から身を守るため、軟禁状態に置かれていた。一方、ホーディ・ジョーンズ率いる「新魚人海賊団」が、デッケンの一味と手を組み、リュウグウ王国崩壊を目論み動き出す。新魚人海賊団は、かつてルフィが倒した魚人の海賊アーロンの意志を継ぎ、人間への復讐を企てていた。ホーディは、魚人島の新たな王となり、人間との友好を望む者を排除するため王国の乗っ取りを宣言する。
ルフィは頂上戦争で共に戦った元七武海ジンベエと再会し、魚人島に長年根付く差別の歴史を知らされる。そしてジンベエからの頼みを受け、魚人島の危機を救うべく新魚人海賊団と対決。魚人島の危機を救ったルフィ達は魚人島を出港し、ついに「偉大なる航路」後半の海「新世界」に突入する。

#### パンクハザード編
【66巻 - 70巻】
一味が新世界で最初に上陸したのは、灼熱の地と極寒の地に分断された異常な島「パンクハザード」。そこでルフィは、頂上戦争で命を救われた恩人であるトラファルガー・ローと再会する。
ルフィは、新たに七武海の一人となっていたローと同盟を結び、四皇〝百獣のカイドウ〟を倒すための作戦を開始する。ローの策に従いルフィ達は、パンクハザードを根城にする元政府の科学者シーザー・クラウンの誘拐に乗り出す。シーザーと手を組む王下七武海ドンキホーテ・ドフラミンゴは、人造悪魔の実「SMILE」を製造し、闇の仲買人としてカイドウと取り引きを行っていた。スモーカー率いる海軍G-5と一時共闘することになったルフィ達に、シーザーが生み出した大量殺戮兵器「シノクニ」と、ドフラミンゴが送り込んだ刺客の魔の手が迫る。シーザーを捕らえることに成功した一味とローは、カイドウの戦力低下を狙い、「SMILE」の製造工場を破壊するため、ドフラミンゴが治める王国「ドレスローザ」へ向かう。

#### ドレスローザ編
【70巻 - 80巻】
「ドレスローザ」に到着した一行は3チームに別れ行動する。そんな中、ルフィは「コリーダコロシアム」で開催される剣闘会で、亡きエースの悪魔の実「メラメラの実」が賞品として出されることを知り、それを手に入れるべく大会に出場する。一方、海軍は新戦力の大将〝藤虎〟を派遣し、世界最強の諜報機関「CP-0」も動き出す。ドレスローザを舞台とした騒動は、ルフィ・ローの海賊同盟、ドフラミンゴ率いる「ドンキホーテファミリー」、藤虎率いる海軍、コロシアムに集った実力者、ドンキホーテファミリーへの反抗を試みる「リク王軍」、そして革命軍など、様々な勢力が絡み合う大事件に発展していく。
ルフィは死んだと思っていた義兄で、革命軍参謀総長となっていたサボと再会。ルフィと入れ代わって大会に出場したサボは「メラメラの実」を手に入れ、エースの能力を受け継ぐ。ルフィはコロシアムの戦士達からの援護を受け、ドフラミンゴの元へと乗り込み、新技「ギア4」でドフラミンゴを倒しドレスローザを崩壊の危機から救った。出港時、7つの組織がルフィの傘下に入り、総勢5600人超えの大海賊団「麦わら大船団」が結成された。

#### ホールケーキアイランド編
【80巻 - 90巻】
ゾウ編（80巻 - 82巻）
ドレスローザを出発したルフィ達は、サンジやナミ達が待つ次の目的地「ゾウ」に向かう。ゾウは1000年も生きている巨大な象であり、その背の上には獣人の種族「ミンク族」の国「モコモ公国」があった。だがモコモ公国は、ワノ国の侍を狙うカイドウの部下〝旱害のジャック〟による襲撃を受け、壊滅状態にあった。ルフィ達はワノ国の大名の跡取りである光月モモの助、家臣の錦えもん達の頼みで、打倒カイドウを目指して光月家・ミンク族と同盟を結ぶ。
一方、「ヴィンスモーク家」の一員であるサンジは、四皇〝ビッグ・マム〟の娘との政略結婚を強要され、ビッグ・マム海賊団の拠点「ホールケーキアイランド」に連れて行かれてしまう。結婚が成立すればサンジが仲間でなくなることを知ったルフィは、ビッグ・マムの元に乗り込むことを決意。先にワノ国へ向かうゾロ達と一旦別れ、ナミ、チョッパー、ブルックと、ビッグ・マム海賊団のペコムズ、ミンク族のペドロ、キャロットと共にゾウを出発する。
ホールケーキアイランド編（82巻 - 90巻）
サンジ奪還を目指すルフィ達は、ホールケーキアイランドを取り巻く海域「トットランド」に入り、サンジの結婚相手であるシャーロット・プリンと出会う。彼女の手引きで無事ホールケーキアイランドに辿り着いたルフィ達だったが、上陸した「誘惑の森」で、ビッグ・マムの家族「シャーロット家」やビッグ・マムの能力で擬人化した「ホーミーズ」の襲撃を受ける。一方サンジは、父親で「ジェルマ66」の総帥であるヴィンスモーク・ジャッジと再会。結婚を拒否するサンジだが、恩人ゼフを人質にとられたことで逃げ場が無い状況に陥る。
苦戦の末ビッグ・マム海賊団の幹部・将星シャーロット・クラッカーを撃破したルフィはサンジと再会。だが、サンジから決別を言い渡された上に、ビッグ・マム海賊団の大軍に敗れ捕らえられてしまう。追い詰められたサンジは、仲間や恩人を庇うため、抵抗せずプリンと結婚することを決める。だがビッグ・マムは、「ジェルマ」の力を手に入れるためヴィンスモーク家を皆殺しにする計画を立てていた。サンジは偶然にもプリンが自分を騙していたことを知り、絶望する。
ジンベエに助け出されたルフィは、サンジを待つと約束した場所で彼と再会し、サンジの本心を引き出すことに成功する。2人は結婚式を壊してサンジの家族を助け出すことを決意し、ビッグ・マムの傘下に下りながら彼女の暗殺を企んでいるカポネ・ベッジと手を組む。
結婚式の当日、ルフィ達は暗殺作戦を決行するが計画は失敗。しかし偶然の事故によりルフィ達は会場を脱出し、ビッグ・マム海賊団の追撃をかわしながらサニー号にたどり着く。待ち構えていたシャーロット・ペロスペローと将星シャーロット・カタクリに行く手を阻まれるが、ペドロの自爆攻撃によりペロスペローは倒れ、サニー号はホールケーキアイランドから出航する。
ルフィはカタクリを異空間「鏡世界（ミロワールド）」に引き込み、退路を断ってカタクリに一騎打ちを挑む。一方、ウェディングケーキを食べられなかったビッグ・マムは癇癪を起こし、暴走状態で麦わらの一味を追い始める。サンジはプリンやベッジ達の協力を得て新たなケーキを作り上げ、ビッグ・マムに食べさせることで癇癪を止める。ルフィはカタクリとの極限の戦いを制し、サニー号に帰還する。ジェルマ66や、ジンベエ率いる「タイヨウの海賊団」の援護もあり、ルフィ達はビッグ・マムのナワバリから抜け出すことに成功し、ルフィは四皇と並ぶ「五番目の皇帝」と位置付けられることになる。
世界会議編（90巻）
ルフィ達がホールケーキアイランドから脱出した頃、「聖地」マリージョアでは世界各国の王達が集い、様々な思惑が渦巻く「世界会議（レヴェリー）」が開幕する。一方、天竜人の奴隷にされているバーソロミュー・くまを奪還するため、サボと革命軍の軍隊長達が密かにマリージョアに潜入する。

#### ワノ国編
【90巻 - 105巻】
第一幕（90巻 - 92巻）
ジンベエと再会の約束をして別れたルフィ達は、四皇カイドウと将軍黒炭オロチが支配する鎖国国家・ワノ国へと上陸する。ルフィは、お玉という少女を百獣海賊団から守ったことで騒ぎの中心となり、敵に追われる身となる。道中で仲間達と再会したルフィは、錦えもんが主君・光月おでんの遺志を継ぐため、2週間後の火祭りの夜にカイドウの本拠地である鬼ヶ島に討ち入る作戦を立てていることを聞く。その矢先、ルフィ達の近くに巨大な龍の姿をしたカイドウが現れる。ルフィはカイドウに挑むが、全く歯が立たず返り討ちに遭い、捕らえられてしまう。
第二幕（92巻 - 95巻）
兎丼の囚人採掘場に投獄されたルフィは、同世代の海賊ユースタス・キッドと再会する。さらにかつてのワノ国一のヤクザの大親分・ヒョウ五郎と出会い、覇気の一段上の使い方を学ぶ。そんな中、兎丼を支配する百獣海賊団の大看板・クイーンが到着する。同じ頃、ビッグ・マム海賊団がルフィを追ってワノ国に襲来するが、大看板・キングによって海に蹴落とされワノ国に漂着したビッグ・マムは、記憶喪失になっていた。チョッパーはビッグ・マムに嘘を吹き込み、マム達を引き連れてルフィが投獄されている兎丼に向かう。
ゾロはモモの助の妹である光月日和と出会う。都では討ち入り計画がカイドウ側に知られてしまうが、元光月家の大名・霜月康イエが処刑される間際に芝居を打ったことで白紙に戻される。
兎丼はルフィやヒョウ五郎、雷ぞうらの手で完全に制圧される。囚人採掘場を大混乱に陥れたビッグ・マムは、記憶が戻った拍子に眠りに落ちたため、鬼ヶ島へ連行された。上陸早々一触即発となったビッグ・マムとカイドウだったが、壮絶な一騎打ちの末に意気投合し、両者は海賊同盟を締結する。
第三幕（95巻 - 105巻）
討ち入り決行の当日、花の都では火祭りが始まり、鬼ヶ島では大宴会が催される。集合場所に到着した「赤鞘九人男」は、オロチの内通者であったカン十郎にモモの助を攫われ危機に陥るが、ルフィ・キッド・ローの三海賊団に助けられ、総勢5400名の侍の軍勢と共に鬼ヶ島に上陸する。ルフィは、カイドウの城でカイドウの娘・ヤマトに出会い、彼女と手を結ぶ。宴会場では、赤鞘の侍達が全員でカイドウに飛び掛かり、討ち入りを決行。会場に潜入していた侍達も一斉に動き出し、ワノ国の存亡を賭けた決戦が始まる。
赤鞘の侍達はドクロドームの屋上でカイドウに挑み、全員で渾身の一撃を与えるが、カイドウの圧倒的な力に敵わず敗れる。そこにルフィ・ゾロ・キッド・キラー・ローが到着し、5人がかりでカイドウとビッグ・マムに挑むが、四皇2人の圧倒的な力に苦戦。ルフィはカイドウに一騎打ちを挑むも、2度の敗北を喫し海に落とされてしまう。一方、鬼ヶ島の城内では麦わらの一味達が百獣海賊団の飛び六砲や大看板を相手に勝利を収めていた。また、キッドとローがビッグ・マムに挑み、満身創痍になりながらもビッグ・マムをワノ国の地中深くのマグマまで叩き落とし、勝利した。
ルフィはハートの海賊団に救助され、しのぶの能力で大人になったモモの助の助けを借りて鬼ヶ島に戻り、再びカイドウに挑むも、CP0のゲルニカの妨害により3度目の敗北を喫し、瀕死となってしまう。しかし、これがきっかけでゴムゴムの実の真の力である解放の戦士「ニカ」の能力が覚醒し、ルフィは復活。新たな形態「ギア5」でカイドウを地中深くのマグマまで殴り飛ばし、ついに勝利する。ワノ国は20年に渡るオロチとカイドウの支配から解放され、新将軍・光月モモの助による統治が始まることとなった。
世間では、敗北したカイドウとビッグ・マムに替わり、新たにルフィとバギーの2人が「四皇」の一角に数えられることとなる。

#### エッグヘッド編
【105巻 - 111巻】
ワノ国を出港した麦わらの一味は、巨大な暖水渦に巻き込まれていたジュエリー・ボニーを助ける。その直後、サニー号が武装した巨大な鮫に襲われ、一味は離れ離れになってとある島に漂着する。そこはDr.ベガパンクが研究拠点にしている政府の島「エッグヘッド」で、島内には途轍もなく高度な技術で作られた未来都市が広がっていた。 一方、サニー号のナミ達は、ベガパンクの分身である「猫（サテライト）」の「悪（リリス）」と「正（シャカ）」により、研究所に通される。
同じ頃、ルフィ達はベガパンクの本体（ステラ）と出会う。ベガパンクは「空白の100年」の研究をしたことで世界政府に命を狙われていると語り、自分達をエッグヘッドから脱出させてほしいと願い出る。ところが同時に、ベガパンクの暗殺指令を受けたロブ・ルッチやカク達CP0がエッグヘッドに上陸。さらにサテライトの「欲（ヨーク）」が反旗を翻し、ベガパンクは監禁されてしまう。一味はCP0と手を組んでヨーク達を制圧することに成功し、ベガパンク本体を助け出す。ルフィ達は脱出の準備を進めるが、海軍大将・黄猿率いる艦隊や、五老星の一角であるジェイガルシア・サターン聖が到着し、ステラは命を落としてしまう。しかし、自らの死を予見していたベガパンクは録画していた映像を配信し、「空白の100年」に関する研究成果を全世界に発表する。これを受けて、ベガパンクの放送を止めるために五老星全員がエッグヘッドに集結。ルフィ達は五老星の異常な再生能力に苦戦するが、駆け付けた巨兵海賊団の救援や、エッグヘッドに眠っていた鉄の巨人・エメトの援護により、五老星を振り切ってエッグヘッドから脱出する。

#### エルバフ編
【111巻 - 】
ルフィ達5人は、建物がブロックで作られた謎の場所で目を覚ます。そこは「太陽神」を名乗る男が支配する「ブロックの国」だった。ブロックの国が屋内に作られた虚構だと知ったルフィ達は壁を壊して脱出し、念願のエルバフ上陸を果たす。
その頃、エルバフに神の騎士団が到着し、世界政府非加盟国のエルバフを指揮下に置くため侵攻を開始。多彩な能力を持つ騎士団は、圧倒的な力でエルバフを危機に陥れる。

## 登場人物
ここでは、主人公とその仲間「麦わらの一味」のみを紹介する。
モンキー・D・ルフィ
声 - 田中真弓
本作の主人公。麦わらの一味船長。「ゴムゴムの実」の能力者のゴム人間。麦わら帽子がトレードマーク。夢は「ひとつなぎの大秘宝（ワンピース）」を見つけて「海賊王」になること。
ロロノア・ゾロ
声 - 中井和哉
麦わらの一味戦闘員。「三刀流」の剣士。クールでストイックな武士道精神の持ち主。世界一の大剣豪を目指している。
ナミ
声 - 岡村明美
麦わらの一味航海士。元は海賊専門の泥棒。お金・お宝に目がない。世界地図を描くのが夢。
ウソップ
声 - 山口勝平
麦わらの一味狙撃手。臆病でお調子者ながら、器用で口八丁なパチンコの名手。父・ヤソップのような勇敢なる海の戦士を目指している。
サンジ
声 - 平田広明
麦わらの一味コック。コックの命である手を傷つけないように、足技で戦う。無類の女好き。伝説の海「オールブルー」を探す。
トニートニー・チョッパー
声 - 大谷育江
麦わらの一味船医。「ヒトヒトの実」を食べ人の能力を持った人間トナカイ。万能薬（何でも治せる医者）を目指している。
ニコ・ロビン
声 - 山口由里子
麦わらの一味考古学者。「ハナハナの実」の能力者。「空白の100年」の謎を解き明かすため旅をしている。
フランキー
声 - 矢尾一樹→木村昴
麦わらの一味船大工。体中に武器を仕込んだサイボーグ。自分の作った船に乗り、その船が海の果てに辿り着くのを見届けることが夢。
ブルック
声 - チョー
麦わらの一味音楽家。一度死んだが「ヨミヨミの実」でガイコツ姿で蘇った陽気なアフロ剣士。リヴァース・マウンテンで別れた鯨のラブーンとの再会を誓う。
ジンベエ
声 - 郷里大輔→宝亀克寿
麦わらの一味操舵手。ジンベエザメの魚人。元王下七武海。魚人空手と魚人柔術の使い手。
以下の項目は個別記事を参照。
海賊 (ONE PIECE)
作中に登場する海賊の一覧。
海軍 (ONE PIECE)
作中に登場する海兵の一覧。
王下七武海
世界政府公認の7人の大海賊。およびその傘下の勢力。
バロックワークス
理想国家建国を目的とする秘密犯罪会社。
アラバスタ王国
「偉大なる航路」サンディ島にある砂の王国。
空島 (ONE PIECE)
幻の存在とされる空に浮かぶ島。
ウォーターセブン
「水の都」と呼ばれる世界一の造船都市。
サイファーポール
世界政府直下の諜報機関。
スリラーバーク
島一つを丸ごと乗せた世界一巨大な海賊船。
インペルダウン
世界政府所有の深海の大監獄。

## 用語・世界観
本作の舞台となる世界は世界中に加盟国を持つ国際組織「世界政府」により統治されている。しかし海賊王ゴールド・ロジャーの処刑をきっかけに「大海賊時代」が到来して海賊たちが世界各地で勢力を広げており、世界政府直下の海軍と戦いを繰り広げている。本作では島単位で国が存在し、その多くが王国である。
生活様式や科学技術などは、基本的に現実世界における海賊の黄金時代（17世紀から18世紀ごろ）がモデルと思われる。しかし、現実世界から大きくかけ離れた、作中世界固有の設定も多々ある（「偉大なる航路」と「赤い土の大陸」、電伝虫など）。悪魔の実という食べると特殊な能力が身に付く実が存在し、能力の有無を問わず多くの登場人物は超人的な戦闘力を備えている。海王類を始めとする特殊な動物や、巨人や魚人のような亜人種もおり、普通の人間でも身長2mを越える人物が多数登場する。
主人公とその一味は海賊団を結成しているが、一般的な「海賊」のように民間から略奪を行うことは基本的になく（所有者不明瞭な物品を拾ったり、同業者である海賊たちから略奪を働くことはある）、主に各島で事件に巻き込まれ、敵を倒した後に次の島へ進んでいく、戦う敵は同業者である海賊のほか、海軍のような世界政府の組織や一国の元首などの公権力であることもある。
また、作者が本作以前に発表した短編「MONSTERS」と世界観を共有している。
以下の項目は個別記事を参照。
悪魔の実
食べると摩訶不思議な能力が身につく果実。
ゴーイングメリー号
麦わらの一味の初代海賊船。
サウザンドサニー号
麦わらの一味の2代目海賊船。

## 短期集中表紙連載
各話の扉絵は通常、本編とは無関係のイラストであるが、毎週1コマずつの短期ストーリーが連載されることがある。そこでは、本編に登場した人物の「その後」がサイドストーリーとして描かれている。第18弾までは『ONE PIECE GREEN』にまとめて収録されている。
表紙連載に描かれた後に本編に再登場したキャラ、また本編に先行しての登場となったキャラも多く、ストーリーの伏線・肉付けとなっている。本編と違い台詞はないが、英語での短い台詞や擬音、?や!などの記号はある。
これら掲載作品のうち一部の作品はアニメ化されている。アニメ化の情報は、備考を参照。
| No   | タイトル                                  | 収録              | 話数              | 備考        |
| ---- | ----------------------------------------- | ----------------- | ----------------- | ----------- |
| 1    | バギー一味冒険記                          | 第4巻 - 第9巻     | 全28話・番外編2話 | [ 注釈 4 ]  |
| 2    | コビメッポ奮闘日記                        | 第10巻 - 第14巻   | 全30話            | [ 注釈 5 ]  |
| 3    | ジャンゴのダンス天国                      | 第14巻 - 第19巻   | 全37話            | [ 注釈 6 ]  |
| 4    | はっちゃんの海底散歩                      | 第20巻 - 第25巻   | 全40話            |             |
| 5    | ワポルの雑食バンザイ                      | 第25巻 - 第28巻   | 全23話            | [ 注釈 7 ]  |
| 6    | エースの黒ひげ大捜査線                    | 第29巻 - 第32巻   | 全29話            |             |
| 7    | ゲダツのうっかり青海暮らし                | 第33巻 - 第37巻   | 全32話            |             |
| 8    | ミスG・Wの作戦名"ミーツバロック"          | 第38巻 - 第43巻   | 全42話・番外編1話 |             |
| 9    | エネルのスペース大作戦                    | 第44巻 - 第49巻   | 全38話            |             |
| 10   | CP9の任務外報告                           | 第50巻 - 第54巻   | 全33話            |             |
| 11   | サンジの地獄よりお気を確かに              | 第56巻            | 全2話             | [ 注釈 8 ]  |
| 12   | ロビンのひどい事するわ                    | 第56巻            | 全2話             | [ 注釈 9 ]  |
| 13   | フランキーの今週のおれダメだ              | 第56巻            | 全2話             | [ 注釈 10 ] |
| 14   | ウソップの一人じゃ死ぬ病                  | 第56巻            | 全2話             | [ 注釈 11 ] |
| 15   | チョッパーの食いモンじゃねェぞ コノヤロー | 第57巻            | 全2話             | [ 注釈 12 ] |
| 16   | ナミのウェザーリポート                    | 第57巻            | 全2話             | [ 注釈 10 ] |
| 17   | ブルックの一宿一パンツのご恩返し          | 第57巻            | 全2話             | [ 注釈 13 ] |
| 18   | ゾロのあいつらどこだ世話がやける          | 第57巻            | 全2話             | [ 注釈 13 ] |
| 19   | 世界の甲板から                            | 第62巻 - 第68巻   | 全48話            |             |
| 20   | カリブーの新世界でケヒヒヒヒ              | 第68巻 - 第73巻   | 全46話            | [ 注釈 14 ] |
| 21   | ジンベエの海侠一人旅                      | 第75巻 - 第78巻   | 全28話            |             |
| 22   | 世界の甲板から 5億の男編                  | 第80巻 - 第83巻   | 全25話            |             |
| 23   | 押し掛け麦わら大船団物語                  | 第86巻 - 第91巻   | 全46話            | [ 注釈 15 ] |
| 24   | 〝ギャング〟ベッジのオーマイファミリー    | 第94巻 - 第98巻   | 全37話            |             |
| 25   | ジェルマ66のあゝ無感情海遊記              | 第102巻 - 第107巻 | 全33話            | [ 注釈 16 ] |
| 26   | 鬼の子ヤマトの金稲荷代参                  | 第109巻 -         |                   |             |
| 番外 | あの人は今                                | 第44巻            | 全3話             | [ 注釈 17 ] |
| 番外 | あの人は今                                | 第50巻            | 全4話             | [ 注釈 17 ] |

## コミックスのコーナー

### SBS
単行本の空きページに掲載されている、読者からの質問に作者が回答していくコーナー。「（S）質問を（B）募集（S）するのだ」の略。
本編では語られていない作中のキャラクターや世界観の裏設定が明らかにされるなど、人気の高いコーナー。時には、読者によってここで作られた設定が作者の了承を経て公式設定になることもある（登場人物の誕生日など）。次第に読者が勝手にコーナーの開始宣言をしてしまうなど、作者が読者に弄ばれるような内容が毎回盛り込まれるようになり、現在ではそれが半ば当然のことになっている。題字は巻ごとに差し替えられ、本編に登場したキャラクターにちなんだものになっている。50巻以降は読者から送られたイラストも使用している。まれに読者からゲームやクイズが送られてくることがある。
当初は3巻より開始予定であったが、制作時期の都合により4巻からの開始となった。
11巻ではゴーイングメリー号、46巻ではサウザンドサニー号の図解が掲載されたため休止。52巻から64巻まで・102巻では、アニメで麦わらの一味を演じる声優達への質問コーナーが設けられた（56巻・59巻・62巻・63巻には未掲載。102巻では新しく仲間入りしたジンベエ役の声優・宝亀克寿氏への質問コーナーが設けられた）。

### ウソップギャラリー海賊団
読者から送られてきたイラストを掲載するコーナー。第5巻から開始された。各巻の最優秀作品は「大賞」とされ、受賞者には作者のサイン色紙が贈られる。審査の良し悪しは、上手さではなく「心意気」だという。作者によれば、毎巻作者・コミックス担当者・ウソップ委員長の3人で選考して選ばれる。過去に掲載された読者の作品でも、気に入れば何度でも載せるが、大賞を2度あげることはしない。掲載された作品には、ウソップになりきった作者が一つ一つコメントを入れている。大賞に便乗するイラストを送ってくる者も多い。
基本的に巻末に掲載されるが、各話の間の空きページに設けられることもしばしばある。単行本のイラストは白黒であるが、公式サイト「ONE PIECE.com」では、最終選考まで残った作品も含めカラーで掲載されている（第73巻以降）。第46巻ではサウザンドサニー号の図解が掲載されたため休止。
漫画家の藤原ゆかや堀越耕平がデビュー前に本コーナーに投稿している。藤原は第6巻で大賞を受賞しており、ウソップから「OH YEAH!!大賞もってけ!!」とコメントされた。
2012年12月から2013年2月にかけて「ウソップギャラリー海賊団WEB出張版」がニコニコ静画で開催された。

### 人気投票
人気キャラクター投票企画が2021年2月までに7回行われている。結果はそれぞれ、単行本7巻・24巻・43巻・55巻・76巻・87巻・99巻に掲載されている。過去7回いずれも1位はルフィ。第5回は、初めて週刊少年ジャンプだけでなくコミックスでも応募が行われた。第7回は、全世界を対象とした「第1回 ONE PIECE キャラクター世界人気投票 WT（ワールドトップ）100」として実施された。
39・40巻には必殺技の人気投票が掲載されている。

## 関連漫画

### 番外編
ONE PIECE 麦わら劇場
総集編などに掲載された番外編。
CROSS EPOCH
鳥山明の『ドラゴンボール』とのコラボレーション作品。『週刊少年ジャンプ』2007年4・5合併号に掲載。『ONE PIECE 10TH TREASURES』に収録。
実食! 悪魔の実!!
島袋光年の『トリコ』とのコラボレーション作品。『週刊少年ジャンプ』2011年17号に掲載。『トリコ グルメハンティングブック』に収録。
ONE PIECE Special Episode 〝Luff〟
「もしサボが頂上戦争でルフィとエースを助けに現れたなら」という展開を描いた特別編漫画。ムック『ONE PIECE magazine』Vol.1からVol.3まで連載された。

### スピンオフ
チョッパーマン
パラレルワールドを舞台に、チョッパーを主人公にしたスピンオフ漫画。作画は武井宏文。『最強ジャンプ』2012年1月号から2014年2月号まで連載された。
ワンピースパーティー
SD化したキャラたちが繰り広げる、スピンオフギャグ漫画。作画は安藤英。『最強ジャンプ』2015年1月号から2019年11月号まで連載された。
CHIN PIECE
ルフィに憧れる少年・チンピィを主人公とする、スピンオフギャグ漫画。作画は天望良一。『最強ジャンプ』2018年7月号から2020年5月号まで連載された。
恋するワンピース
麦わらの一味と同じ名前の高校生たちを描くスピンオフギャグ漫画。作画は伊原大貴。『少年ジャンプ+』および公式サイト「ONE PIECE.com」で2018年6月18日より連載開始。2021年11月7日掲載の第141話をもって連載を休止、2025年4月10日より『少年ジャンプ+』にて連載を再開。また、2025年4月1日 - 5日にYouTube・TikTok・InstagramにてWebアニメが配信された。
ONE PIECE コビー似の小日山 〜ウリふたつなぎの大秘宝〜
コビーにそっくりな中学生を主人公とするスピンオフギャグ漫画。作画はなかまる。『少年ジャンプ+』および公式サイト「ONE PIECE.com」で2018年6月18日から2019年7月1日まで連載された。
食戟のサンジ
料理漫画『食戟のソーマ』の作者たちによる、サンジを主人公としたスピンオフ漫画。ストーリーは附田祐斗、作画は佐伯俊。『週刊少年ジャンプ』2018年34号に第1話、2021年5・6合併号に第2話、2021年33・34合併号に第3話、2021年40号に第4話、2022年5・6合併号に第5話が掲載された。
Fischer's×ONE PIECE 7つなぎの大秘宝
YouTuber集団「フィッシャーズ」とのコラボレーション作品。作画は脂小路蝉麿、監修はフィッシャーズ。『最強ジャンプ』2018年9月号より連載中。
ONE PIECE COVER COMIC PROJECT
さまざまな作家が『ONE PIECE』を描く企画。
ロロノア・ゾロ、海に散る
プロジェクト第1弾。第51話「ロロノア・ゾロ、海に散る」を再現した作品。著者はBoichi。『週刊少年ジャンプ』2019年34号に掲載。
ビビの冒険
プロジェクト第2弾。第216話「ビビの冒険」を再現した作品。著者は古味直志。『週刊少年ジャンプ』2021年39号に掲載。
ナミvsカリファ
プロジェクト第3弾。第411話「ナミvsカリファ」を再現した作品。著者はBoichi。『ONE PIECE magazine』Vol.14に掲載。
ONE PIECE学園
「新世界中学校」を舞台とするスピンオフ漫画。作画は小路壮平。『最強ジャンプ』2019年9月号より連載中。
ONE PIECE episode A（ワンピース エピソード エース）
小説『ONE PIECE novel A』のコミカライズ版。作画はBoichi、ネーム構成は石山諒。『ONE PIECE magazine』Vol.10からVol.13まで連載された。

## 書誌情報

### 単行本
- 尾田栄一郎 『ONE PIECE』 集英社〈ジャンプ・コミックス〉、既刊112巻（2025年7月4日現在）
  - 巻一「ROMANCE DAWN〜冒険の夜明け〜」 1997年12月29日第1刷発行（12月24日発売[51]）、ISBN 4-08-872509-3
  - 巻二〝VERSUS!!バギー海賊団〟 1998年4月8日第1刷発行（4月3日発売[52]）、ISBN 4-08-872544-1
  - 巻三〝偽れぬもの〟 1998年6月9日第1刷発行（6月4日発売[53]）、ISBN 4-08-872569-7
  - 巻四〝三日月〟 1998年8月9日第1刷発行（8月4日発売[54]）、ISBN 4-08-872594-8
  - 巻五〝誰がために鐘は鳴る〟 1998年10月7日第1刷発行（10月2日発売[55]）、ISBN 4-08-872619-7
  - 巻六〝誓い〟 1998年12月8日第1刷発行（12月3日発売[56]）、ISBN 4-08-872642-1
  - 巻七〝クソジジイ〟 1999年3月9日第1刷発行（3月4日発売[57]）、ISBN 4-08-872683-9
  - 巻八〝死なねェよ〟 1999年5月5日第1刷発行（4月30日発売[58]）、ISBN 4-08-872712-6
  - 巻九〝涙〟 1999年7月7日第1刷発行（7月2日発売[59]）、ISBN 4-08-872735-5
  - 巻十〝OK, Let's STAND UP!〟 1999年10月9日第1刷発行（10月4日発売[60]）、ISBN 4-08-872773-8
  - 巻十一〝東一番の悪〟 1999年12月7日第1刷発行（12月2日発売[61]）、ISBN 4-08-872797-5
  - 巻十二〝伝説は始まった〟 2000年2月7日第1刷発行（2月2日発売[62]）、ISBN 4-08-872822-X
  - 巻十三〝大丈夫!!!〟 2000年5月3日第1刷発行（4月28日発売[63]）、ISBN 4-08-872863-7
  - 巻十四〝本能〟 2000年7月9日第1刷発行（7月4日発売[64]）、ISBN 4-08-872888-2
  - 巻十五〝まっすぐ!!!〟 2000年9月9日第1刷発行（9月4日発売[65]）、ISBN 4-08-873009-7
  - 巻十六〝受け継がれる意志〟 2000年12月9日第1刷発行（12月4日発売[66]）、ISBN 4-08-873045-3
  - 巻十七〝ヒルルクの桜〟 2001年2月7日第1刷発行（2月2日発売[67]）、ISBN 4-08-873073-9
  - 巻十八〝エース登場〟 2001年4月9日第1刷発行（4月4日発売[68]）、ISBN 4-08-873100-X
  - 巻十九〝反乱（うねり）〟 2001年7月9日第1刷発行（7月4日発売[69]）、ISBN 4-08-873133-6
  - 巻二十〝決戦はアルバーナ〟 2001年9月9日第1刷発行（9月4日発売[70]）、ISBN 4-08-873158-1
  - 巻二十一〝理想郷〟 2001年12月9日第1刷発行（12月4日発売[71]）、ISBN 4-08-873194-8
  - 巻二十二〝HOPE!!〟 2002年2月9日第1刷発行（2月4日発売[72]）、ISBN 4-08-873222-7
  - 巻二十三〝ビビの冒険〟 2002年4月9日第1刷発行（4月4日発売[73]）、ISBN 4-08-873252-9
  - 巻二十四〝人の夢〟 2002年7月9日第1刷発行（7月4日発売[74]）、ISBN 4-08-873282-0
  - 巻二十五〝一億の男〟 2002年9月9日第1刷発行（9月4日発売[75]）、ISBN 4-08-873313-4
  - 巻二十六〝神の島の冒険〟 2002年12月9日第1刷発行（12月4日発売[76]）、ISBN 4-08-873336-3
  - 巻二十七〝序曲（オーバーチュア）〟 2003年2月9日第1刷発行（2月4日発売[77]）、ISBN 4-08-873379-7
  - 巻二十八〝「戦鬼」ワイパー〟 2003年5月6日第1刷発行（5月1日発売[78]）、ISBN 4-08-873418-1
  - 巻二十九〝聖譚曲（オラトリオ）〟 2003年7月9日第1刷発行（7月4日発売[79]）、ISBN 4-08-873480-7
  - 巻三十〝狂想曲（カプリッチオ）〟 2003年10月8日第1刷発行（10月3日発売[80]）、ISBN 4-08-873502-1
  - 巻三十一〝ここにいる〟 2003年12月24日第1刷発行（12月19日発売[81]）、ISBN 4-08-873551-X
  - 巻三十二〝島の歌声（ラブ・ソング）〟 2004年3月9日第1刷発行（3月4日発売[82]）、ISBN 4-08-873571-4
  - 巻三十三〝DAVY BACK FIGHT!!〟 2004年6月9日第1刷発行（6月4日発売[83]）、ISBN 4-08-873593-5
  - 巻三十四〝「水の都」ウォーターセブン〟 2004年8月9日第1刷発行（8月4日発売[84]）、ISBN 4-08-873638-9
  - 巻三十五〝船長（キャプテン）〟 2004年11月9日第1刷発行（11月4日発売[85]）、ISBN 4-08-873667-2
  - 巻三十六〝9番目の正義〟 2005年2月9日第1刷発行（2月4日発売[86]）、ISBN 4-08-873768-7
  - 巻三十七〝トムさん〟 2005年4月30日第1刷発行（4月28日発売[87]）、ISBN 4-08-873802-0
  - 巻三十八〝ロケットマン!!〟 2005年7月9日第1刷発行（7月4日発売[88]）、ISBN 4-08-873839-X
  - 巻三十九〝争奪戦〟 2005年11月9日第1刷発行（11月4日発売[89]）、ISBN 4-08-873872-1
  - 巻四十〝ギア〟 2005年12月31日第1刷発行（12月26日発売[90]）、ISBN 4-08-874003-3
  - 巻四十一〝宣戦布告〟 2006年4月9日第1刷発行（4月4日発売[91]）、ISBN 4-08-874047-5
  - 巻四十二〝海賊vsCP9〟 2006年7月9日第1刷発行（7月4日発売[92]）、ISBN 4-08-874127-7
  - 巻四十三〝英雄伝説〟 2006年9月9日第1刷発行（9月4日発売[93]）、ISBN 4-08-874149-8
  - 巻四十四〝帰ろう〟 2006年12月9日第1刷発行（12月9日発売[94]）、ISBN 4-08-874287-7
  - 巻四十五〝心中お察しする〟 2007年3月7日第1刷発行（3月2日発売[95]）、ISBN 978-4-08-874314-1
  - 巻四十六〝ゴースト島（アイランド）の冒険〟 2007年7月9日第1刷発行（7月4日発売[96]）、ISBN 978-4-08-874382-0
  - 巻四十七〝くもり時々ホネ〟 2007年9月9日第1刷発行（9月4日発売[97]）、ISBN 978-4-08-874411-7
  - 巻四十八〝オーズの冒険〟 2007年12月9日第1刷発行（12月4日発売[98]）、ISBN 978-4-08-874442-1
  - 巻四十九〝ナイトメア・ルフィ〟 2008年3月9日第1刷発行（3月4日発売[99]）、ISBN 978-4-08-874485-8
  - 巻五十〝再び辿りつく〟 2008年6月9日第1刷発行（6月4日発売[100]）、ISBN 978-4-08-874521-3
  - 巻五十一〝11人の超新星〟 2008年9月9日第1刷発行（9月4日発売[101]）、ISBN 978-4-08-874563-3
  - 巻五十二〝ロジャーとレイリー〟 2008年12月9日第1刷発行（12月4日発売[102]）、ISBN 978-4-08-874602-9
  - 巻五十三〝王の資質〟 2009年3月9日第1刷発行（3月4日発売[103]）、ISBN 978-4-08-874640-1
  - 巻五十四〝もう誰にも止められない〟 2009年6月9日第1刷発行（6月4日発売[104]）、ISBN 978-4-08-874662-3
  - 巻五十五〝地獄に仏（オカマ）〟 2009年9月9日第1刷発行（9月4日発売[105]）、ISBN 978-4-08-874727-9
  - 巻五十六〝ありがとう〟 2009年12月9日第1刷発行（12月4日発売[106]）、ISBN 978-4-08-874761-3
  - 巻五十七〝頂上決戦〟 2010年3月9日第1刷発行（3月4日発売[107]）、ISBN 978-4-08-870010-6
  - 巻五十八「この時代の名を〝白ひげ〟と呼ぶ」 2010年6月9日第1刷発行（6月4日発売[108]）、ISBN 978-4-08-870045-8
  - 巻五十九〝ポートガス・D・エース死す〟 2010年8月9日第1刷発行（8月4日発売[109]）、ISBN 978-4-08-870083-0
  - 巻六十〝弟よ〟 2010年11月9日第1刷発行（11月4日発売[110]）、ISBN 978-4-08-870125-7
  - 巻六十一「〝ROMANCE DAWN for the new world〟 -新しい世界への冒険の夜明け-」 2011年2月9日第1刷発行（2月4日発売[111]）、ISBN 978-4-08-870175-2
  - 巻六十二〝魚人島の冒険〟 2011年5月7日第1刷発行（5月2日発売[112]）、ISBN 978-4-08-870217-9
  - 巻六十三〝オトヒメとタイガー〟 2011年8月9日第1刷発行（8月4日発売[113]）、ISBN 978-4-08-870270-4
  - 巻六十四〝10万vs.10〟 2011年11月9日第1刷発行（11月4日発売[114]）、ISBN 978-4-08-870301-5
  - 巻六十五〝ゼロに〟 2012年2月8日第1刷発行（2月3日発売[115]）、ISBN 978-4-08-870367-1
  - 巻六十六〝タイヨウへと続く道〟 2012年5月7日第1刷発行（5月2日発売[116]）、ISBN 978-4-08-870416-6
  - 巻六十七〝COOL FIGHT〟 2012年8月8日第1刷発行（8月3日発売[117]）、ISBN 978-4-08-870476-0
  - 巻六十八〝海賊同盟〟 2012年11月7日第1刷発行（11月2日発売[118]）、ISBN 978-4-08-870531-6
  - 巻六十九〝SAD〟 2013年3月9日第1刷発行（3月4日発売[119]）、ISBN 978-4-08-870614-6
  - 巻七十〝ドフラミンゴ現る〟 2013年6月9日第1刷発行（6月4日発売[120]）、ISBN 978-4-08-870660-3
  - 巻七十一〝曲者達のコロシアム〟 2013年8月7日第1刷発行（8月2日発売[121]）、ISBN 978-4-08-870781-5
  - 巻七十二〝ドレスローザの忘れ物〟 2013年11月6日第1刷発行（11月1日発売[122]）、ISBN 978-4-08-870833-1
  - 巻七十三〝ドレスローザSOP作戦〟 2014年3月9日第1刷発行（3月4日発売[123]）、ISBN 978-4-08-880022-6
  - 巻七十四〝いつでもキミのそばにいる〟 2014年6月9日第1刷発行（6月4日発売[124]）、ISBN 978-4-08-880069-1
  - 巻七十五〝おれの恩返し〟 2014年9月9日第1刷発行（9月4日発売[125]）、ISBN 978-4-08-880171-1
  - 巻七十六〝構わず進め〟 2014年12月31日第1刷発行（12月27日発売[126]）、ISBN 978-4-08-880219-0
  - 巻七十七〝スマイル〟 2015年4月8日第1刷発行（4月3日発売[127]）、ISBN 978-4-08-880326-5
  - 巻七十八〝悪のカリスマ〟 2015年7月8日第1刷発行（7月3日発売[128]）、ISBN 978-4-08-880422-4
  - 巻七十九〝LUCY!!〟 2015年10月8日第1刷発行（10月3日発売[129]）、ISBN 978-4-08-880496-5
  - 巻八十〝開幕宣言〟 2015年12月31日第1刷発行（12月28日発売[130]）、ISBN 978-4-08-880578-8
  - 巻八十一〝ネコマムシの旦那に会いに行こう〟 2016年4月9日第1刷発行（4月4日発売[131]）、ISBN 978-4-08-880648-8
  - 巻八十二〝ざわつく世界〟 2016年7月9日第1刷発行（7月4日発売[132]）、ISBN 978-4-08-880726-3
  - 巻八十三〝海賊「四皇」シャーロット・リンリン〟 2016年11月9日第1刷発行（11月4日発売[133]）、ISBN 978-4-08-880801-7
  - 巻八十四〝ルフィvs.サンジ〟 2017年2月8日第1刷発行（2月3日発売[134]）、ISBN 978-4-08-881002-7
  - 巻八十五〝ウソつき〟 2017年5月7日第1刷発行（5月2日発売[135]）、ISBN 978-4-08-881070-6
  - 巻八十六〝四皇暗殺作戦〟 2017年8月9日第1刷発行（8月4日発売[136]）、ISBN 978-4-08-881198-7
  - 巻八十七〝甘くない〟 2017年11月7日第1刷発行（11月2日発売[137]）、ISBN 978-4-08-881225-0
  - 巻八十八〝獅子〟 2018年3月7日第1刷発行（3月2日発売[138]）、ISBN 978-4-08-881362-2
  - 巻八十九〝BADEND MUSICAL〟 2018年6月9日第1刷発行（6月4日発売[139]）、ISBN 978-4-08-881496-4
  - 巻九十〝聖地マリージョア〟 2018年9月9日第1刷発行（9月4日発売[140]）、ISBN 978-4-08-881562-6
  - 巻九十一〝侍の国の冒険〟 2018年12月9日第1刷発行（12月4日発売[141]）、ISBN 978-4-08-881644-9
  - 巻九十二〝花魁小紫登場〟 2019年3月9日第1刷発行（3月4日発売[142]）、ISBN 978-4-08-881758-3
  - 巻九十三〝えびす町の人気者〟 2019年7月9日第1刷発行（7月4日発売[143]）、ISBN 978-4-08-881877-1
  - 巻九十四〝兵どもが夢〟 2019年10月9日第1刷発行（10月4日発売[144]）、ISBN 978-4-08-882054-5
  - 巻九十五〝おでんの冒険〟 2019年12月31日第1刷発行（12月28日発売[145]）、ISBN 978-4-08-882169-6
  - 巻九十六〝煮えてなんぼのおでんに候〟 2020年4月8日第1刷発行（4月3日発売[146]）、ISBN 978-4-08-882252-5
  - 巻九十七〝僕の聖書（バイブル）〟 2020年9月21日第1刷発行（9月16日発売[147]）、ISBN 978-4-08-882347-8
  - 巻九十八〝忠臣錦〟 2021年2月9日第1刷発行（2月4日発売[148]）、ISBN 978-4-08-882423-9
  - 巻九十九〝麦わらのルフィ〟 2021年6月9日第1刷発行（6月4日発売[149]）、ISBN 978-4-08-882691-2
  - 巻百〝覇王色〟 2021年9月8日第1刷発行（9月3日発売[150]）、ISBN 978-4-08-882780-3
  - 巻百一〝花形登場〟 2021年12月8日第1刷発行（12月3日発売[151]）、ISBN 978-4-08-883003-2
  - 巻百二〝天王山〟 2022年4月9日第1刷発行（4月4日発売[152]）、ISBN 978-4-08-883120-6
  - 巻百三〝解放の戦士〟 2022年8月9日第1刷発行（8月4日発売[153]）、ISBN 978-4-08-883190-9
  - 巻百四〝ワノ国将軍 光月モモの助〟 2022年11月9日第1刷発行（11月4日発売[154]）、ISBN 978-4-08-883287-6
  - 巻百五〝ルフィの夢〟 2023年3月8日第1刷発行（3月3日発売[155]）、ISBN 978-4-08-883436-8
  - 巻百六〝天才の夢〟 2023年7月9日第1刷発行（7月4日発売[156]）、ISBN 978-4-08-883644-7
  - 巻百七〝伝説の英雄〟 2023年11月7日第1刷発行（11月2日発売[157]）、ISBN 978-4-08-883785-7
  - 巻百八〝死んだ方がいい世界〟 2024年3月9日第1刷発行（3月4日発売[158]）、ISBN 978-4-08-884013-0
  - 巻百九〝きみの味方〟 2024年7月9日第1刷発行（7月4日発売[159]）、ISBN 978-4-08-884196-0
  - 巻百十〝時代のうねり〟 2024年11月1日発売[160]、ISBN 978-4-08-884314-8
  - 巻百十一〝エルバフの冒険〟 2025年3月4日発売[161]、ISBN 978-4-08-884491-6
  - 巻百十二〝神典（ハーレイ）〟 2025年7月4日発売[162]、ISBN 978-4-08-884563-0
- 非売品
  - 「巻零〝STRONG WORLD〟」 2009年12月12日発行。映画『ONE PIECE FILM STRONG WORLD』特典。
  - 「巻千〝Z〟」 2012年12月15日発行。映画『ONE PIECE FILM Z』特典。
  - 「巻七七七」 2016年7月23日発行。映画『ONE PIECE FILM GOLD』特典。
  - 「巻三三三」 2018年3月9日発行。テーマパーク「東京ワンピースタワー」入場者特典[163]。
  - 「巻壱萬八拾九」 2019年8月9日発行。映画『ONE PIECE STAMPEDE』特典。
  - 「巻四十億〝RED〟」 2022年8月6日発行。映画『ONE PIECE FILM RED』特典[164]。
  - 「巻4/4〝UTA〟」 2022年8月27日発行。映画『ONE PIECE FILM RED』特典[165]。
  - 「巻四十億一〝アンコール〟」 2023年10月20日発行。映画『ONE PIECE FILM RED』特典[166]。

### BOXセット
単行本をエピソードごとにまとめたボックス・セット。
- 『ONE PIECE 第一部 EP1 BOX・東の海』2020年9月4日発売、ISBN 978-4-08-882448-2。第1巻 - 第12巻収録。
- 『ONE PIECE 第一部 EP2 BOX・砂の国』2020年9月4日発売、ISBN 978-4-08-882449-9。第13巻 - 第23巻収録。
- 『ONE PIECE 第一部 EP3 BOX・空の島』2020年9月4日発売、ISBN 978-4-08-882450-5。第24巻 - 第32巻収録。
- 『ONE PIECE 第二部 EP4 BOX・水の都』2020年12月28日発売、ISBN 978-4-08-882538-0。第33巻 - 第45巻収録。
- 『ONE PIECE 第二部 EP5 BOX・死者の館』2020年12月28日発売、ISBN 978-4-08-882539-7。第46巻 - 第53巻収録。
- 『ONE PIECE 第二部 EP6 BOX・頂上戦争』2020年12月28日発売、ISBN 978-4-08-882540-3。第54巻 - 第61巻収録。
- 『ONE PIECE 第三部 EP7 BOX・魚人島』2021年4月2日発売、ISBN 978-4-08-882630-1。第62巻 - 第70巻収録。
- 『ONE PIECE 第三部 EP8 BOX・情熱の国』2021年4月2日発売、ISBN 978-4-08-882631-8。第71巻 - 第80巻収録。
- 『ONE PIECE 第三部 EP9 BOX・お菓子の国』2021年4月2日発売、ISBN 978-4-08-882632-5。第81巻 - 第90巻収録。
- 『ONE PIECE 第四部 EP10 BOX・ワノ国』2023年6月1日発売、ISBN 978-4-08-883562-4。第91巻 - 第104巻収録。

### 総集編

#### 集英社マンガ総集編シリーズ
- 「THE FIRST LOG」2005年3月発行、ISBN 4-08-111020-4
- 「THE 2ND LOG "SANJI"」2005年11月発行、ISBN 4-08-111021-2
- 「THE 3RD LOG "NAMI"」2005年12月発行、ISBN 4-08-111022-0
- 「THE 4TH LOG "GRAND LINE"」2006年1月発行、ISBN 4-08-111023-9
- 「THE 5TH LOG "CHOPPER"」2006年2月発行、ISBN 4-08-111024-7
- 「THE 6TH LOG "ARABASTA"」2006年3月発行、ISBN 4-08-111025-5
- 「THE 7TH LOG "VIVI"」2006年4月発行、ISBN 4-08-111026-3
- 「THE 8TH LOG "SKYPIEA"」2008年4月発行、ISBN 978-4-08-111027-8
- 「THE 9TH LOG "GOD"」2008年5月発行、ISBN 978-4-08-111028-5
- 「THE 10TH LOG "BELL"」2008年6月発行、ISBN 978-4-08-111029-2
- 「THE 11TH LOG "WATER SEVEN"」2009年4月発行、ISBN 978-4-08-111009-4
- 「THE 12TH LOG "ROCKET MAN"」2009年5月発行、ISBN 978-4-08-111010-0
- 「THE 13TH LOG "NICO ROBIN"」2009年7月発行、ISBN 978-4-08-111011-7
- 「THE 14TH LOG "FRANKY"」2009年8月発行、ISBN 978-4-08-111012-4
- 「THE 15TH LOG "THRILLER BARK"」2011年2月発行、ISBN 978-4-08-111033-9
- 「THE 16TH LOG "BROOK"」2011年2月発行、ISBN 978-4-08-111035-3
- 「THE 17TH LOG "SABÃODY"」2012年9月14日発売、ISBN 978-4-08-111052-0
- 「THE 18TH LOG "IMPEL DOWN"」2012年10月12日発売、ISBN 978-4-08-111053-7
- 「THE 19TH LOG "MARINEFORD"」2012年11月9日発売、ISBN 978-4-08-111054-4
- 「THE 20TH LOG "ACE"」2012年12月14日発売、ISBN 978-4-08-111055-1
- 「THE 21ST LOG "2 YEARS LATER"」2017年6月23日発売、ISBN 978-4-08-111183-1
- 「THE 22ND LOG "SHIRAHOSHI"」2017年7月28日発売、ISBN 978-4-08-111184-8
- 「THE 23RD LOG "PUNK HAZARD"」2017年8月25日発売、ISBN 978-4-08-111185-5
- 「THE 24TH LOG "SMILE"」2017年9月22日発売、ISBN 978-4-08-111186-2
- 「THE 25TH LOG "DRESSROSA"」2017年10月27日発売、ISBN 978-4-08-111187-9
- 「THE 26TH LOG "MEMORIES"」2017年11月24日発売、ISBN 978-4-08-111188-6
- 「THE 27TH LOG "LAW"」2017年12月21日発売、ISBN 978-4-08-111189-3
- 「THE 28TH LOG "LUCY"」2018年1月26日発売、ISBN 978-4-08-111190-9
- 「EXTRA LOG 1 "STRONG WORLD"」2012年12月4日発売、ISBN 978-4-08-111061-2

#### 集英社ジャンプリミックス
- 尾田栄一郎 『ONE PIECE』 集英社〈集英社ジャンプリミックス〉、全24巻

1. 「東の海編 VS.道化のバギー」2021年9月3日発売、ISBN 978-4-08-115043-4
2. 「東の海編 VS.百計のクロ」2021年9月17日発売、ISBN 978-4-08-115044-1
3. 「東の海編 VS.首領・クリーク」2021年10月1日発売、ISBN 978-4-08-115045-8
4. 「東の海編 VS.魚人アーロン」2021年10月15日発売、ISBN 978-4-08-115046-5
5. 「アラバスタ編 VS.バロックワークス(1)」2021年10月29日発売、ISBN 978-4-08-115047-2
6. 「アラバスタ編 VS.ブリキング海賊団」2021年11月12日発売、ISBN 978-4-08-115048-9
7. 「アラバスタ編 VS.バロックワークス(2)」2021年11月26日発売、ISBN 978-4-08-115049-6
8. 「アラバスタ編 VS.バロックワークス(3)」2021年12月10日発売、ISBN 978-4-08-115050-2
9. 「アラバスタ編 VS.サー・クロコダイル」2021年12月24日発売、ISBN 978-4-08-115051-9
10. 「空島編 VS.ベラミー海賊団」2022年1月14日発売、ISBN 978-4-08-115052-6
11. 「空島編 VS.神の四神官」2022年1月28日発売、ISBN 978-4-08-115053-3
12. 「空島編 VS.神・エネル」2022年2月10日発売、ISBN 978-4-08-115054-0
13. 「ウォーターセブン編 VS.フォクシー海賊団」2022年2月25日発売、ISBN 978-4-08-115055-7
14. 「ウォーターセブン編 VS.フランキー一家」2022年3月11日発売、ISBN 978-4-08-115056-4
15. 「ウォーターセブン編 VS.CP9(1)」2022年3月25日発売、ISBN 978-4-08-115057-1
16. 「ウォーターセブン編 VS.CP9(2)」2022年4月8日発売、ISBN 978-4-08-115058-8
17. 「ウォーターセブン編 VS.CP9(3)」2022年4月22日発売、ISBN 978-4-08-115059-5
18. 「ウォーターセブン編 VS.ロブ・ルッチ」2022年5月13日発売、ISBN 978-4-08-115060-1
19. 「スリラーバーク編 VS.スリラーバーク海賊団」2022年5月27日発売、ISBN 978-4-08-115061-8
20. 「スリラーバーク編 VS.ゲッコー・モリア」2022年6月10日発売、ISBN 978-4-08-115062-5
21. 「頂上戦争編 VS.海軍」2022年6月24日発売、ISBN 978-4-08-115063-2
22. 「頂上戦争編 VS.監獄署長マゼラン」2022年7月8日発売、ISBN 978-4-08-115064-9
23. 「頂上戦争編 VS.海軍・王下七武海(1)」2022年7月22日発売、ISBN 978-4-08-115065-6
24. 「頂上戦争編 VS.海軍・王下七武海(2)」2022年8月5日発売、ISBN 978-4-08-115066-3

#### JUMPキャラクターREMIX
- 尾田栄一郎 『ONE PIECE』 集英社〈集英社リミックス〉、既刊11巻（2025年3月4日現在）
  1. 「ONE PIECE モンキー・D・ルフィ 1」2024年7月4日発売、ISBN 978-4-08-115223-0
  2. 「ONE PIECE モンキー・D・ルフィ 2」2024年7月4日発売、ISBN 978-4-08-115224-7
  3. 「ONE PIECE ロロノア・ゾロ」2024年8月2日発売、ISBN 978-4-08-115225-4
  4. 「ONE PIECE ナミ」2024年8月2日発売、ISBN 978-4-08-115226-1
  5. 「ONE PIECE ウソップ」2024年9月4日発売、ISBN 978-4-08-115227-8
  6. 「ONE PIECE サンジ」2024年9月4日発売、ISBN 978-4-08-115228-5
  7. 「ONE PIECE トニートニー・チョッパー」2024年10月4日発売、ISBN 978-4-08-115229-2
  8. 「ONE PIECE ニコ・ロビン」2024年10月4日発売、ISBN 978-4-08-115230-8
  9. 「ONE PIECE フランキー」2024年11月1日発売、ISBN 978-4-08-115231-5
  10. 「ONE PIECE ブルック」2024年11月1日発売、ISBN 978-4-08-115232-2
  11. 「ONE PIECE ポートガス・D・エース」2025年3月4日発売、ISBN 978-4-08-115254-4

### ファンブック
- 『ONE PIECE RED GRAND CHARACTERS』2002年1月5日発売、ISBN 4-08-873211-1
- 『ONE PIECE BLUE GRAND DATA FILE』2002年8月2日発売、ISBN 4-08-873358-4
  - 『ONE PIECE BLUE GRAND DATA FILE SIMPLE VERSION』2022年11月4日発売、ISBN 978-4-08-883364-4
- 『ONE PIECE YELLOW GRAND ELEMENTS』2007年4月2日発売、ISBN 978-4-08-874098-0
- 『ONE PIECE GREEN SECRET PIECES』2010年11月4日発売、ISBN 978-4-08-874848-1
- 『ONE PIECE BLUE DEEP CHARACTERS WORLD』2012年3月2日発売、ISBN 978-4-08-870445-6
- VIVRE CARD〜ONE PIECE図鑑〜
  1. 「STARTER SET Vol.1」2018年9月4日発売、ISBN 978-4-08-908320-8
  2. 「BOOSTER PACK 〝東の海〟の猛者達!!」2018年10月4日発売、ISBN 978-4-08-908321-5
  3. 「BOOSTER PACK 集結! 〝超新星〟!!」2018年10月4日発売、ISBN 978-4-08-908322-2
  4. 「BOOSTER PACK アーロン一味とココヤシ村の人々」2018年11月2日発売、ISBN 978-4-08-908323-9
  5. 「BOOSTER PACK インペルダウンの番人VS囚人達!!」2018年11月2日発売、ISBN 978-4-08-908324-6
  6. 「BOOSTER PACK 砂の王国・アラバスタの精鋭!!」2018年12月4日発売、ISBN 978-4-08-908325-3
  7. 「BOOSTER PACK 〝四皇〟白ひげ海賊団!!」2018年12月4日発売、ISBN 978-4-08-908326-0
  8. 「BOOSTER PACK 結集! 秘密結社バロックワークス」2019年1月4日発売、ISBN 978-4-08-908327-7
  9. 「BOOSTER PACK 海底の楽園・魚人島の住人達!!」2019年1月4日発売、ISBN 978-4-08-908328-4
  10. 「BOOSTER PACK 秘境・空島の住人達!!」2019年2月4日発売、ISBN 978-4-08-908329-1
  11. 「BOOSTER PACK 暴走! 新魚人海賊団!!」2019年2月4日発売、ISBN 978-4-08-908330-7
  12. 「STARTER SET Vol.2」2019年3月4日発売、ISBN 978-4-08-908331-4
  13. 「BOOSTER PACK シャンドラの戦士VS神の軍勢!!」2019年4月4日発売、ISBN 978-4-08-908344-4
  14. 「BOOSTER PACK パンクハザードの脅威!!」2019年4月4日発売、ISBN 978-4-08-908345-1
  15. 「BOOSTER PACK 世界一の船大工! ガレーラカンパニー!!」2019年5月2日発売、ISBN 978-4-08-908346-8
  16. 「BOOSTER PACK 恐怖の支配者! ドンキホーテファミリー!!」2019年5月2日発売、ISBN 978-4-08-908347-5
  17. 「BOOSTER PACK 〝闇の正義〟の執行人! CP9!!」2019年6月4日発売、ISBN 978-4-08-908348-2
  18. 「BOOSTER PACK 激突! コロシアムの闘士達!!」2019年6月4日発売、ISBN 978-4-08-908349-9
  19. 「BOOSTER PACK 悪夢! スリラーバークの怪人達!!」2019年7月4日発売、ISBN 978-4-08-908350-5
  20. 「BOOSTER PACK 天性の戦士! モコモ公国のミンク族!!」2019年7月4日発売、ISBN 978-4-08-908351-2
  21. 「BOOSTER PACK 〝北の海〟の戦争屋・ジェルマ66!!」2019年8月2日発売、ISBN 978-4-08-908352-9
  22. 「BOOSTER PACK 〝四皇〟ビッグ・マム海賊団!!」2019年8月2日発売、ISBN 978-4-08-908353-6
  23. 「INDEX SET」2019年12月28日発売、ISBN 978-4-08-908377-2
  24. 「NEW STARTER SET Vol.1」2021年5月1日発売、ISBN 978-4-08-908402-1
  25. 「BOOSTER PACK 豪快! 伝説の男達!!」2021年7月2日発売、ISBN 978-4-08-908409-0
  26. 「BOOSTER PACK 決意の出陣! 赤鞘九人男!!」2021年7月2日発売、ISBN 978-4-08-908410-6
  27. 「BOOSTER PACK 圧倒的戦力! 百獣海賊団!!」2021年9月3日発売、ISBN 978-4-08-908411-3
  28. 「BOOSTER PACK 同盟結成! 新世代の海賊達!!」2021年9月3日発売、ISBN 978-4-08-908412-0
  29. 「NEW STARTER SET Vol.2」2024年7月4日発売、ISBN 978-4-08-908464-9
  30. 「BOOSTER PACK 躍進! 新時代を拓く者達!!」2024年9月4日発売、ISBN 978-4-08-908465-6
  31. 「BOOSTER PACK 脅威! 〝新世界〟の強者達!!」2024年9月4日発売、ISBN 978-4-08-908466-3
  32. 「BOOSTER PACK 〝未来島〟エッグヘッドの天才達!!」2024年11月1日発売、ISBN 978-4-08-908473-1
  33. 「BOOSTER PACK 海賊島の激戦! 海軍VS黒ひげ!!」2024年11月1日発売、ISBN 978-4-08-908474-8

### 画集
- 『ONE PIECE 尾田栄一郎画集 COLOR WALK』2001年7月発行、ISBN 4-08-859217-4
- 『ONE PIECE 尾田栄一郎画集 COLOR WALK 2』2003年11月発行、ISBN 4-08-859376-6
- 『ONE PIECE 尾田栄一郎画集 COLOR WALK 3 LION』2006年1月発行、ISBN 4-08-859538-6
- 『ONE PIECE 尾田栄一郎画集 COLOR WALK 4 EAGLE』2010年3月発行、ISBN 978-4-08-782267-0
- 『ONE PIECE 尾田栄一郎画集 COLOR WALK 5 SHARK』2010年12月発行、ISBN 978-4-08-782356-1
- 『ONE PIECE 尾田栄一郎画集 COLOR WALK 6 GORILLA』2014年1月発行、ISBN 978-4-08-782747-7
- 『ONE PIECE 尾田栄一郎画集 COLOR WALK 7 TYRANNOSAURUS』2016年7月発行、ISBN 978-4-08-792509-8
- 『ONE PIECE 尾田栄一郎画集 COLOR WALK 8 WOLF』2018年3月2日発売、ISBN 978-4-08-792523-4
- 『ONE PIECE 尾田栄一郎画集 COLOR WALK 9 TIGER』2020年9月16日発売、ISBN 978-4-08-792557-9
- 『ONE PIECE 尾田栄一郎画集 COLOR WALK 10 DRAGON』2023年4月4日発売、ISBN 978-4-08-792604-0
- 『ONE PIECE FILM STRONG WORLD EIICHIRO ODA ARTBOOK』2009年12月発行、ISBN 978-4-08-782251-9

### ムック
連載20周年を記念し、2017年に3か月連続で刊行されたムック。2018年発売のVol.4からは季刊誌として刊行される。
- 『ONE PIECE magazine Vol.1』2017年7月7日発売、ISBN 978-4-08-102232-8
- 『ONE PIECE magazine Vol.2』2017年8月4日発売、ISBN 978-4-08-102233-5
- 『ONE PIECE magazine Vol.3』2017年9月1日発売、ISBN 978-4-08-102234-2
- 『ONE PIECE magazine Vol.4』2018年10月19日発売、ISBN 978-4-08-102273-1
- 『ONE PIECE magazine Vol.5』2019年1月25日発売、ISBN 978-4-08-102274-8
- 『ONE PIECE magazine Vol.6』2019年6月17日発売、ISBN 978-4-08-102275-5
- 『ONE PIECE magazine Vol.7』2019年8月9日発売、ISBN 978-4-08-102294-6
- 『ONE PIECE magazine Vol.8』2019年12月13日発売、ISBN 978-4-08-102401-8
- 『ONE PIECE magazine Vol.9』2020年4月24日発売、ISBN 978-4-08-102404-9
- 『ONE PIECE magazine Vol.10』2020年9月16日発売、ISBN 978-4-08-102406-3
- 『ONE PIECE magazine Vol.11』2021年2月4日発売、ISBN 978-4-08-102407-0
- 『ONE PIECE magazine Vol.12』2021年9月2日発売、ISBN 978-4-08-102409-4
- 『ONE PIECE magazine Vol.13』2021年12月2日発売、ISBN 978-4-08-102411-7
- 『ONE PIECE magazine Vol.14』2022年4月5日発売、ISBN 978-4-08-102412-4
- 『ONE PIECE magazine Vol.15』2022年8月8日発売、ISBN 978-4-08-102414-8
- 『ONE PIECE magazine Vol.16』2023年3月3日発売、ISBN 978-4-08-102417-9
- 『ONE PIECE magazine Vol.17』2023年9月4日発売、ISBN 978-4-08-102420-9
- 『ONE PIECE magazine 特集 両翼―ゾロ・サンジ― 018』2024年6月4日発売、ISBN 978-4-08-102423-0
- 『ONE PIECE magazine 特集 ゆるいONE PIECE〜Laugh&Moff〜 019』2024年12月4日発売、ISBN 978-4-08-102426-1
- 『ONE PIECE magazine 別冊 Focus on "ONE PIECE FAN LETTER"』2025年6月4日発売、ISBN 978-4-08-102434-6

### スピンオフ（書誌情報）
- 安藤英 『ワンピースパーティー』 集英社〈ジャンプ・コミックス〉、全7巻
  1. 2015年10月3日発売、ISBN 978-4-08-880552-8
  2. 2016年7月4日発売、ISBN 978-4-08-880732-4
  3. 2017年8月4日発売、ISBN 978-4-08-881199-4
  4. 2018年6月4日発売、ISBN 978-4-08-881507-7
  5. 2019年3月4日発売、ISBN 978-4-08-881776-7
  6. 2020年4月3日発売、ISBN 978-4-08-882155-9
  7. 2021年2月4日発売、ISBN 978-4-08-882623-3
- 伊原大貴 『恋するワンピース』 集英社〈ジャンプ・コミックス〉、既刊9巻（2022年4月4日現在）
  1. 「LOVE ROMANCE-恋の幕明け-」 2018年12月4日発売、ISBN 978-4-08-881680-7
  2. 〝VERSUS!!生物部〟 2019年7月4日発売、ISBN 978-4-08-881884-9
  3. 〝偽れぬ将棋〟 2019年10月4日発売、ISBN 978-4-08-882130-6
  4. 〝三つ巴〟 2019年12月28日発売、ISBN 978-4-08-882199-3
  5. 〝誰が為にパンはある〟 2020年9月4日発売、ISBN 978-4-08-882371-3
  6. 〝見舞い〟 2020年11月4日発売、ISBN 978-4-08-882476-5
  7. 〝クソヤロウ（中津川）〟 2021年6月4日発売、ISBN 978-4-08-882689-9
  8. 〝釣れねェよ〟 2021年9月3日発売、ISBN 978-4-08-882767-4
  9. 〝虫だ〟 2022年4月4日発売、ISBN 978-4-08-883080-3
- なかまる 『ONE PIECE コビー似の小日山 〜ウリふたつなぎの大秘宝〜』 集英社〈ジャンプ・コミックス〉、全3巻
  1. 「コビー似の小日山」 2018年12月4日発売、ISBN 978-4-08-881682-1
  2. 「小日山VS深栖太一」 2019年7月4日発売、ISBN 978-4-08-881760-6
  3. 「小日山たちの卒業式」 2019年7月4日発売、ISBN 978-4-08-882042-2
- 脂小路蝉麿（漫画）・Fischer's（監修） 『Fischer's×ONE PIECE 7つなぎの大秘宝』 集英社〈ジャンプ・コミックス〉、既刊4巻（2024年3月4日現在）
  1. 「フーシャ村にドォォン!!-冒険の夜明け!?-」 2019年7月4日発売、ISBN 978-4-08-881898-6
  2. 「シルクが死んだ!? 東一番の危機」 2020年4月3日発売、ISBN 978-4-08-882269-3
  3. 「頂上戦争勃発!? シルクを救出せよ!!」 2021年8月4日発売、ISBN 978-4-08-882746-9
  4. 「Mからの挑戦状〜脱出せよ!! パンクハザード〜」 2024年3月4日発売、ISBN 978-4-08-884018-5
- 天望良一 『CHIN PIECE』 集英社〈ジャンプ・コミックス〉、全2巻
  1. 「OCHINKO DON!-冒険の夜明け？-」 2019年7月4日発売、ISBN 978-4-08-882041-5
  2. 〝OCHINKO DON! for the 社会人〟 2020年9月4日発売、ISBN 978-4-08-882486-4
- 小路壮平 『ONE PIECE学園』 集英社〈ジャンプ・コミックス〉、既刊10巻（2025年7月4日現在）
  1. 「SCHOOL ROMANCE DAWN-青春の幕開け-」 2020年4月3日発売、ISBN 978-4-08-882273-0
  2. 〝最悪の世代〟 2021年2月4日発売、ISBN 978-4-08-882561-8
  3. 〝天才生徒会長〟 2021年12月3日発売、ISBN 978-4-08-883005-6
  4. 〝入学式〟 2022年4月4日発売、ISBN 978-4-08-883117-6
  5. 〝お兄ちゃんは心配性〟 2022年11月4日発売、ISBN 978-4-08-883346-0
  6. 〝一対一（サシ）〟 2023年3月3日発売、ISBN 978-4-08-883479-5
  7. 〝ならず者〟 2023年7月4日発売、ISBN 978-4-08-883652-2
  8. 〝コビーくんの夢〟 2024年3月4日発売、ISBN 978-4-08-884015-4
  9. 〝兄と弟〟 2024年11月1日発売、ISBN 978-4-08-884317-9
  10. 〝伝説のワル〟 2025年7月4日発売、ISBN 978-4-08-884636-1
- 附田祐斗（原作）・佐伯俊（作画）・森崎友紀（協力） 『食戟のサンジ』 集英社〈ジャンプ・コミックス〉、2022年8月4日発売、ISBN 978-4-08-883197-8
- Boichi（作画）、石山諒（ネーム構成）、ひなたしょう・浜崎達也（原案） 『ONE PIECE episode A』 集英社〈ジャンプ・コミックス〉、全2巻
  1. 上巻 2022年8月4日発売、ISBN 978-4-08-883223-4
  2. 下巻 2022年8月4日発売、ISBN 978-4-08-883224-1

### その他関連書籍
- 『ONE PIECE GRAND PAPER ADVENTURE 3D』2007年6月発行、ISBN 978-4-08-780467-6
- 『ONE PIECE 10TH TREASURES』2007年7月27日発売、ASIN B000TM1KC6
- 名言集
  - 『ONE PIECE STRONG WORDS 上巻』集英社〈集英社新書〉、2011年3月発行、ISBN 978-4-08-720582-4
  - 『ONE PIECE STRONG WORDS 下巻』集英社〈集英社新書〉、2011年4月発行、ISBN 978-4-08-720587-9
  - 『ONE PIECE STRONG WORDS 2』集英社〈集英社新書〉、2014年3月発行、ISBN 978-4-08-720728-6
  - 『ONE PIECE 最強でサイコーの名言集 STRONG WORDS みらい文庫版』集英社〈集英社みらい文庫〉、2014年3月5日発売、ISBN 978-4-08-321198-0
- 料理本
  - 『ONE PIECE 海賊キャラ弁当BOOK』2011年9月12日発売、ISBN 978-4-08-102129-1
  - 『ONE PIECE PIRATE RECIPES 海の一流料理人 サンジの満腹ごはん』2012年11月28日発売、ISBN 978-4-08-780658-8
    - 『ONE PIECE PIRATE RECIPES 海の一流料理人 サンジの満腹ごはん 通常版（付録なし）』2020年7月3日発売、ISBN 978-4-08-333162-6
- 『ONE PIECE Portrait.Of.Pirates 公式ガイドブック POPs!』2012年12月20日発売、ISBN 978-4-08-782459-9
- クイズブック
  - 『ONE PIECE 500 QUIZ BOOK』2014年3月4日発売、ISBN 978-4-08-880099-8
  - 『ONE PIECE 500 QUIZ BOOK 2』2014年9月4日発売、ISBN 978-4-08-880253-4
  - 『ONE PIECE 500 QUIZ BOOK 3』2020年10月2日発売、ISBN 978-4-08-882487-1
- 『ファンが選ぶONE PIECE〝涙〟ベスト10!! 〜サバイバルの海 超新星編〜 I』2014年12月1日発売、ISBN 978-4-08-102188-8
- 『ファンが選ぶONE PIECE〝涙〟ベスト10!! 〜サバイバルの海 超新星編〜 II』2014年12月15日発売、ISBN 978-4-08-102189-5
- 『ボールペンで描ける! ONE PIECEかんたんイラストガイド』2015年4月24日発売、ISBN 978-4-08-780751-6
- 扉絵イラスト集
  - 『ONE PIECE DOORS! 1』2018年6月4日発売、ISBN 978-4-08-881559-6
  - 『ONE PIECE DOORS! 2』2018年7月4日発売、ISBN 978-4-08-881560-2
  - 『ONE PIECE DOORS! 3』2019年10月4日発売、ISBN 978-4-08-882098-9
- 『るるぶ ONE PIECE』JTBパブリッシング、2021年3月4日発売、ISBN 978-4533144530
- 『ONE PIECE 「BUSTERCALL」ART BOOK 2019-2020』2021年11月4日発売、ISBN 978-4-08-908406-9
- ビジュアルブック
  - 『ONE PIECE ALL FACES 1』2022年7月22日発売、ISBN 978-4-08-792596-8
  - 『ONE PIECE ALL FACES 2』2022年7月22日発売、ISBN 978-4-08-792597-5
  - 『ONE PIECE ALL FACES 3』2022年7月22日発売、ISBN 978-4-08-792598-2

## メディア展開

### テレビアニメ
1999年10月より、フジテレビ系列で放送されている。制作は東映アニメーション。東映が制作したアニメ作品の中では最も長く続いている作品となっている。放送時間は当初は水曜19時、後に日曜19時台、そして日曜9時台後半と二度変更されている。2002年第1回東京国際アニメフェア（新世紀東京国際アニメフェア21）において東京アニメアワードのテレビ番組部門優秀作品賞を受賞した。
テレビアニメ化以前に「ジャンプスーパーアニメツアー'98」において上映された作品については『ONE PIECE 倒せ!海賊ギャンザック』を、「ジャンプスーパーアニメツアー08」において上映された作品については『ONE PIECE ロマンス ドーン ストーリー』を参照。

### 映画
2000年から2022年までに15作品が公開されている。1作目から3作目までは「東映アニメフェア」のメイン作品として上映。4作目からは単独上映されている。

### Webアニメ
2023年12月17日、千葉・幕張メッセで開催された「ジャンプフェスタ2024」の「ONE PIECE」ステージにて『THE ONE PIECE』の制作が発表された。原作の「東の海（イーストブルー）編」から再びアニメとして新たに制作される予定。制作はWIT STUDIOが担当し、Netflixにて配信される。

### 小説

#### ノベライズ作品
集英社の新書レーベル「JUMP j BOOKS」より発売されている、アニメオリジナルストーリーや劇場版のノベライズ作品。一部は児童文学レーベル「集英社みらい文庫」でも刊行されている。
|                       | タイトル                                                               | 発売年            | ISBN              | 著者              |
| JUMP j BOOKS 刊行     | JUMP j BOOKS 刊行                                                      | JUMP j BOOKS 刊行 | JUMP j BOOKS 刊行 | JUMP j BOOKS 刊行 |
| --------------------- | ---------------------------------------------------------------------- | ----------------- | ----------------- | ----------------- |
| 1                     | ONE PIECE 倒せ!海賊ギャンザック                                        | 1999年            | 4-08-703084-9     | 浜崎達也          |
| 2                     | ONE PIECE ローグタウン編                                               | 2000年            | 4-08-703096-2     | 浜崎達也          |
| 3                     | ONE PIECE ねじまき島の冒険                                             | 2001年            | 4-08-703102-0     | 浜崎達也          |
| 4                     | ONE PIECE 千年竜伝説                                                   | 2001年            | 4-08-703107-1     | 浜崎達也          |
| 5                     | ONE PIECE 珍獣島のチョッパー王国                                       | 2002年            | 4-08-703110-1     | 浜崎達也          |
| 6                     | ONE PIECE THE MOVIE デッドエンドの冒険                                 | 2003年            | 4-08-703124-1     | 浜崎達也          |
| 7                     | ONE PIECE 呪われた聖剣                                                 | 2004年            | 4-08-703137-3     | 浜崎達也          |
| 8                     | ONE PIECE THE MOVIE オマツリ男爵と秘密の島                             | 2005年            | 4-08-703153-5     | 浜崎達也          |
| 9                     | ONE PIECE THE MOVIE カラクリ城のメカ巨兵                               | 2006年            | 4-08-703168-3     | 浜崎達也          |
| 10                    | ONE PIECE エピソードオブアラバスタ 砂漠の王女と海賊たち                | 2007年            | 978-4-08-703178-2 | 浜崎達也          |
| 11                    | ONE PIECE THE MOVIE エピソードオブチョッパー+ 冬に咲く、奇跡の桜       | 2008年            | 978-4-08-703190-4 | 浜崎達也          |
| 12                    | ONE PIECE FILM STRONG WORLD                                            | 2009年            | 978-4-08-703219-2 | 浜崎達也          |
| 13                    | 劇場版 ONE PIECE 麦わらチェイス                                        | 2011年            | 978-4-08-703241-3 | 浜崎達也          |
| 14                    | ONE PIECE FILM Z                                                       | 2012年            | 978-4-08-703285-7 | 浜崎達也          |
| 15                    | ONE PIECE "3D2Y" エースの死を越えて! ルフィ仲間との誓い                | 2014年            | 978-4-08-703331-1 | 浜崎達也          |
| 16                    | ONE PIECE FILM GOLD                                                    | 2016年            | 978-4-08-703398-4 | 浜崎達也          |
| 17                    | 劇場版 ONE PIECE STAMPEDE                                              | 2019年            | 978-4-08-703482-0 | 浜崎達也          |
| 18                    | ONE PIECE FILM RED                                                     | 2022年            | 978-4-08-703523-0 | 江坂純            |
| 集英社みらい文庫 刊行 |                                                                        |                   |                   |                   |
| 1                     | ONE PIECE ローグタウン編 みらい文庫版                                  | 2011年            | 978-4-08-321002-0 | 浜崎達也          |
| 2                     | ONE PIECE 千年竜伝説 みらい文庫版                                      | 2011年            | 978-4-08-321027-3 | 浜崎達也          |
| 3                     | ONE PIECE 珍獣島のチョッパー王国 みらい文庫版                          | 2011年            | 978-4-08-321050-1 | 浜崎達也          |
| 4                     | ONE PIECE ねじまき島の冒険 みらい文庫版                                | 2012年            | 978-4-08-321074-7 | 浜崎達也          |
| 5                     | ONE PIECE THE MOVIE デッドエンドの冒険 みらい文庫版                    | 2012年            | 978-4-08-321098-3 | 浜崎達也          |
| 6                     | ONE PIECE 呪われた聖剣 みらい文庫版                                    | 2012年            | 978-4-08-321119-5 | 浜崎達也          |
| 7                     | ONE PIECE THE MOVIE カラクリ城のメカ巨兵 みらい文庫版                  | 2013年            | 978-4-08-321146-1 | 浜崎達也          |
| 8                     | ONE PIECE 麦わらチェイス みらい文庫版                                  | 2013年            | 978-4-08-321165-2 | 浜崎達也          |
| 9                     | ONE PIECE THE MOVIE オマツリ男爵と秘密の島 みらい文庫版                | 2013年            | 978-4-08-321178-2 | 浜崎達也          |
| 10                    | ONE PIECE エピソード オブ アラバスタ 砂漠の王女と海賊たち みらい文庫版 | 2014年            | 978-4-08-321218-5 | 浜崎達也          |
| 11                    | ONE PIECE エピソード オブ チョッパー+ 冬に咲く、奇跡の桜 みらい文庫版  | 2014年            | 978-4-08-321238-3 | 浜崎達也          |
| 12                    | 劇場版 ONE PIECE STAMPEDE ノベライズ みらい文庫版                      | 2019年            | 978-4-08-321522-3 | 志田もちたろう    |
| 13                    | ONE PIECE FILM RED 映画ノベライズ みらい文庫版                         | 2022年            | 978-4-08-321740-1 | 志田もちたろう    |

#### その他の小説作品
ONE PIECE novel A（エース）
エースを主人公とし、スペード海賊団時代の冒険を描く。ムック『ONE PIECE magazine』Vol.1からVol.3まで連載され、後に第1巻として書籍化された。著者はひなたしょう。
続編として、エースの白ひげ海賊団加入後のエピソードを描く第2巻が書き下ろしで刊行された。著者は浜崎達也。
- 尾田栄一郎（原作）・ひなたしょう（小説） 『ONE PIECE novel A 1 スペード海賊団結成篇』 集英社〈JUMP j BOOKS〉、2018年4月4日発売、ISBN 978-4-08-703445-5
- 尾田栄一郎（原作）・浜崎達也（小説） 『ONE PIECE novel A 2 新世界篇』 集英社〈JUMP j BOOKS〉、2018年6月4日発売、ISBN 978-4-08-703449-3

ONE PIECE novel 麦わらストーリーズ
普通の人から見た麦わらの一味を描く短編小説集。『ONE PIECE novel Straw Hat Crew』のタイトルで『ONE PIECE magazine』Vol.1からVol.3まで連載され、後に書き下ろしを加えて書籍化された。著者は大崎知仁。
- 尾田栄一郎（原作）・大崎知仁（小説） 『ONE PIECE novel 麦わらストーリーズ』 集英社〈JUMP j BOOKS〉、2017年11月2日発売、ISBN 978-4-08-703434-9

ONE PIECE novel LAW
トラファルガー・ローを主人公とし、ハートの海賊団結成に至る過去を描く。『ONE PIECE magazine』Vol.4からVol.7まで連載され、後に書き下ろしを加えて書籍化された。著者は坂上秋成。
続編『ONE PIECE novel LAW 鬼哭の刻（きこくのとき）』が『ONE PIECE magazine』019号から連載されている。
- 尾田栄一郎（原作）・坂上秋成（小説） 『ONE PIECE novel LAW』 集英社〈JUMP j BOOKS〉、2020年4月3日発売、ISBN 978-4-08-703495-0

ONE PIECE novel HEROINES
ヒロインに焦点を当てた短編小説集。『ONE PIECE magazine』Vol.8から連載。著者は江坂純、イラストは諏訪さやか。
- 尾田栄一郎（原作）・江坂純（小説）・諏訪さやか（イラスト） 『ONE PIECE novel HEROINES』 集英社〈JUMP j BOOKS〉、2021年6月4日発売、ISBN 978-4-08-703510-0
- 尾田栄一郎（原作）・江坂純（小説）・諏訪さやか（イラスト） 『ONE PIECE novel HEROINES [Colorful]』 集英社〈JUMP j BOOKS〉、2024年3月4日発売、ISBN 978-4-08-703544-5

ONE PIECE novel ODYSSEY
ゲーム『ONE PIECE ODYSSEY』のオリジナルエピソード。『ONE PIECE magazine』Vol.16に掲載。著者は江坂純、イラストはなかまる。
ONE PIECE novel ZORO
ルフィと出会う以前のゾロを描く物語。『ONE PIECE magazine』018号から連載。著者は江坂純、イラストはなかまる。

### 絵本
ONE PIECE picture book 光と闇と ルフィとエースとサボの物語
幼少期のルフィ・エース・サボを中心にゴア王国の光と闇を描く。ムック『ONE PIECE magazine』Vol.1からVol.3まで連載され、後に書籍化された。著者は長田真作。
- 尾田栄一郎（原作）・長田真作（絵本） 『ONE PIECE picture book 光と闇と ルフィとエースとサボの物語』 集英社、2018年3月2日発売、ISBN 978-4-08-780835-3

ONE PIECE picture book ルフィの大冒険
『ONE PIECE magazine』Vol.4からVol.6まで連載され、後に書籍化された。著者はトキタシオン。
- 尾田栄一郎（原作）・トキタシオン（絵本） 『ONE PIECE picture book ルフィの大冒険』 集英社、2019年12月26日発売、ISBN 978-4-08-780895-7

ONE PIECE picture book クジラのラブーン
『ONE PIECE magazine』Vol.7からVol.9まで連載された。著者はひだかきょうこ。

ONE PIECE picture book ルフィとチョッパーの秘密の大冒険
『ONE PIECE magazine』Vol.11からVol.13まで連載された。著者は山本真嗣。

### ゲーム

#### 家庭用ゲーム
| 発売年 | タイトル                                                       | ジャンル                 | 機種                    | 発売元                             |
| ------ | -------------------------------------------------------------- | ------------------------ | ----------------------- | ---------------------------------- |
| 2000年 | ONE PIECE 〜めざせ海賊王!〜                                    | シミュレーション         | WS                      | バンダイ                           |
| 2001年 | ONE PIECE グランドバトル!                                      | 対戦アクション           | PS                      | バンダイ                           |
| 2001年 | ONE PIECE 〜夢のルフィ海賊団誕生!〜                            | RPG                      | GB GBC                  | バンプレスト                       |
| 2001年 | ONE PIECE とびだせ海賊団!                                      | RPG                      | PS                      | バンダイ                           |
| 2001年 | ONE PIECE 〜虹の島伝説〜                                       | アクションRPG            | WSC                     | バンダイ                           |
| 2002年 | ONE PIECE 〜トレジャーウォーズ〜                               | ボードゲーム             | WSC                     | バンダイ                           |
| 2002年 | ONE PIECE グランドバトル! 2                                    | 対戦アクション           | PS                      | バンダイ                           |
| 2002年 | ONE PIECE 幻のグランドライン冒険記!                            | RPG                      | GB GBC                  | バンプレスト                       |
| 2002年 | ONE PIECE グランドバトル スワンコロシアム                      | 対戦アクション           | WSC                     | バンダイ                           |
| 2002年 | ONE PIECE トレジャーバトル!                                    | 対戦アクション           | GC                      | バンダイ                           |
| 2002年 | ONE PIECE ナナツ島の大秘宝                                     | アクションRPG            | GBA                     | バンプレスト                       |
| 2002年 | ONE PIECE トレジャーウォーズ2 バギーランドへようこそ           | ボードゲーム             | WSC                     | バンダイ                           |
| 2003年 | ONE PIECE めざせ! キングオブベリー                             | パーティゲーム           | GBA                     | バンプレスト                       |
| 2003年 | ONE PIECE オーシャンズドリーム!                                | RPG                      | PS                      | バンダイ                           |
| 2003年 | ONE PIECE チョッパーの大冒険                                   | アクションRPG            | WSC                     | バンダイ                           |
| 2003年 | ONE PIECE グランドバトル! 3                                    | 対戦アクション           | PS2 GC                  | バンダイ                           |
| 2004年 | ONE PIECE ゴーイングベースボール                               | スポーツ                 | GBA                     | バンダイ                           |
| 2004年 | ONE PIECE ランドランド!                                        | アクション               | PS2                     | バンダイ                           |
| 2005年 | ONE PIECE グラバト! RUSH                                       | 対戦アクション           | PS2 GC                  | バンダイ                           |
| 2005年 | ONE PIECE ドラゴンドリーム!                                    | アクションRPG            | GBA                     | バンダイ                           |
| 2005年 | Fighting For ONE PIECE                                         | 対戦アクション           | PS2                     | バンダイ                           |
| 2005年 | ONE PIECE パイレーツカーニバル                                 | パーティゲーム           | PS2 GC                  | バンダイ                           |
| 2007年 | ONE PIECE アンリミテッドアドベンチャー                         | アクションアドベンチャー | Wii                     | バンダイナムコゲームス             |
| 2007年 | ONE PIECE ギアスピリット                                       | 対戦アクション           | DS                      | バンダイナムコゲームス             |
| 2008年 | ONE PIECE アンリミテッドクルーズ エピソード1 -波に揺れる秘宝-  | アクションアドベンチャー | Wii                     | バンダイナムコゲームス             |
| 2009年 | ONE PIECE アンリミテッドクルーズ エピソード2 -目覚める勇者-    | アクションアドベンチャー | Wii                     | バンダイナムコゲームス             |
| 2010年 | ONE PIECE ギガントバトル!                                      | 対戦アクション           | DS                      | バンダイナムコゲームス             |
| 2011年 | ONE PIECE アンリミテッドクルーズ スペシャル                    | アクションアドベンチャー | 3DS                     | バンダイナムコゲームス             |
| 2011年 | ONE PIECE ギガントバトル! 2 新世界                             | 対戦アクション           | DS                      | バンダイナムコゲームス             |
| 2012年 | ワンピース 海賊無双                                            | アクション               | PS3                     | バンダイナムコゲームス             |
| 2012年 | ワンピース ROMANCE DAWN 冒険の夜明け                           | アクションRPG            | PSP 3DS                 | バンダイナムコゲームス             |
| 2013年 | ワンピース 海賊無双2                                           | アクション               | PS3 PS Vita             | バンダイナムコゲームス             |
| 2013年 | ONE PIECE アンリミテッドワールド レッド                        | アクションアドベンチャー | 3DS PS3 PS Vita Wii U   | バンダイナムコゲームス             |
| 2014年 | ONE PIECE 超グランドバトル! X                                  | 対戦アクション           | 3DS                     | バンダイナムコゲームス             |
| 2015年 | ワンピース 海賊無双3                                           | アクション               | PS4 PS3 PS Vita         | バンダイナムコゲームス             |
| 2016年 | ワンピース バーニングブラッド                                  | 対戦アクション           | PS4 PS Vita             | バンダイナムコエンターテインメント |
| 2016年 | ONE PIECE 大海賊闘技場                                         | 対戦アクション           | 3DS                     | バンダイナムコエンターテインメント |
| 2017年 | ONE PIECE アンリミテッドワールド レッド デラックスエディション | アクションアドベンチャー | Switch PS4              | バンダイナムコエンターテインメント |
| 2017年 | ワンピース 海賊無双3 デラックスエディション                    | アクション               | Switch                  | バンダイナムコエンターテインメント |
| 2018年 | ONE PIECE GRAND CRUISE                                         | アクション               | PS4（PS VR専用）        | バンダイナムコエンターテインメント |
| 2019年 | ONE PIECE WORLD SEEKER                                         | アクションアドベンチャー | PS4                     | バンダイナムコエンターテインメント |
| 2020年 | ONE PIECE 海賊無双4                                            | アクション               | PS4 Switch Xbox One     | バンダイナムコエンターテインメント |
| 2023年 | ONE PIECE ODYSSEY                                              | RPG                      | PS4 PS5 Xbox Series X/S | バンダイナムコエンターテインメント |

#### モバイルゲーム
| 発売年 | タイトル                           | ジャンル             | 配信元                             | 開発元                                           |
| ------ | ---------------------------------- | -------------------- | ---------------------------------- | ------------------------------------------------ |
| 2005年 | ONE PIECE モバイルジャック         | ポータルゲームサイト | バンダイネットワークス             |                                                  |
| 2011年 | ONE PIECE ARカードダス             | ARカードダス         | バンダイ                           |                                                  |
| 2012年 | ONE PIECE グランドコレクション     | ソーシャルゲーム     | Mobage                             | バンダイ                                         |
| 2013年 | ONE PIECE アドベンチャーログ       | ソーシャルゲーム     | GREE                               | バンダイ                                         |
| 2014年 | ONE PIECE トレジャークルーズ       | RPG                  | バンダイナムコゲームス             | ドリコム                                         |
| 2014年 | ONE PIECE DANCE BATTLE             | リズムゲーム         | バンダイナムコゲームス             |                                                  |
| 2016年 | ONE PIECE サウザンドストーム       | RPG                  | バンダイナムコエンターテインメント | DeNA                                             |
| 2018年 | ONE PIECE バウンティラッシュ       | チーム対戦           | バンダイナムコエンターテインメント |                                                  |
| 2018年 | 航海王：燃烧意志（※中国専用）      | RPG                  | 云畅游戏                           | 上海バンダイナムコエンターテインメント、云畅游戏 |
| 2020年 | ONE PIECE ボン！ボン！ジャーニー!! | パズルゲーム         | バンダイナムコエンターテインメント |                                                  |
| 2021年 | 航海王热血航线（※中国専用）        | 3Dアクションゲーム   | 東映アニメーション、ByteDance      |                                                  |

#### アーケードゲーム
| 発売年 | タイトル                                                     | ジャンル               | 発売元                 |
| ------ | ------------------------------------------------------------ | ---------------------- | ---------------------- |
| 2008年 | ワンピーベリーマッチ                                         | データカードダス       | バンダイ               |
| 2008年 | キャラメダルアイランド ONE PIECE 仲間を助けろ! Dr.チョッパー | 子ども向けコインゲーム | バンダイナムコゲームス |
| 2009年 | ワンピーベリーマッチダブル                                   | データカードダス       | バンダイ               |
| 2011年 | ワンピーベリーマッチアイシー!                                | データカードダス       | バンダイ               |
| 2012年 | ワンピートレジャーワールド                                   | データカードダス       | バンダイ               |
| 2014年 | ワンピースキングス                                           | データカードダス       | バンダイ               |

#### アミューズメントマシン
| 発売年 | タイトル                                | ジャンル | 発売元       |
| ------ | --------------------------------------- | -------- | ------------ |
| 2002年 | プチライド ワンピース                   | 乗り物   | バンプレスト |
| 2002年 | ミニカーニバルシリーズ ルフィの大航海!! | 玉遊び   | バンプレスト |

### 舞台
スーパー歌舞伎II ワンピース
「頂上戦争編」を原作とした歌舞伎作品。2015年10月7日から11月25日・2017年10月6日から11月25日に新橋演舞場、2016年3月1日から25日・2018年4月1日から25日に大阪松竹座、2016年4月2日から26日に博多座、2018年5月3日から27日に御園座で上演。主演の四代目市川猿之助はルフィ、ハンコック、シャンクスの1人3役。白ひげ役は初代市川右近、エース役は福士誠治。東京での公演は動員10万人を記録した。
スーパー歌舞伎II「ワンピース」の成果に対して、新橋演舞場が平成27年度（第70回）文化庁芸術祭賞・演劇部門関東参加公演の部で優秀賞を受賞。
2016年10月、全国の映画館で「シネマ歌舞伎」として上演。
ONE PIECE LIVE ATTRACTION
2015年3月から2020年7月に「東京ワンピースタワー」で開催された、観客参加型オリジナルエンターテイメントショー。アニメの声優の声に合わせキャスト陣が演技し、プロジェクションマッピングや照明技術を使った演出なども用いられている。

### アイスショー
ONE PIECE ON ICE
初のアイスショー「ONE PIECE ON ICE（ワンピース・オン・アイス）〜エピソード・オブ・アラバスタ〜」が2023年夏に開催された。2024年9月7日 - 8日、LaLa arena TOKYO-BAYで再演予定。
開催日程
横浜公演：2023年8月11日 - 13日、KOSÉ新横浜スケートセンター（新横浜プリンスホテル）
名古屋公演：2023年9月2日 - 3日、愛知県体育館（ドルフィンズアリーナ）
配役
モンキー・D・ルフィ - 宇野昌磨
ロロノア・ゾロ - 田中刑事
サンジ - 島田高志郎
ウソップ - 織田信成
ナミ - 本田望結
トニートニー・チョッパー - 渡辺倫果
ネフェルタリ・ビビ - 本田真凜
コーザ - 友野一希
サー・クロコダイル - 無良崇人
ミス・オールサンデー - 小川真理恵
ボン・クレー - 本郷理華

### 実写ドラマ
2017年7月21日の連載20周年記念記者発表会にてハリウッドで実写ドラマ化されることが発表された。2020年1月29日、Netflixにて独占配信されることが発表された。全8話構成。原作者の尾田がエグゼクティブプロデューサーとして参加する。制作は「トゥモロースタジオ」 (Tomorrow Studios) 。メイン脚本家はマット・オーウェンズ。

### 玩具
グッズの中でも玩具は多数発売されている。連載25年を記念して、『 Meet the "ONE PIECE" 』として2022年夏渋谷の期間限定ショップで展示された。以下は代表的なもの。
P.O.P ポートオブパイレーツ
2004年からメガハウスより発売されているフィギュア。現在300点以上にのぼっている。
ワールドコレクタブルフィギュア
バンプレストより発売されているキャラクターフィギュア。週刊少年ジャンプの応募者全員サービスなどでも展開。集英社から『ONE PIECE WCF コンプリートフィギュアブック』などが発売されている。
ONE PIECEカードゲーム
2022年7月からバンダイより発売されているトレーディングカードゲーム。通常のスターターデッキ、ブースターパックの他、映画の特典、Vジャンプ特典、最強ジャンプ等でも展開。ティーチングイベントなども開かれている。
上述のほか、プラモデルは2010年からバンダイより発売されている。

## 売上・評価

### 漫画
| 単行本初版発行部数       | 単行本初版発行部数     |
| ------------------------ | ---------------------- |
| 24巻                     | 252万部                |
| 25巻                     | 254万部                |
| 26巻                     | 260万部                |
| 27巻、55巻               | 263万部                |
| 56巻                     | 285万部                |
| 57巻                     | 300万部                |
| 58巻                     | 310万部                |
| 59巻                     | 320万部                |
| 60巻                     | 340万部                |
| 61巻、62巻、77巻、78巻   | 380万部                |
| 63巻                     | 390万部                |
| 64巻 - 66巻、68巻 - 76巻 | 400万部                |
| 67巻                     | 405万部                |
| 単行本初動週間売上       |                        |
| 53巻                     | 119.4万部（実質4日間） |
| 56巻                     | 136.4万部（実質3日間） |
| 57巻                     | 169.1万部（実質4日間） |
| 59巻                     | 185.3万部（実質5日間） |
| 60巻                     | 209.4万部（実質4日間） |
| 63巻                     | 211.9万部（実質4日間） |
| 66巻                     | 227.5万部（実質5日間） |
| 国内単行本累計発行部数   |                        |
| 2003年5月                | 8200万部               |
| 2005年2月                | 1億部                  |
| 2007年7月                | 1億4000万部            |
| 2009年10月               | 1億7000万部            |
| 2010年11月               | 2億部                  |
| 2011年5月                | 2億3000万部            |
| 2011年8月                | 2億4000万部            |
| 2011年11月               | 2億5000万部            |
| 2012年2月                | 2億6000万部            |
| 2012年11月               | 2億8000万部            |
| 2013年6月                | 2億9000万部            |
| 2013年11月               | 3億部                  |
| 2014年5月                | 3億1000万部            |
| 2014年12月               | 3億2000万部            |
| 2016年7月                | 3億4000万部            |
| 2017年5月                | 3億5000万部            |
| 2017年10月               | 3億6000万部            |
| 2019年3月                | 3億8000万部            |
| 2019年12月               | 3億9000万部            |
| 2021年2月                | 4億部                  |
| 2022年8月                | 4億1000万部            |
| 全世界単行本累計発行部数 |                        |
| 2017年10月               | 4億3000万部            |
| 2018年7月                | 4億4000万部            |
| 2019年3月                | 4億5000万部            |
| 2019年12月               | 4億6000万部            |
| 2020年4月                | 4億7000万部            |
| 2021年2月                | 4億8000万部            |
| 2021年7月                | 4億9000万部            |
| 2022年8月                | 5億1000万部            |

- 単行本は2002年に24巻が初版252万部を記録し、初版発行部数コミック最高記録を更新すると（『SLAM DUNK』21 - 23巻の初版250万部を上回った）25巻が初版254万部、26巻が国内出版史上最高となる初版260万部、27巻が初版263万部と次々と自身の持つ最高記録を更新した。さらに2009年に55巻が27巻と並ぶ初版263万部を記録。次の56巻が初版285万部で自身の最高記録を再び更新し、57巻が国内出版史上最高となる初版300万部を記録する（それまでの最高は本作27巻を抜いて1位となった『ハリー・ポッターと不死鳥の騎士団』の初版290万部）。以後も次々と自身の持つ初版発行部数国内出版史上最高記録を更新し続けている[221]。2018年12月時点での最高記録は67巻の405万部[5]。
- 国内累計発行部数は2021年7月時点で4億部を突破しており[220]、「日本一売れている漫画」となっている[4]。2015年には「最も多く発行された単一作家によるコミックシリーズ」としてギネス世界記録に認定された[7]。また、2020年7月の時点で史上最速1億冊突破（7年・36巻）も達成している[12]。
- 53巻の初動週間売上は119.4万部を記録。これは『ハリー・ポッターと死の秘宝』の119.0万部を上回り、オリコン「週間本ランキング」歴代最高の初動週間売上となった。それ以降も次々と初動週間売上歴代最高記録を更新している。また61巻は「週間本ランキング」史上最速となる3日での200万部突破（208.6万部）を達成している[222]。
- 年間漫画売り上げランキングでは連載開始から2年目（1999年）という異例の速さで1位を獲得すると、そこから史上最多となる6年連続1位の快挙を果たす。2005年では2位に、2006年では3位に落ちたものの2007年以降再び1位に返り咲いている。
- 単行本の全巻セットをまとめて購入できるネット書店「漫画全巻ドットコム」では2009年から4年連続で売上1位を獲得している[223]。
- 『ONE PIECE FILM STRONG WORLD』の大ヒットを受け、2009年12月21日のオリコン「週間本ランキング」のコミック部門で既存の56巻が上位200位以内に全巻ランクインする前代未聞の快挙を果たした[224]。これはランキング上位200位の1/4以上を同単行本が占めたことになる。57巻が発売された2010年3月15日のオリコン「週間本ランキング」のコミック部門でも再び上位200位以内に全巻ランクインした。
- ジャンプ本誌では連載1話目からアンケート1位を獲り、人気投票では連載開始から不動の1位となっている[225]。35周年記念・40周年記念・2000号突破記念号時には巻頭カラーを飾った。
- 2021年9月に発売された100巻の累積売上部数が100万部を突破したことにより既刊100巻全てが累積売上部数100万部超えを達成した[226]。
- 2024年11月27日、「第17回 オリコン年間“本”ランキング 2024」の「オリコン年間コミックランキング」で『ONE PIECE 108』が年間1位を獲得。通算14作目の年間1位獲得となり、歴代1位の記録を持つ「同一シリーズの年間コミックランキング通算1位獲得数」を自己更新[227]。

### アニメ関連
- 2010年9月6日のオリコン「週間DVD・BDランキング」でDVDは『ONE PIECE FILM STRONG DVD 10th Anniversary LIMITED EDITION（完全初回限定生産）』が12.1万枚、通常版が3.5万枚を売り上げて総合1位・2位を独占した。同一作品の1位・2位独占は『マイケル・ジャクソンTHIS IS IT デラックス・コレクターズ・エディション』（2月）以来となる。また発売元のポニーキャニオンが2000年に発売した大ヒットホラー映画『シックス・センス』の初動売上10万663枚を上回り、同社発売元DVDの歴代最高記録となった。Blu-rayは同時発売された『ONE PIECE FILM STRONG Blu-ray 10th Anniversary LIMITED EDITION（完全初回限定生産版）』が6.3万枚で1位、通常版が1万枚で5位を獲得し[228]、DVD&Blu-rayの合計初動売上は22.9万枚を記録したことになる。
- 発売2週目にはDVD（完全初回限定生産版）が2.6万枚、通常版が1.7万枚を売り上げて1位・2位を独占。Blu-ray（完全初回限定生産版）も1位を獲得した。同一作品のDVD総合ランキング2週連続1位・2位独占とDVD&Blu-rayの両総合ランキング2週連続1位はアニメ作品史上初の快挙となった[229]。
- DVD『ONE PIECE Log Collection "FRANKY"』・『"THRILLER BARK"』が2012年9月3日のオリコン「DVDディリーランキング」総合部門1位・2位を獲得した。同一TVアニメシリーズ作品による週間DVDランキングの総合部門1位・2位独占は1999年4月の『機動戦艦ナデシコ』以来13年4ヵ月ぶりで史上2回目の快挙となった[230]。
- 2013年7月8日のオリコン「週間DVD・BDランキング」でDVD『ONE PIECE FILM Z DVD GREATEST ARMORED EDITION（完全初回限定生産）』とBlu-ray『ONE PIECE FILM Z Blu-ray GREATEST ARMORED EDITION（完全初回限定生産）』がそれぞれ1位を獲得し、『ONE PIECE FILM STRONG WORLD』以来2度目のDVD&BD同時制覇を達成した。劇場版アニメ作品による2度目の2冠は史上初の快挙となる[231]。
- 初代オープニングテーマ『ウィーアー!』が2000年第5回アニメーション神戸賞においてAM神戸賞（主題歌賞）を受賞した[232]。
- アニメの歴代オープニング・エンディング楽曲の中から28曲を収録したベストアルバム『ONE PIECE SUPER BEST』が2008年第22回日本ゴールドディスク大賞においてアニメーション・アルバム・オブ・ザ・イヤーを受賞した[233]。
- 2010年3月29日のオリコン「週間アルバムランキング」で放送10周年記念コレクションアルバム『ONE PIECE MEMORIAL BEST』が8.2万枚を売り上げ初登場第1位を獲得し[234]、発売3か月で30万枚を売り上げた[235]。日本レコード協会からプラチナディスクに認定され、2011年第25回日本ゴールドディスク大賞においてアニメーション・アルバム・オブ・ザ・イヤーを受賞した[236][237]。

### ゲーム・その他
- 2002年発売の『From TV animation ONE PIECE グランドバトル! 2』（PlayStation）は初動売上24.7万本を記録し、週間ランキング初登場第1位を獲得して『ポケットモンスターシリーズ』・『マリオシリーズ』の新作と重なった2002年の年間ゲームソフト販売本数ランキングでTOP10入りを果たした。またPlayStation Awards2002にて『グランドバトル!』『グランドバトル!2』の2作品がゴールドプライズ賞を受賞した[238]。『グランドバトル!』シリーズは1シリーズあたり60万本以上を売り上げている[239]。
- 2009年発売の『ONE PIECE アンリミテッドクルーズ エピソード2 目覚める勇者』（Wii）は35万本を出荷してWiiの「みんなのおすすめセレクション」ゴールドランクに認定された[235]。
- 2011年発売の『ONE PIECE アンリミテッドクルーズ スペシャル』（ニンテンドー3DS）は初動売上8万本を記録し、ニンテンドー3DS用ソフトとしては初となる週間ランキング1位を獲得した[240]。
- 2012年発売の『ワンピース 海賊無双』（PlayStation 3）は発売初日に『ONE PIECE』歴代ゲームシリーズ最高記録となる出荷本数65万本を突破し[241]、累計出荷本数は全世界で120万本を記録した[242]。また日本ゲーム大賞2012において優秀賞、PlayStation Awards2012においてゴールドプライズ賞を受賞した[243][244]。
- 2012年1月17日からmobageで配信されたソーシャルゲーム『ONE PIECE グランドコレクション』の登録者数がサービス開始からわずか4日で100万人を突破した[245]。5カ月後の2012年6月には登録者数が400万人を突破した[246]。
- フィギュア『P.O.P STRONG EDITION』は12種類の累計売り上げが40万個以上を記録した。
- 『ONE PIECE LOGBOX』が日本おもちゃ大賞2011においてキャラクター・トイ部門大賞を受賞した[247]。
- DVD『ONE PIECE Log Collection "EAST BLUE"』・『"SANJI"』が2010年7月22日のオリコン「DVDディリーランキング」アニメ部門で総合部門1位・2位を獲得したことでコミックス（2010年6月4日オリコンコミックスランキング1位）・映画（公開初週映画観客動員ランキング1位）・CD（2010年3月29日オリコンアルバムウイークリーランキング1位）と関連商品の首位4冠という史上初の快挙を果たした[248]。
  - さらにDVD『ONE PIECE FILM STRONG WORLD DVD 10th Anniversary LIMITED EDITION（完全初回限定生産版）』がオリコン「週間DVDランキング」で1位、同作Blu-rayがオリコン「週間Blu-rayランキング」で1位を獲得したことでコミックス・映画・DVD・Blu-ray・CDの「週間ランキング」首位5冠を達成。
  - ゲームソフト『ワンピース ギガントバトル!』（ニンテンドーDS）が初動売上13万本を記録して「ゲームソフト週間販売数ランキング」で1位を獲得したことでコミックス・映画・DVD・Blu-ray・CD・ゲームの「週間ランキング」首位6冠を達成した[249]。
- 2010年、キャラクター・データバンクが主催する一般投票・選定委員による投票によってその年の国内最高のライセンスブランド・キャラクターを決める「ライセンシング・オブ・ザ・イヤー」において長年の人気に加え、劇場版の大ヒット・アニメの高視聴率・関連商品の販売好調などの大きなムーブメントが評価されて「ライセンシング・オブ・ザ・イヤー グランプリ」を受賞した。これは前年の『ポケットモンスター』に続くアニメでもお馴染みの作品が選ばれた形となっている[250]。
  - 2011年にはキャラクター・ライセンス賞とプロモーション・ライセンシー賞を受賞[251]、2012年には2度目のグランプリを受賞している[252]。

### 人気

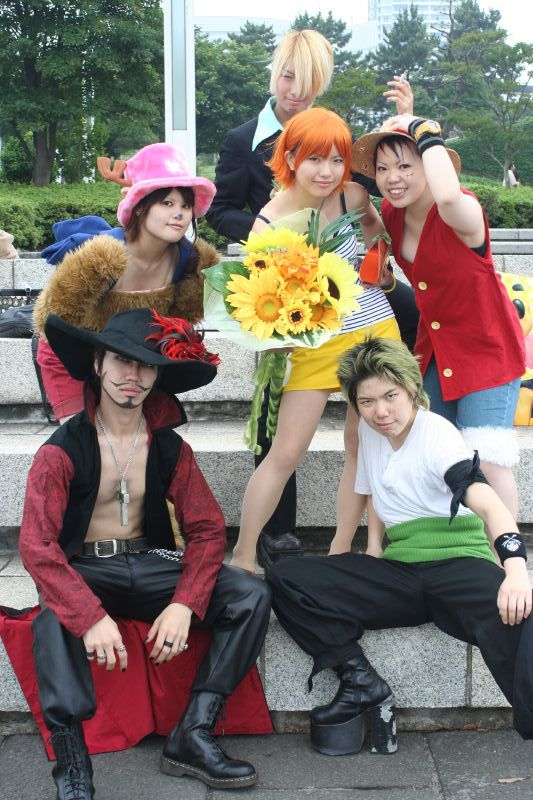
ONE PIECEファンのコスプレ

- 「MYDIRECTORY」が19歳以下 - 60歳以上の男女80728人からアンケートを採った「好きな漫画は？」では、男性部門1位・女性部門2位・総合1位を獲得した[253]。また週刊プレイボーイ増刊『漫'sプレイボーイ』のコーナー"男による男のための2000人大アンケート"でも1位を獲得した。
- ネットリサーチ「DIMSDRIVE」が全国の老若男女6399人からアンケートを採った「あなたがこれまでに読んだ漫画本（コミック）の中で『泣ける漫画』は何ですか？」では男性部門1位・女性部門1位・総合1位に輝き[254]、オリコンでも「今までで最も感動した漫画は？」というアンケートを実施したところ男性部門2位・女性部門1位・総合1位に輝いた[255]。
- オリコンの「最も友達になりたいテレビアニメのキャラは?」では1位の「ドラえもん」に次ぎ2位に「モンキー・D・ルフィ」、5位に「トニートニー・チョッパー」がランクインし、同じくオリコンの「漫画の"名脇役"ランキング」では2位に「ロロノア・ゾロ」、5位に「トニートニー・チョッパー」がランクインした。どちらもトップ5に同作から2キャラクターランクインしたのは『ONE PIECE』のみとなっている。
- TSUTAYA onlineが行った「子供に観せたいアニメ映画ランキング」で『ONE PIECE』の劇場版シリーズが7位にランクインした[256]。
- 「全巻読破.COM」が発表した2011-2012年版世代別人気コミックランキングでは10代から50代までの男女全ての年代で1位を獲得した[257]。
- 大手ポータルサイト「Yahoo! JAPAN」の検索ワードランキングではエンタメランキングのゲーム・アニメ部門にて2010年から3年連続1位を達成している[258]。
- 電子書籍販売サイト「eBookJapan」が会員対象者に行った「子どもに読ませたいマンガ」アンケートで第1位に輝いた[259]。
- マイナビが運営する女性総合サイト「マイナビウーマン」が読者に行った「読んで号泣した漫画」で第1位に輝いた[260]。
- 女性向け雑誌『オリ★スタ』が読者に行った「好きな少年マンガRanking!!」にて10代から30代の各年代でそれぞれ第1位に輝いた[261]。
- 2021年1月にテレビ朝日で放送された「日本人が一番好きな漫画」ベスト100を決める番組『漫画総選挙』にて第1位を獲得した[262]。

### 日本国外
海外での人気も高く、本作の翻訳刊行版は世界60の国と地域で出版され40カ国以上でアニメが放映されている。日本国外での累計発行部数は1億部を突破している（2022年8月時点）。

#### ヨーロッパ
ドイツで開催されたフランクフルト・ブックフェアにおいてソンダーマン読者賞の国際マンガ部門ベスト漫画賞を2005年・2008年・2009年と3度の受賞を果たした。
フランスで開催された第32回パリ・ブックフェアにおいて第19回アニメ&マンガ大賞（Anime & Manga 19th Grand Prix）のアニメ部門「最優秀クラシックシリーズ賞」とマンガ部門「最優秀少年マンガ賞」を受賞した。2013年にはパリ水族館で『ONE PIECE』の展示会が開催され、水族館の公式サイトではフランスで最も売り上げの高い文化財と紹介された。アニメーション映画祭としては世界最大規模を誇るフランスの2010年アヌシー国際アニメーション映画祭において長編作品部門に日本から『ONE PIECE FILM STRONG WORLD』と『サマーウォーズ』の2作品がノミネートされた。
イタリア・セリエA所属のバレーボールクラブ『パッラヴォーロ・モデナ』のリベロ用のユニフォームのデザインに採用された。

#### 北アメリカ
カナダの2010年オタワ国際アニメーションフェスティバルにおいて長編作品部門に日本から『ONE PIECE FILM STRONG WORLD』と『緑子』の2作品がノミネートされた。『ONE PIECE FILM STRONG WORLD』は日本のエンタテイメント作品としては異例となる連続出品を果たした。また2010年第12回スペイン・バルセロナアジア映画祭において観客賞（オーディエンスアワード）を受賞した。
アメリカのホームメディアマガジンが主催する第5回TVDVDアワードの海外作品部門にノミネートされた。

#### アジア
中国インターネット最大のポータルサイト騰訊（テンセント）のアニメ・漫画チャンネルで「中国の若い世代、必読の漫画」として日本の漫画を中心に10タイトルが紹介され『ONE PIECE』は第1位で紹介された。2011年5月15日より中国浙江省の新聞『銭江晩報』での連載も始まった。作者である尾田栄一郎の意向で第1話からの連載開始となり、毎週日曜日に「漫画周刊」というコーナーで1話ずつ掲載される。なお新聞連載での名称は『海賊王』から『航海王』に変更されている。2014年に創刊された中国版少年ジャンプ「漫画行」では一般の漫画読者からのアンケートによって連載作品の一つに選ばれている。
台湾ではこの作品から「天龍国」というインターネットスラングが生まれている。

### 受賞歴
| セレモニー                                          | 回数（年）                       | 部門・賞                                                                | 受賞対象                                                                       | 出典            |
| --------------------------------------------------- | -------------------------------- | ----------------------------------------------------------------------- | ------------------------------------------------------------------------------ | --------------- |
| 日本のメディア芸術100選                             | （2006年）                       | マンガ部門                                                              | 漫画                                                                           |                 |
| 日本漫画家協会賞                                    | 第41回                           | 大賞                                                                    | 漫画                                                                           | [ 273 ]         |
| ドイツ・ソンダーマン読者賞                          | （2005年） （2008年） （2009年） | 国際マンガ部門 ベスト漫画賞                                             | 漫画                                                                           |                 |
| アニメ&マンガ大賞 （Anime & Manga 19th Grand Prix） | 第19回                           | マンガ部門 最優秀少年マンガ賞                                           | 漫画                                                                           | [ 264 ]         |
| アニメ&マンガ大賞 （Anime & Manga 19th Grand Prix） | 第19回                           | アニメ部門 最優秀クラシックシリーズ賞                                   | テレビアニメ                                                                   | [ 264 ]         |
| アニメーション神戸賞                                | 第5回                            | AM神戸賞（主題歌賞）                                                    | ウィーアー!                                                                    | [ 232 ]         |
| 平成アニソン大賞                                    | （2019年）                       | 作曲賞（1989年-1999年）                                                 | ウィーアー!                                                                    | [ 274 ]         |
| 東京アニメアワード                                  | 第1回                            | テレビ番組部門 優秀作品賞                                               | テレビアニメ（ 東映アニメーション）                                            |                 |
| 東京アニメアワード                                  | 第21回                           | アニメーション オブ ザ イヤー                                           | ONE PIECE FILM RED                                                             | [ 275 ]         |
| 日本ゴールドディスク大賞                            | 第22回                           | アニメーション・アルバム・オブ・ザ・イヤー                              | ONE PIECE SUPER BEST                                                           | [ 233 ]         |
| 日本ゴールドディスク大賞                            | 第25回                           | アニメーション・アルバム・オブ・ザ・イヤー                              | ONE PIECE MEMORIAL BEST                                                        | [ 237 ]         |
| 日本ゴールドディスク大賞                            | 第37回                           | ベスト3ソング・バイ・ダウンロード ベスト3ソング・バイ・ストリーミング   | 新時代                                                                         | [ 276 ]         |
| 日本ゴールドディスク大賞                            | 第37回                           | アニメーション・アルバム・オブ・ザ・イヤー                              | ウタの歌 ONE PIECE FILM RED                                                    | [ 276 ]         |
| GyaO!ストア アワード                                | （2012年）                       | 総合売上部門 アニメ部門                                                 | テレビアニメ                                                                   | [ 277 ]         |
| アジア・テレビジョン・アワード                      | （2012年）                       | アニメ部門 奨励賞                                                       | テレビアニメ                                                                   | [ 278 ]         |
| ゴールデングロス賞                                  | 第18回                           | 優秀銀賞                                                                | ONE PIECE                                                                      |                 |
| ゴールデングロス賞                                  | 第19回                           | 優秀銀賞                                                                | ONE PIECE ねじまき島の冒険                                                     |                 |
| ゴールデングロス賞                                  | 第28回                           | 優秀銀賞                                                                | ONE PIECE FILM STRONG WORLD                                                    |                 |
| ゴールデングロス賞                                  | 第31回                           | 優秀銀賞                                                                | ONE PIECE FILM Z                                                               |                 |
| ゴールデングロス賞                                  | 第34回                           | 優秀銀賞                                                                | ONE PIECE FILM GOLD                                                            |                 |
| ゴールデングロス賞                                  | 第37回                           | 優秀銀賞                                                                | ONE PIECE STAMPEDE                                                             | [ 279 ]         |
| ゴールデングロス賞                                  | 第40回                           | 最優秀金賞                                                              | ONE PIECE FILM RED                                                             |                 |
| 日本アカデミー賞                                    | 第32回                           | 優秀アニメーション作品賞                                                | ONE PIECE THE MOVIE エピソードオブチョッパー+ 冬に咲く、奇跡の桜               | [ 280 ]         |
| 日本アカデミー賞                                    | 第34回                           | 優秀アニメーション作品賞                                                | ONE PIECE FILM STRONG WORLD                                                    | [ 281 ]         |
| 日本アカデミー賞                                    | 第36回                           | 優秀アニメーション作品賞                                                | ONE PIECE FILM Z                                                               | [ 282 ]         |
| 日本アカデミー賞                                    | 第40回                           | 優秀アニメーション作品賞                                                | ONE PIECE FILM GOLD                                                            |                 |
| 日本アカデミー賞                                    | 第43回                           | 優秀アニメーション作品賞                                                | ONE PIECE STAMPEDE                                                             | [ 283 ]         |
| 日本アカデミー賞                                    | 第46回                           | 優秀アニメーション作品賞 特別賞 話題賞                                  | ONE PIECE FILM RED                                                             | [ 284 ] [ 285 ] |
| スペイン・バルセロナアジア映画祭                    | 第12回                           | 観客賞（オーディエンスアワード）                                        | ONE PIECE FILM STRONG WORLD                                                    |                 |
| 映像技術奨励賞                                      | 第65回                           | アニメーション部門                                                      | ONE PIECE 3D 麦わらチェイス                                                    | [ 286 ]         |
| エランドール賞                                      | （2023年）                       | 特別賞                                                                  | ONE PIECE FILM RED                                                             | [ 287 ]         |
| PlayStation Awards                                  | （2002年）                       | ゴールドプライズ賞                                                      | ONE PIECE グランドバトル! ONE PIECE グランドバトル! 2                          | [ 238 ]         |
| PlayStation Awards                                  | （2012年）                       | ゴールドプライズ賞                                                      | ワンピース 海賊無双                                                            | [ 244 ]         |
| PlayStation Awards                                  | （2013年）                       | ゴールドプライズ賞                                                      | ワンピース 海賊無双2                                                           | [ 288 ]         |
| PlayStation Awards                                  | （2015年）                       | ゴールドプライズ賞                                                      | ワンピース 海賊無双3                                                           | [ 289 ]         |
| 日本ゲーム大賞                                      | （2012年）                       | 優秀賞                                                                  | ワンピース 海賊無双                                                            | [ 243 ]         |
| GREE Platform Award                                 | （2014年）                       | 優秀賞                                                                  | ONE PIECE アドベンチャーログ                                                   | [ 290 ]         |
| GREE Platform Award                                 | （2015年）                       | 優秀賞                                                                  | ONE PIECE アドベンチャーログ                                                   | [ 291 ]         |
| ライセンシング・オブ・ザ・イヤー                    | （2010年） （2012年）            | グランプリ                                                              | ONE PIECE                                                                      |                 |
| ライセンシング・オブ・ザ・イヤー                    | （2011年）                       | キャラクター・ライセンス賞                                              | ONE PIECE                                                                      |                 |
| ライセンシング・オブ・ザ・イヤー                    | （2011年）                       | プロモーション・ライセンシー賞                                          | ONE PIECE サウザンド・セレナ号                                                 | [ 292 ]         |
| 日本おもちゃ大賞                                    | （2011年）                       | キャラクター・トイ部門 大賞                                             | ONE PIECE LOGBOX                                                               |                 |
| モバイル広告大賞                                    | 第10回                           | マーケティング部門 入賞                                                 | ローソンARG ワンピース スタンプラリーアプリ                                    | [ 293 ]         |
| 東京インタラクティブアドアワード                    | 第9回                            | アプリケーション部門 モバイルアプリケーション 入賞                      | ローソンARG ワンピース スタンプラリーアプリ                                    | [ 294 ]         |
| ディスプレイ産業賞                                  | 第31回                           | ディスプレイ産業奨励賞                                                  | 尾田栄一郎監修 ONE PIECE展〜原画×映像×体感のワンピース                         | [ 295 ]         |
| 日本商品化権大賞                                    | （2012年）                       |                                                                         | 『ONE PIECE』（東映アニメーション）                                            | [ 296 ]         |
| 日本商品化権大賞                                    | （2015年）                       | 審査員特別賞                                                            | 『ONE PIECE』（東映アニメーション）                                            | [ 297 ]         |
| 日本商品化権大賞                                    | （2016年）                       | 国内部門                                                                | 『ONE PIECE』（東映アニメーション）                                            | [ 298 ]         |
| 日本商品化権大賞                                    | （2019年）                       | 国内部門                                                                | ONE PIECE STAMPEDE                                                             | [ 299 ]         |
| 日本商品化権大賞                                    | （2021年）                       | 審査員特別賞                                                            | 『ONE PIECE』（東映アニメーション）                                            | [ 300 ]         |
| 読売出版広告賞                                      | 第18回                           | 金賞                                                                    | ONE PIECE コミックス3億冊突破記念キャンペーン 「ニッポン縦断! OPJ47 クルーズ」 | [ 301 ]         |
| 新聞広告賞                                          | 第34回                           | 広告主部門 大賞                                                         | ONE PIECE コミックス3億冊突破記念キャンペーン 「ニッポン縦断! OPJ47 クルーズ」 | [ 302 ]         |
| 広告電通賞                                          | 第67回                           | 新聞広告 企画部門 最優秀賞                                              | ONE PIECE コミックス3億冊突破記念キャンペーン 「ニッポン縦断! OPJ47 クルーズ」 | [ 303 ]         |
| ブラス・リング・アワード                            | （2014年）                       | ライブ・エンターテイメント・エクセレンス部門 最優秀総合プロダクション賞 | ワンピース・プレミアショー                                                     | [ 304 ]         |
| 大谷竹次郎賞                                        | 第44回                           |                                                                         | スーパー歌舞伎II（セカンド）『ワンピース』（横内謙介）                         | [ 305 ]         |
| 文化庁芸術祭賞                                      | 第70回                           | 演劇部門 優秀賞                                                         | スーパー歌舞伎II（セカンド）『ワンピース』（新橋演舞場）                       | [ 306 ]         |
| デジタル・コンテンツ・オブ・ジ・イヤー              | 第21回                           | 優秀賞                                                                  | スーパー歌舞伎II（セカンド）『ワンピース』                                     | [ 307 ]         |
| ベストジーニスト                                    | 第33回                           | 特別貢献賞                                                              | ONE PIECE                                                                      | [ 308 ]         |
| good digital award                                  | （2022年）                       | エンターテインメント部門 優秀賞                                         | AIルフィ                                                                       | [ 309 ]         |
| MTV Video Music Awards Japan                        | 第21回                           | 最優秀楽曲賞                                                            | 新時代                                                                         | [ 310 ]         |
| 日本レコード大賞                                    | 第64回                           | 優秀作品賞                                                              | 新時代                                                                         | [ 311 ]         |
| アニメ流行語大賞                                    | （2022年）                       | 金賞                                                                    | ウタ                                                                           | [ 312 ]         |
| ネット流行語100                                     | （2022年）                       | 年間大賞                                                                | ウタ                                                                           | [ 313 ]         |
| AMDアワード                                         | 第28回                           | 優秀賞                                                                  | ウタ                                                                           | [ 314 ]         |

## イベント・企画

### ONE PIECE メモリアルログ
2010年春に愛知・ラグナシアで開催された『ONE PIECE』の冒険が追体験できる体験型アトラクション。これが好評となり以後全国各地で開催されている。特に2010年の長崎・ハウステンボスは1992年の開業以来、初の黒字を達成した。2011年7月から2012年4月には初の海外開催として台湾・九族文化村で開催された。
| 開催地                          | 所在地               | 期間 |
| ------------------------------- | -------------------- | --- |
| ラグーナ蒲郡「ラグナシア」      | 愛知県蒲郡市         | 2010年3月20日 - 6月27日 2011年3月19日 - 9月4日 2012年9月15日 - 2013年3月3日 2014年3月15日 - 2015年3月1日 |
| お台場合衆国                    | 東京都港区           | 2010年7月17日 - 8月31日                                                                                  |
| ハウステンボス                  | 長崎県佐世保市       | 2010年7月15日 - 10月15日                                                                                 |
| 安比高原                        | 岩手県八幡平市       | 2010年9月15日 - 26日                                                                                     |
| 東一センタービル                | 宮城県仙台市         | 2010年12月23日 - 2011年1月10日                                                                           |
| 九族文化村                      | 台湾・南投県魚池郷   | 2011年7月 - 2012年4月 2012年8月 - 2013年6月                                                              |
| 秋田拠点センターアルヴェ        | 秋田県秋田市         | 2011年8月10日 - 18日                                                                                     |
| 横浜ランドマークタワー          | 神奈川県横浜市       | 2011年11月10日 - 12月25日                                                                                |
| NTTクレドホール                 | 広島県広島市         | 2011年12月23日 - 2012年1月9日                                                                            |
| ひらかたパーク                  | 大阪府枚方市         | 2012年3月7日 - 7月8日                                                                                    |
| ルスツリゾート                  | 北海道虻田郡         | 2012年7月7日 - 9月9日                                                                                    |
| スパリゾートハワイアンズ        | 福島県いわき市       | 2013年4月27日 - 5月6日                                                                                   |
| ニューレオマワールド            | 香川県丸亀市         | 2013年6月29日 - 8月27日 2014年7月5日 - 9月15日                                                           |
| 那須ハイランドパーク            | 栃木県那須郡         | 2014年7月12日 - 9月24日                                                                                  |
| 戦争記念館                      | 韓国・ソウル市龍山区 | 2014年7月26日 - 9月22日                                                                                  |
| コンベンションセンター「BEXCO」 | 韓国・釜山市海雲台区 | 2014年12月20日 - 2015年3月14日                                                                           |
| 弘益大学路アートセンター        | 韓国・ソウル市鐘路区 | 2015年4月4日 - 2015年8月30日                                                                             |
| 芝政ワールド                    | 福井県坂井市         | 2015年7月4日 - 9月23日                                                                                   |
| 熊本グリーンランド              | 熊本県荒尾市         | 2016年3月5日 - 6月5日                                                                                    |
| イオンモール広島祇園            | 広島県広島市         | 2016年7月16日 - 8月15日                                                                                  |

### ワンピース・プレミア・サマー
大阪・ユニバーサル・スタジオ・ジャパン（USJ）で夏の期間限定で開催されているイベント。園内には『ONE PIECE』の世界を堪能できる「ワンピースエリア」が展開されている。2011年の初開催以降、年々イベントの規模を拡大し続けており、近年のUSJの入場者数増加に大きく貢献している。
メインイベントのプレミアショーは、2007年夏に初めて開催され、2010年以降は毎年開催されている。累計動員数は2016年までに100万人を突破している。毎年違うオリジナルストーリーが展開されており、様々な特殊効果を駆使し迫力あるバトルを表現し、キャラクターのセリフは全てアニメと同じ声優が担当している。2014年には世界のテーマパークやアミューズメント業界で世界的な権威を誇る「ブラス・リング・アワード ライブ・エンターテイメント・エクセレンス部門 最優秀総合プロダクション賞」を受賞している。
| イベント名                       | 期間                                          | 備考 |
| -------------------------------- | --------------------------------------------- | --- |
| ワンピース・プレミア・サマー2011 | 2011年7月7日 - 9月4日                         | USJの開業10周年記念企画。 エースと白ひげのモニュメント、サンジの海賊レストラン、アドベンチャーラリーなどを実施。                                                                                                   |
| ワンピース・プレミア・サマー2012 | 2012年7月7日 - 9月9日                         | ショーやグッズなどが原作に合わせ新世界編仕様に変更。 |
| ワンピース・プレミア・サマー2013 | 2013年7月5日 - 9月8日                         | 麦わらの一味の宴レストラン、エリアショー「海賊掃討作戦」などを実施。 |
| ワンピース・プレミア・イヤー     | 2014年3月8日 - 5月11日 2014年7月4日 - 9月30日 | 春夏連続開催された拡大イベント。 春のイベントではファン投票で選ばれた過去に開催されたプレミアショーをアンコール開催。 夏のイベント「ワンピース・サマー・アドベンチャー」では、新作ショーやウォーターバトルを開催。 |
| ワンピース・プレミア・サマー2015 | 2015年7月3日 - 9月6日                         | |
| ワンピース・プレミア・サマー2016 | 2016年7月1日 - 9月4日                         | 『ドラゴンボール』『DEATH NOTE』とコラボした「ユニバーサル・ジャンプ・サマー」として開催。 |
| ワンピース・プレミア・サマー2017 | 2017年6月30日 - 10月1日                       | 『ドラゴンボール』『ジョジョの奇妙な冒険』『銀魂』とコラボした「ユニバーサル・ジャンプ・サマー」として開催。 |
| ワンピース・プレミア・サマー2018 | 2018年7月6日 - 9月30日                        | |
| ワンピース・プレミア・サマー2019 | 2019年6月26日 - 9月29日                       | プレミアショーは劇場版『STAMPEDE』と連動したストーリー。 |
| ワンピース・プレミア・サマー2021 | 2021年8月6日 - 10月31日                       | |
| ワンピース・プレミア・サマー2022 | 2022年7月1日 - 10月2日                        | プレミアショーは劇場版『RED』と連動したストーリー。 |

### ONE PIECE展
2012年、連載15周年を記念し、作者監修のもと行われた初の展覧会。東京で2012年3月から6月まで、大阪で11月から翌2013年2月まで開催された。2014年には、初の海外開催として台湾で開催された。
会場には数々の名場面の原画、スペシャルムービーの上映、実物大のフィギュアなどが展示された。テーマ曲には作者と親交がある作曲家・中田ヤスタカ書き下ろしの「パノラミック・エクスペリエンス」が起用された。公式サイトでは検定クイズや限定グッズの販売などの連動企画が行われた。
東京の総来場者数は90日の期間中で51万人を突破し、同ギャラリーの開館以来、最高の入場者数を記録した。大阪の総来場者数は30万人を記録した。台湾の来場者数は25万人以上を記録した。
| 開催地                                   | 所在地       | 期間                           |
| ---------------------------------------- | ------------ | ------------------------------ |
| 六本木ヒルズ・森アーツセンターギャラリー | 東京都港区   | 2012年3月20日 - 6月17日        |
| 天保山特設ギャラリー                     | 大阪府大阪市 | 2012年11月24日 - 2013年2月17日 |
| 華山1914文創園区                         | 台湾・台北市 | 2014年7月1日 - 9月22日         |

### ワンピース グランドアリーナツアー
2012年8月から2013年9月にかけて、全国各地で開催された東の海から魚人島までの冒険を追体験できる期間限定の大型展示イベント。
| 開催会場                 | 所在地           | 期間                            |
| ------------------------ | ---------------- | ------------------------------- |
| さいたまスーパーアリーナ | 埼玉県さいたま市 | 2012年8月9日 - 19日             |
| アイテムえひめ           | 愛媛県松山市     | 2012年8月22日 - 26日            |
| サンドーム福井           | 福井県越前市     | 2012年9月22日・23日・29日・30日 |
| 夢メッセみやぎ           | 宮城県仙台市     | 2012年11月16日 - 18日           |
| グランメッセ熊本         | 熊本県上益城郡   | 2013年1月1日 - 6日              |
| 広島サンプラザホール     | 広島県広島市     | 2013年5月3日 - 6日              |
| 朱鷺メッセ               | 新潟県新潟市     | 2013年7月27日 - 8月4日          |
| ツインメッセ静岡         | 静岡県静岡市     | 2013年8月10日 - 18日            |
| コンベックス岡山         | 岡山県岡山市     | 2013年8月28日 - 9月1日          |
| パシフィコ横浜           | 神奈川県横浜市   | 2013年9月13日 - 9月16日         |

### ONE PIECE 麦わらストア
2012年9月に渋谷パルコ part1にオープンした公式グッズショップ。麦わらの一味の誕生日には各キャラのバースデーキャンペーンが行われ、季節ごとのキャンペーンなども実施されている。
2012年11月から2013年2月には大阪で開催された『ONE PIECE展』に合わせ、会場内に期間限定で出店した。以降、期間限定開催として各地で出張開店している。2015年には大阪・名古屋・福岡の3都市に姉妹店がオープン。同年3月、東京ワンピースタワー内にオープン。2016年4月、渋谷マルイに渋谷新本店がオープン。海外では2014年3月に台湾・台北市西門町、2016年9月にタイ・バンコクにオープンしている。
| 常設店                             | 常設店                       | 常設店             | 常設店                                          |
| 店舗名                             | 開設会場                     | 所在地             | 期間                                            |
| ---------------------------------- | ---------------------------- | ------------------ | ----------------------------------------------- |
| 麦わらストア渋谷本店（パルコ店）   | 渋谷パルコ                   | 東京都渋谷区       | 2012年9月28日 - 2016年8月7日                    |
| 麦わらストア渋谷新本店（マルイ店） | 渋谷マルイ                   | 東京都渋谷区       | 2016年4月21日 - 2019年9月1日                    |
| 麦わらストア渋谷本店               | MAGNET by SHIBUYA109         | 東京都渋谷区       | 2019年6月13日 -                                 |
| 麦わらストアin台湾                 | 武昌街                       | 台湾・台北市       | 2014年3月29日 -                                 |
| 麦わらストア東京ワンピースタワー店 | 東京タワー                   | 東京都港区         | 2015年3月13日 - 2020年10月4日                   |
| 麦わらストアあべの店               | あべのキューズモール         | 大阪府大阪市       | 2015年4月17日 -                                 |
| 麦わらストア名古屋店               | 近鉄パッセ                   | 愛知県名古屋市     | 2015年4月28日 -                                 |
| 麦わらストア福岡店                 | 福岡パルコ                   | 福岡県福岡市       | 2015年5月22日 -                                 |
| 麦わらストアinバンコク             | Gateway Ekamai               | タイ・バンコク     | 2016年9月9日 -                                  |
| 麦わらストア台中店                 | I PLAZA 愛廣場               | 台湾・台中市       | 2017年11月10日 -                                |
| 麦わらストアin上海                 | 虹橋天地                     | 中国・上海市       | 2017年11月18日 -                                |
| 麦わらストア池袋店                 | サンシャインシティ           | 東京都豊島区       | 2019年11月30日 -                                |
| 麦わらストア MINI 京都四条河原町店 | キデイランド京都四条河原町店 | 京都府京都市       | 2019年12月10日 -                                |
| 麦わらストア梅田店                 | 大丸梅田店                   | 大阪府大阪市       | 2020年6月6日 -                                  |
| 麦わらストア熊本店                 | アミュプラザくまもと         | 熊本県熊本市       | 2021年4月23日 -                                 |
| 出張店                             |                              |                    |                                                 |
| 店舗名                             | 開設会場                     | 所在地             | 期間                                            |
| 麦わらストア大阪                   | 天保山特設ギャラリー         | 大阪府大阪市       | 2012年11月24日 - 2013年2月17日                  |
| 麦わらストア小倉                   | あるあるCity                 | 福岡県北九州市     | 2013年3月23日 - 5月26日                         |
| 麦わらストア福岡                   | 福岡タワー                   | 福岡県福岡市       | 2013年7月23日 - 7月28日                         |
| 麦わらストアNAGANO                 | ながの東急百貨店             | 長野県長野市       | 2013年7月26日 - 8月12日 2015年7月24日 - 8月12日 |
| 麦わらストア川越                   | 丸広百貨店川越店             | 埼玉県川越市       | 2013年12月26日 - 2014年1月8日                   |
| 麦わらストアうめだ                 | 阪急百貨店うめだ本店         | 大阪府大阪市       | 2014年3月5日 - 3月18日                          |
| 麦わらストア名古屋                 | 東急ハンズ名古屋店           | 愛知県名古屋市     | 2014年7月28日 - 8月10日                         |
| 麦わらストアくまもと               | 県民百貨店                   | 熊本県熊本市       | 2014年8月9日 - 8月20日                          |
| 麦わらストア盛岡前潟               | イオンモール盛岡             | 岩手県盛岡市       | 2016年4月29日 - 5月8日                          |
| 麦わらストア宮崎                   | イオンモール宮崎             | 宮崎県宮崎市       | 2016年7月12日 - 7月31日                         |
| 麦わらストア仙台                   | 仙台パルコ                   | 宮城県仙台市       | 2016年7月15日 - 8月8日                          |
| 麦わらストアin琉宮城               | 琉宮城蝶々園                 | 沖縄県本部町       | 2016年4月28日 - 10月2日                         |
| 麦わらストア宇都宮                 | 東武宇都宮百貨店             | 栃木県宇都宮市     | 2016年12月27日 - 2017年1月10日                  |
| 麦わらストア札幌                   | 札幌パルコ                   | 北海道札幌市       | 2017年7月21日 - 8月6日                          |
| 麦わらストア京都                   | 大丸京都店                   | 京都府京都市       | 2017年10月11日 - 10月16日                       |
| 麦わらストア岡山                   | イオンモール岡山             | 岡山県岡山市       | 2018年4月27日 - 5月13日                         |
| 麦わらストア福島                   | スパリゾートハワイアンズ     | 福島県いわき市     | 2018年7月20日 - 8月31日                         |
| 麦わらストア松本                   | 松本パルコ                   | 長野県松本市       | 2018年8月10日 - 9月2日                          |
| 麦わらストア大分                   | アミュプラザおおいた         | 大分県大分市       | 2018年11月2日 - 11月11日                        |
| 麦わらストア守山                   | ピエリ守山                   | 滋賀県守山市       | 2018年11月23日 - 12月2日                        |
| 麦わらストア愛媛                   | エミフルMASAKI               | 愛媛県松前町       | 2019年3月21日 - 4月7日                          |
| 麦わらストア倉敷                   | アリオ倉敷                   | 岡山県倉敷市       | 2019年8月1日 - 9月1日                           |
| 麦わらストア熊本                   | 熊本パルコ                   | 熊本県熊本市       | 2019年12月29日 - 2020年1月14日                  |
| 麦わらストア浜松                   | 遠鉄百貨店                   | 静岡県浜松市       | 2020年1月2日 - 1月6日                           |
| 麦わらストア LITTLE 松山           | 東急ハンズ松山店             | 愛媛県松山市       | 2020年2月15日 - 3月8日                          |
| 麦わらストア LITTLE 三宮           | 東急ハンズ三宮店             | 兵庫県神戸市       | 2020年3月14日 - 4月5日                          |
| 麦わらストア LITTLE 仙台           | 仙台パルコ                   | 宮城県仙台市       | 2020年7月23日 - 8月31日                         |
| 麦わらストア LITTLE 郡山           | アティ郡山                   | 福島県郡山市       | 2020年8月1日 - 8月16日                          |
| 麦わらストア LITTLE 静岡           | 静岡パルコ                   | 静岡県静岡市       | 2020年8月5日 - 8月23日                          |
| 麦わらストア LITTLE 浜松           | 遠鉄百貨店                   | 静岡県浜松市       | 2020年9月4日 - 2021年2月28日                    |
| 麦わらストア LITTLE 水戸           | 水戸オーパ                   | 茨城県水戸市       | 2020年10月10日 - 10月18日                       |
| 麦わらストア LITTLE 秋田           | 秋田オーパ                   | 秋田県秋田市       | 2020年11月14日 - 11月23日                       |
| 麦わらストア LITTLE 金沢           | 大和百貨店 香林坊店          | 石川県金沢市       | 2020年12月23日 - 2021年1月5日                   |
| 麦わらストア LITTLE in アニメイト  | アニメイト（全国10店舗）     | -                  | 2021年1月4日 - 1月31日                          |
| 麦わらストア LITTLE 富山           | 大和百貨店 富山店            | 富山県富山市       | 2021年4月22日 - 5月5日                          |
| 麦わらストア溝口                   | マルイファミリー溝口         | 神奈川県川崎市     | 2021年6月26日 - 7月11日                         |
| 麦わらストア LITTLE 松本           | 松本パルコ                   | 長野県松本市       | 2021年7月17日 - 8月31日                         |
| 麦わらストア山陽小野田             | おのだサンパーク             | 山口県山陽小野田市 | 2021年7月22日 - 8月1日                          |
| 麦わらストア LITTLE 郡山           | アティ郡山                   | 福島県郡山市       | 2021年8月5日 - 8月18日                          |
| 麦わらストア大宮                   | 大宮マルイ                   | 埼玉県さいたま市   | 2021年8月13日 - 8月22日                         |
| 麦わらストア佐賀                   | モラージュ佐賀               | 佐賀県佐賀市       | 2021年9月3日 - 9月12日                          |
| 麦わらストア柏                     | 柏マルイ                     | 千葉県柏市         | 2021年9月18日 - 10月3日                         |
| 麦わらストア横浜                   | マルイシティ横浜             | 神奈川県横浜市     | 2021年10月9日 - 10月17日                        |
| 麦わらストア LITTLE 神戸           | KIDDY LAND 神戸              | 兵庫県神戸市       | 2021年10月23日 - 2022年1月10日                  |
| 麦わらストア高崎                   | 高崎髙島屋                   | 群馬県高崎市       | 2021年12月25日 - 2022年1月5日                   |
| 麦わらストア LITTLE 金沢           | 香林坊大和                   | 石川県金沢市       | 2022年3月2日 - 3月13日                          |
| 麦わらストア LITTLE 栃木           | 福田屋百貨店                 | 栃木県宇都宮市     | 2022年3月30日 - 4月10日                         |

### リアル脱出ゲーム×ONE PIECE
全国各地で開催されているSCRAP主催体験型ゲームイベント「リアル脱出ゲーム」とのコラボ企画。
2013年、コラボグッズ『ONE PIECE謎箱』が発売され、SCRAPのグッズショップややリアル脱出ゲームの会場にて販売された。
第1弾『海底監獄インペルダウンからの脱出』
2014年夏、ライブハウスツアー形式で全国のZeppで約2か月に及ぶロングランに渡り開催した。翌2015年ゴールデンウィークには東京渋谷にある『TSUTAYA O-EAST』にて凱旋開催した。
参加者は海底監獄インペルダウンに投獄された海賊として先にインペルダウンに潜入したルフィと一緒に様々な謎を解きながら1時間以内にエースを救出し、海底監獄インペルダウンから脱獄（脱出）することがクリア条件。キャッチコピーは「命がけの、脱獄」。
第2弾『頂上戦争からの脱出』
2015年、神宮球場を皮切りに全国9都市11会場のドーム・スタジアムを巡回する野外ツアー形式で約半年に及ぶロングランで実施した。SCRAPのリアル脱出ゲームサマーキャンペーン「謎夏2015」の一環として実施。
参加者は白ひげからルフィの救出依頼を受け取った海賊となり様々な謎を解きながら1時間以内に瀕死状態のルフィを救出し、海軍と海賊の頂上戦争から脱出（停戦）することがクリア条件。キャッチコピーは「この戦争を終わらせろ」。
第3弾『黄金遊園地からの脱出』
2016年夏、劇場版『ONE PIECE FILM GOLD』とのコラボ企画として東京ドームシティアトラクションズとひらかたパークで開催された。
参加者は麦わら海賊団との友好関係を築いた海賊となり、麦わらの一味と一緒に様々な謎を解きながら各々のペースで世界最大のエンターテインメントシティ、グラン・テゾーロの遊園地にある巨大金庫に眠る10億ベリーの黄金を盗む（脱出する）ことがクリア条件。キャッチコピーは「10億ベリーを盗み出せ!」。
第4弾『海賊王（ロジャー）の秘宝眠る遊園地からの脱出』
2019年7月13日から9月23日まで、劇場版『ONE PIECE STAMPEDE』とのコラボレーション企画として、東京ドームシティアトラクションズで開催。
参加者は海賊となり、謎や暗号を解きながら海賊王ロジャーの秘宝を見つけ出す。キャッチコピーは「海賊まみれのお宝争奪フェスティバル!」。

### Hello, ONE PIECE 〜ルフィが町にやってくる!〜
「尾田栄一郎監修 Hello, ONE PIECE 〜ルフィが町にやってくる!〜」 (Eiichiro Oda presents Hello, ONE PIECE Luffy is here!) は、2017年にマレーシアで開催された企画展。以降、国内外で開催されている。
| 開催地                         | 所在地                       | 期間                           |
| ------------------------------ | ---------------------------- | ------------------------------ |
| ISETAN The Japan Store         | マレーシア・クアラルンプール | 2017年8月26日 - 10月18日       |
| 札幌エスタ                     | 北海道札幌市                 | 2018年4月28日 - 5月13日        |
| あかがねミュージアム           | 愛媛県新居浜市               | 2018年8月4日 - 9月2日          |
| 海上世界文化芸術中心           | 中国・深圳市                 | 2018年11月3日 - 2019年1月15日  |
| リゾート・ワールド・セントーサ | シンガポール                 | 2018年11月27日 - 2019年1月1日  |
| 四川博物院                     | 中国・成都市                 | 2019年1月30日 - 5月10日        |
| ショッピングシティベル         | 福井県福井市                 | 2019年3月9日 - 4月7日          |
| とうほう・みんなの文化センター | 福島県福島市                 | 2019年4月20日 - 5月12日        |
| 上海ヒマラヤ美術館             | 中国・上海市                 | 2019年6月1日 - 9月1日          |
| せんだいメディアテーク         | 宮城県仙台市                 | 2019年8月4日 - 8月27日         |
| DIC帝斯曼購物中心              | 中国・武漢市                 | 2019年9月21日 - 11月3日        |
| 謝子龍影像芸術館               | 中国・長沙市                 | 2019年12月14日 - 2020年2月4日  |
| 横浜ハンマーヘッド             | 神奈川県横浜市               | 2019年12月27日 - 2020年1月14日 |
| 浙江世界貿易センター1号館      | 中国・杭州市                 | 2020年2月22日 - 4月19日        |
| 大丸梅田店                     | 大阪府大阪市                 | 2020年3月20日 - 4月6日         |
| 横手市増田まんが美術館         | 秋田県横手市                 | 2020年9月5日 - 10月4日         |
| 鶴屋 本館                      | 熊本県熊本市                 | 2020年12月24日 - 2021年1月11日 |

### ONE PIECE 熊本復興プロジェクト
2016年4月に発生した熊本地震の復興として、「麦わらの一味「ヒノ国」復興編 」と題し、熊本県下に麦わらの一味の銅像を設置するプロジェクトが行われている。県が2018年5月31日に像の設置を発表した当初は、1300万円の予算が充てられたこのプロジェクトに対し賛否両方の意見があったが、2022年8月に10体が揃った時点での試算では、ルフィ像だけでも27億円の経済効果があったという試算がされている。
| 名前         | 設置年月日     | 住所                        | 場所                               | 出典    |
| ------------ | -------------- | --------------------------- | ---------------------------------- | ------- |
| ルフィ像     | 2018年11月30日 | 熊本市中央区水前寺6丁目18-1 | 熊本県庁県庁プロムナード           | [ 377 ] |
| サンジ像     | 2019年12月7日  | 熊本県上益城郡益城町木山236 | 益城町交流情報センター・ミナテラス | [ 378 ] |
| ウソップ像   | 2019年12月8日  | 熊本県阿蘇市黒川1444-2      | JR阿蘇駅前                         | [ 378 ] |
| チョッパー像 | 2020年11月7日  | 熊本市東区健軍5丁目14-2     | 熊本市動植物園正面入口多目的広場   | [ 379 ] |
| ブルック像   | 2020年11月8日  | 上益城郡御船町辺田見100番地 | ふれあい広場                       | [ 379 ] |
| フランキー像 | 2020年11月21日 | 阿蘇郡高森町1526-5          | 高森駅前                           | [ 380 ] |
| ナミ像       | 2021年7月31日  | 阿蘇郡西原村小森 2115-3     | 俵山交流館 萌の里                  | [ 381 ] |
| ロビン像     | 2021年10月9日  | 南阿蘇村大字河陽 5435番1    | 旧東海大学 阿蘇キャンパス          | [ 382 ] |
| ゾロ像       | 2022年1月22日  | 菊池郡大津町大字大津1156-3  | 大津中央公園                       | [ 383 ] |
| ジンベエ像   | 2022年7月23日  | 宇土市住吉町3162-1          | 住吉海岸公園                       | [ 384 ] |

### ONE PIECE EMOTION
テレビアニメ25周年を記念して「ワノ国編」と「エッグヘッド編」を中心としながら、これまでの25年間のテレビアニメの歴史を振り返る展示イベント。東京会場（2024年8月 - 9月）を皮切りに全国各地を巡回する形で開催される。また、本イベントはフジテレビ主催のイベント『お台場冒険王2024〜人気者にアイ♡LAND〜』のサテライト会場のひとつとしても扱われる。
会場には作画展示や作中の台詞を実際に声に出して体験できるコーナー、Dr.ベガパンクが登場するコーナーのほか、大型シアターテレビアニメの鑑賞コーナーが設けられる。
| 開催地                | 所在地       | 期間                   |
| --------------------- | ------------ | ---------------------- |
| 新宿住友ビル 三角広場 | 東京都新宿区 | 2024年8月12日 - 9月1日 |

### その他のイベント・企画
ONE PIECE グランドラインの冒険
2002年に東京・サンリオピューロランドで上映された初のフルCGアニメ。
ONE PIECE お台場の冒険
劇場版第4作『ONE PIECE THE MOVIE デッドエンドの冒険』の公開を記念し、お台場で開催された期間限定アトラクション。また、埼京線に『ONE PIECE』でラッピングされた『ONE PIECEトレイン』が登場し、都営地下鉄で『都営地下鉄 ONE PIECE THE MOVIE デッドエンドの冒険 スタンプラリー』が開催された。
ONE PIECE お台場の迷宮
劇場版第5作『ONE PIECE 呪われた聖剣』の公開を記念し、お台場で開催された期間限定アトラクション。また、2003年から2005年にかけてお台場冒険王に実物大のゴーイングメリー号が登場した。
ワンピース渋谷ジャック
2005年、コミック累計1億冊突破を記念し、渋谷をポスターなどで『ONE PIECE』一色にしたイベント。累計2億冊を突破した2011年にも行われた。
ONE PIECE スペースランドの冒険
劇場版第6作『ONE PIECE THE MOVIE オマツリ男爵と秘密の島』の公開を記念し、福岡・スペースワールドで期間限定で登場したアトラクション。同年品川ステラボールで『ONE PIECEクリスマスパーティ』が開催された。
ONE PIECE 迷路島の大冒険
2006年、品川プリンスホテルで開催された期間限定アトラクション。
麦わらの一味日本上陸 鎌倉ジャック
連載10周年を記念し、2007年夏に神奈川県鎌倉市で開催されたイベント。由比ケ浜に『ONE PIECE BEACH HOUSE』が期間限定で出店し、鶴岡八幡宮など鎌倉の名所を回るスタンプラリーが行われたほか、『ONE PIECE』キャラクターでラッピングされた江ノ電を走らせた。
神保町 ONE PIECE カーニバル
2010年7月17日から8月1日の期間、ワンピースが神保町をジャックしたイベント。この期間中、「神保町シアター」で歴代の劇場版シリーズと共に『ONE PIECE FILM STRONG WORLD EPISODE:0』が上映された。
ワンピースレストラン〜ゴーイング・メリー号〜
2010年12月11日から2011年5月31日の期間限定で、銀座めざマルシェにて、ワンピース公式レストランがオープンした。5つの時間帯に分けて営業する110分予約入替制で、総勢5万人以上の来客を集めた。
ONE PIECE サウザンドサニー号クルーズ
2011年3月、長崎・ハウステンボスに全長40mに及ぶ実物大のサウザンドサニー号が登場。園内にはレストランやグッズショップなども展開されている。2012年3月には新世界編仕様にリニューアルされている。乗船者数は100万人を突破した。2015年愛知・ラグナシアに移転。
ONE PIECE ドームツアー
2011年3月から2012年2月にかけて、全国5カ所のドーム球場（大阪・東京・札幌・福岡・名古屋）で開催されたドーム全体を『ONE PIECE』一色としたテーマパーク型イベント。
ワンピースアスレチック あつまれサウザンド・サニー号に!
2011年7月から8月末に「お台場合衆国2011」で開催された展示イベント。内部がアスレチック仕様となった全長23mのサニー号が登場した。
ONE PIECE アクアワールド in 横浜・八景島シーパラダイス
2011年7月16日から11月6日の期間、横浜・八景島シーパラダイスで開催されたイベント。館内には『ONE PIECE』の世界を再現した『ONE PIECE水槽』などが登場した。
ONE PIECE 3D 激走!トラップコースター
2011年12月より、全国のテーマパークやイベント会場で限定上映されたオリジナルストーリーの3Dシアター。
ONE PIECE スプリングフェスタ
2012年3月17日から7月10日の期間にサンリオピューロランドで開催されたイベント。イベント会場ではハローキティとのコラボグッズの販売などが行われた。同年7月14日から9月2日には「ONE PIECE サマーフェスタ」が開催された。
ONE PIECE ライドクルーズ 〜FOR THE NEW WORLD〜 in ハウステンボス
2012年7月にハウステンボスで誕生した国内初の体験型ライドアトラクション。
しらほしマーメイドパーク
2012年7月から9月に「お台場合衆国2012」で開催された展示イベント。イベント会場には高さ15mのしらほし姫が登場した。
イルミネーションアイランド お台場2012 ONE PIECE FILM Z
劇場版第12作『ONE PIECE FILM Z』の公開を記念し、2012年11月7日から2013年1月31日の期間にアクアシティお台場で開催されたイルミネーションイベント。会場では『ONE PIECE』をモチーフとしたイルミネーションの点灯やイベント演出、展示やスタンプラリーなどが行われた。
池袋ワンピース計画
映画『ONE PIECE FILM Z』の公開を記念し、2012年11月23日から2013年1月14日の期間に池袋で開催されたイベント。ナムコ・ナンジャタウンでは期間限定ショップが開かれ、サンシャインシティ周辺でスタンプラリーなどが行われた。
チョッパー夢のわたあめ王国
2013年4月と5月に全国のイオン系ショッピングセンターで開催されたチョッパーをメインとした展示イベント。
ワンピースレストラン バラティエ
2013年6月28日から2016年9月30日の期間、フジテレビ本社ビル7F屋上庭園で営業されたエンターテインメントレストラン。作中に登場した「海上レストラン バラティエ」をモチーフにしており、外装はバラティエの船体外観を模したものになっている。
倒せシーザー・クラウン!炎と氷の島パンクハザード!!
2013年7月13日から9月1日の期間に「お台場合衆国2013」で開催された展示イベント。会場内では限定ショップや軽食コーナーも展開された。
ONE PIECE THE PLANETARIUM
2013年7月13日から11月17日の期間に全国のコニカミノルタプラネタリウムで開催されたプラネタリウムイベント。原作の名シーンをプラネタリウムの全天周映像で展開された。
ニッポン縦断! OPJ47 クルーズ
累計発行部数3億冊突破を記念し、2013年11月1日から11月20日の期間に実施されたキャンペーン企画。期間中、47都道府県の地方紙に47人のキャラクターがそれぞれ地域の名産や名所とコラボしたフルカラー広告が掲載された。また、アメリカのニューヨーク・タイムズと台湾の中国時報にもルフィの描き下ろしフルカラー広告が掲載された。単行本第73巻が発売された2014年3月には、書店購入特典として読者投票で選ばれた名シーンの「ミニ複製原画」（10種類）が配布された。2015年1月28日、上記の47組のキャラクターCD『ONE PIECE ニッポン縦断! 47クルーズCD』が発売された。また、これに合わせ全国のJR主要駅にCDジャケットのポスターが掲出された。
ONE PIECE 麦わらの一味 vs 海軍 vs 王下七武海 ホログラフィックバトルシアター
2014年7月19日から8月31日に「お台場新大陸2014」の「ワンピース15周年サニーサイドハーバー」エリアで上映されたホログラフィックムービー。
2016年11月12日から12月11日に、横浜市の劇場「DMM VR THEATER」において「麦わらの一味 vs 海軍 vs 王下七武海 ホログラフィックバトルシアター アンコール in YOKOHAMA」として再演された。
ANIMATION 15th ANNIVERSARY ONE PIECE SUPER LIVE〝UTAGE〟
アニメ放送15周年を記念し、2014年8月17日に国立代々木競技場第二体育館で開催されたa-nationのライブイベント。歴代主題歌を担当した多くのアーティストが出演し、特別再編集された名シーン映像が大型スクリーンで上演された。
東京ワンピースタワー
2015年3月13日に東京タワーフットタウン内にオープンした大型テーマパーク。パーク内には各キャラクターをモチーフにしたアトラクションやグッズショップ・レストランなど、多くの施設がある。
ワンピース×チームラボ『ワンピース〜デジタルアー島の冒険〜』
2015年7月18日から8月31日の期間に「お台場夢大陸〜 ドリームメガナツマツリ 〜」で開催されたウルトラテクノロジスト集団「チームラボ」とのコラボ企画。
2016年7月16日から7月31日にはららぽーと富士見で開催。
ONE PIECE RUN in 沖縄
2016年3月20日に沖縄県北谷町で「ONE PIECE RUN in 沖縄2016」として初めて開催されたランニングイベント。元は2015年5月に台湾で開催された逆輸入企画。
2017年3月19日に「ONE PIECE RUN in 沖縄2017」として再開催。イベント内ではリアル謎解きゲーム『ランラン島のお宝を探せ!』も開催された。
ONE PIECE Village in 琉球村
2016年4月29日から8月31日の期間に沖縄県恩納村「琉球村」で開催された展示イベント。「インペルダウン〜頂上戦争編」の展示コーナーや限定グッズなどを販売。
ONE PIECE 20th × KYOTO 京都 麦わら道中記〜もうひとつのワノ国〜
2017年10月7日から10月22日に開催された、京都市とコラボした連載20周年記念特別イベント。京都の各所を回るスタンプラリーや、大覚寺で開催される展示イベント「ONE PIECE ART NUE 大覚寺『魔獣と姫と誓いの花』展」が行われた。
『週刊少年ジャンプ』2017年45号には、イベントが行われる各所の紹介や原作者の取材ノートなどが掲載された「『ONE PIECE』巻七九四」（794巻）が付録冊子として同封された。
ONE PIECE ドラマティックステージ THE METAL 〜追憶のマリンフォード〜
2018年1月20日から2月25日まで、劇場「DMM VR THEATER」において上演されたホログラフィック作品。
ワンピース音宴 イーストブルー編
2018年8月12日から9月2日まで、東京国際フォーラムにおいて上演された「ブラス・エンターテインメント」。
ワンピースアニメ放送20周年 豪華客船"シーファイヤフライ号"の冒険!
2019年4月27日から8月31日まで千葉県木更津市の海ほたるパーキングエリアにおいて開催された、アニメ放送20周年を記念したイベント。
宴島2019 真夏のモンキー・D・ルフィ島
2019年9月1日から10月20日まで神奈川県横須賀市で開催されたイベント。アニメ20周年を迎える本作と、「カレーの街よこすか」20周年を迎える横須賀市、120周年を迎える京急電鉄とのコラボレーション企画。最終日前日には声優を呼んだトークライブもある『「ワンピース」20周年前夜祭"宴島"ワンナイトパーティー』も開催。イベント内では期間内の土日祝にリアル謎解きゲーム『無人島ひらめき食材探索ゲーム「黄金のカレーを探せ! in 宴島」』も開催された。
渋谷『ワノ国』計画〜仲間を集めて四皇カイドウと渋谷大決戦！〜
2019年12月1日から29日まで開催された、テレビアニメ20周年記念イベント。渋谷の街を回遊しながらスマートフォンで『ONE PIECE』のキャラクターをコレクションすることができる、街回遊型デジタル連動イベント。

## 作風
成功も失敗も自分の実力次第という考えのもと、尾田は担当や読者からのアイデアは基本的に受け付けていない。作中の群衆シーン、動物、煙、雲、海など「生きて動く物」はアシスタントに任せず、全て尾田自身が描いている。また、『ONE PIECE』は少年のものであるべきと考え、「作中で恋愛を描かない」「殺人や死亡シーンをなるべく描かない」「戦いの後には仲間たちとの楽しい宴が始まる」といった制約を設けていると語っている。
尾田は絵を表現手段と考えており、キャラが喋っている時は、必ず口を開けるようにしている。また、絵に対しては「雑でもいいからとにかく伝える」「伝えられなきゃ描く意味がない」という考えを持っている。ルフィには心理描写が一切無く、思ったことは必ず口に出すようにしている（必ず吹き出しでセリフにしている）。男性の一人称には、「オレ」「俺」はほぼ使わず、ひらがなの「おれ」で表記している。尾田は読者からの「なぜ、『おれ』とひらがなで表記するのか」という質問に、「『おれ』という文字にこそ信念を感じるのです」「説明は難しいけど、僕は『おれ』と書きたいし、他の文字で書きたくないんです。心意気です」と述べている。なお、麦わらの一味には「殺す」という言葉を極力使わせないようにしている。「ぶっ飛ばす」や「倒す」などという表現にして、使用するのは極力ギャグの時や敵キャラだけに留めている。尾田はこの理由について、連載初期に故郷の祖母から「あんまり人を殺すとかいう言葉を使うといけないぞ」と注意されたことと、実際に尾田自身が友人や知り合いの死を経験し、本当に良くない言葉だと思うようになったためと述べている。各キャラクターの感謝やお礼の言葉は最もストレートな「ありがとう」で統一している。
ルフィ達のことは「麦わらの一味」という呼称しか使わないと最初から決めている。読者にはルフィ達のことをどう呼んでもらっても構わないとのこと。実際にアニメやゲームなどでは「麦わら海賊団」「ルフィ海賊団」の呼称も使われている。
効果音として、描き文字の「どん！」「ドドン！」「どーん」などが多用されている。

## 特徴・小ネタ
- 本作のジャンプ本誌でのカラーページの構成は他の作品と異なっており、アラバスタ編途中からは漫画部分が描かれず、基本的に扉絵のみがカラーで掲載されており194話以降はセンターカラーを飾らなくなっている。ただし一部番外編においてはセンターカラーで漫画が描かれていた。長期休載を経て連載を再開した2010年44号では3ページにわたってカラーで漫画が描かれた。
- ジャンプ・コミックスでは単行本一冊につき9話収録されるが、本作ではほとんどの巻で一冊につき10話ないし11話収録されている。作者はその理由について「どうしても特定の話まで入れたいというストーリーへのこだわり」ならびに「読者へのサービス」としている。
- 第233話（25巻収録）の扉絵は、漫画仲間しんがぎんへの追悼の意味で絵以外の部分が黒く塗られている[415]。
- 第519話（53巻収録）の扉絵は、絵以外の部分にトーンが貼られている（作者が敬愛している漫画『ドラゴンボール』が全519話であるため）[416]。
- 第766話（77巻収録）の扉絵は、この回が収録されたジャンプ2014年50号で最終回となった『NARUTO -ナルト-』の作者岸本斉史への隠しメッセージが送られている[417]。
- 第839話（84巻収録）の扉絵は、この回が収録されたジャンプ2016年42号で最終回となった『こちら葛飾区亀有公園前派出所』に対するリスペクトの意味で、主人公である両津勘吉の手配書にまゆげがかかれている[418]。
- 作中に隠れキャラクターとして登場しているパンダマンは、作者が『ジャンプ』で一番好きな作品としている漫画『キン肉マン』の超人募集に応募した際に誕生させたキャラクターであり、実際に『キン肉マン 77の謎』に掲載されている。ゲームソフト『キン肉マンII世 新世代超人VS伝説超人』には隠しキャラクターとしてゲスト出演している。
- ジャンプ編集部では、基本的に1作品を1人で担当することが普通であるが、本作は仕事量が多すぎるため、2009年ごろから連載の編集作業をする漫画担当と、映画・アニメ・イベント・グッズなどの窓口をするメディア担当の二頭体制になっている[419]。
- 海賊にありがちな「眼帯の海賊」を登場させていないが、物語の終盤に一度だけ登場するという[420]。

| 話数                  | 雑誌掲載時                    | 単行本収録時                                |
| --------------------- | ----------------------------- | ------------------------------------------- |
| 第21話（3巻収録）     | 街                            | 町                                          |
| 第569話（58巻収録）   | 怪物                          | 白い怪物                                    |
| 第572話（58巻収録）   | The Times They Are a-Changin' | The Times They Are a-Changin'—時代は変わる— |
| 第824話（82巻収録）   | 海賊ごっこ                    | 気まぐれ                                    |
| 第874話（87巻収録）   | キングバーム                  | 私のしもべになりなさい                      |
| 第879話（87巻収録）   | ビッグ・マム3将星 カタクリ    | ビッグ・マム「スイート3将星」 カタクリ      |
| 第997話（99巻収録）   | 焔                            | 焔雲                                        |
| 第1040話（103巻収録） | 新世代の耳にも念仏            | 新世代の耳に念仏                            |

## コラボレーション

### 集英社関連
MEN'S NON-NO
2010年1月号の表紙をルフィが飾った。漫画キャラクターの表紙は創刊以来初である。
"麦わらの一味"のGRAND SURPRISE
集英社が発行する全33雑誌の表紙をジャックした企画。2011年1月、2010年に累計発行部数2億冊突破を記念して行われ、これに連動し渋谷駅周辺に『ONE PIECE』と全誌がコラボしたポスターが掲載された。

#### 週刊少年ジャンプ関連
ジャンプ装丁
2008年発売の『週刊少年ジャンプ』全号を並べると春夏秋冬4パターンの"ひとつなぎ"の年間背表紙になる企画が行われた。しかし、発行の順番にずれが生じ、イラストの一部が繋がらなくなってしまった。このミスは上記の『ほこ×たて』クイズ対決で出題された。2009年53号 - 2010年02号には3号連続つながる表紙&巻頭カラーにもなった（どちらも『ジャンプ』史上初の試み）。
こちら葛飾区亀有公園前派出所
度々共演している。KAMEDASで漫画家のメッセージにて尾田栄一郎が描いた『両津勘吉』が登場し、メッセージには「この男が海に出たら砲撃してよし」と書かれていた。アニメでも両津とルフィは度々共演している。その際ルフィは主に「両さんもがんばれよ!」と言っている。ちなみに、両津がゴムゴムの実を食べてルフィのようにゴム人間になるエピソードもあり、その回のオープニングでは、両津はルフィの格好をしていた（第333話「ゴムゴムの両さん」）。こち亀30周年企画では427話でのルフィとルッチの戦闘を眺める海軍兵士に混じって両津勘吉が登場。巻末コメントによると、「キャラクターの服にスクリーントーンを貼らないというポリシーを軽く破った」らしい。
ドラゴンボール
2006年12月25日に発売されたジャンプ本誌に両作品のクロスオーバー作品である『CROSS EPOCH』が掲載された（詳細はCROSS EPOCHの項を参照）。また、週刊少年ジャンプ40周年を記念したスペシャル企画で両作品のコラボグッズが多数発売された。
トリコ
両作品のクロスオーバー作品『実食! 悪魔の実!!』が『週刊少年ジャンプ』2011年17号に掲載された。また、2011年と2012年に放送されたコラボアニメで共演し、2011年には両作品のコラボグッズが発売された。
食戟のソーマ
『食戟のソーマ』の作者たちによるスピンオフ漫画『食戟のサンジ』が制作されている。

### テレビ関連
クローズアップ現代
『ONE PIECE』の人気の秘密に迫った特集が組まれた（2011年2月9日放送）。
脳内エステIQサプリ
番組内コーナー「IQミラーまちがい7・IQミラーまちがい9」では、アニメとのコラボレーション企画の第一弾を飾り、その後も何度もコラボした。
タモリのジャポニカロゴス
「もしもルフィが名古屋弁だったら」という企画が行われ、実際に田中真弓が名古屋弁でワンシーンを演じた。
笑っていいとも!増刊号
2009年5月3日 - 8月30日までの間、毎週ルフィが冒頭コーナーのナレーションを担当した。
トリビアの泉 〜素晴らしきムダ知識〜
2010年2月27日に放送されたスペシャル番組「トリビアの泉 へぇへぇの種で大満開 久しぶりにやったらギネスまでとっちゃったよSP」のオープニングで、麦わらの一味と出演者のタモリ・八嶋智人・高橋克実が共演するコラボ企画が行なわれた。これは2年3か月ぶりの放送ということで、トリビアの泉を知らない小さな子供達のために制作されたものである。視聴率は、スペシャル番組としては最高記録となる20.1%を記録した。
笑う犬の発見
番組冒頭に、「犬!PIECE」というパロディコーナーが設けられ、主人公のルフィもアニメのまま登場した（コーナー内では原田泰造がウソップ、名倉潤が『ピピプー』という番組オリジナルキャラクター、チョッパーが着ぐるみで登場した）。
FNS地球特捜隊ダイバスター
特番「ダイバスター特別編 ONE PIECEの裏側 本当にちょっとだけ見せますスペシャル」（2006年9月25日放送）で本作のスタッフ、アフレコスタジオなどが登場した。
めちゃ×2イケてるッ!SP
尾田直筆でメッセージとめちゃイケメンバーを麦わらの一味に見立てたイラストを贈った（2010年10月9日放送）。
ほこ×たてSP
ペーパーテストを勝ち抜いた『ONE PIECE』マニアvs歴代編集者によるクイズ対決が行われた（2012年4月15日放送）。対決前には、作者からマニアへ応援のメッセージボードが贈られ、対決後日にはマニアそれぞれにイラスト付き色紙が贈呈された。結果は歴代編集者が僅差で勝利を収めた。2012年11月25日放送の2度目の対決ではマニア軍団が勝利した。
SMAP×SMAP
番組内の企画で「芸能界ONE PIECE王」を決定する「ONE PIECE名場面クイズ」が過去7回開催されている。レギュラーの木村拓哉を始め多くの『ONE PIECE』ファンが参加しており、木村以外ではファンキー加藤（FUNKY MONKEY BABYS）、山里亮太（南海キャンディーズ）、田村裕（麒麟）、皆藤愛子、武蔵、ケンドーコバヤシ、北原里英・指原莉乃・高橋みなみ（AKB48）、三村マサカズ（さまぁ〜ず）、西山茉希、金田哲（はんにゃ）、児嶋一哉（アンジャッシュ）、有吉弘行、芹那、鈴木みのるなどが出演している。
〜あらゆる世界を見学せよ〜潜入!リアルスコープ
2010年6月26日、2011年1月8日、2012年8月25日にアニメの制作現場が、2011年3月19日にはジャンプの製作現場が特集された。
めざましテレビ
2014年8月25日から30日の6日間、番組内の名物コーナー「めざましじゃんけん」に日替わりでルフィ・ゾロ・ナミ・ウソップ・サンジ・チョッパーが登場した。
世にも奇妙な物語
2015年4月11日放送の25周年スペシャルで、阿部寛演じる組の若頭が「ゴムゴムの実」を食べ、ゴム人間になってしまうストーリー「ゴムゴムの男」が描かれた。ちなみに2006年に公開された『トリック劇場版2』でも、阿部演じる上田次郎が敵との戦闘中に腕が伸びるという演出がある。
最上級のひらめきニンゲンを目指せ!クイズ!金の正解!銀の正解!
連載20周年を記念し、アニメの過去の場面を間違い探し問題にして出題した。
run for money 逃走中
2017年8月6日放送回で、麦わらの一味がさまざまな仕掛けに絡んだ「『逃走中』ワンピースコラボスペシャル〜海賊ルフィと恐怖のハンター〜」が放送された。2021年9月5日放送回で『逃走中×ONE PIECE 100巻記念コラボSP 〜ルフィと黄金の秘宝〜』が放送された。
FNS27時間テレビ
2017年9月9日・10日放送回で、日本の歴史をアニメで振り返るコーナーにて麦わらの一味が戦国時代に登場した。
ワンピースバラエティ 海賊王におれはなるTV
2020年8月7日よりフジテレビで放送されている冠番組。月一回のレギュラー放送。司会はかまいたち。

### スマートフォン関連
NTTドコモ、NECカシオ モバイルコミュニケーションズ
2012年10月によりONE PIECEの世界観を再現したスマートフォン「N-02E ONE PIECE」が発表された。2012年12月21日に限定5万台で発売開始。
ワンピース・サミット
2012年12月から2013年1月に『NOTTV』で放送されたオリジナル番組。津田大介、宮地真緒、柴田英嗣、伊藤正宏、椿姫彩菜、榎本温子、藤森慎吾、小島瑠璃子らが参加した。

### その他
2010年以降、コカ・コーラ、H.I.S、イオン、シック、アパマンショップ、日本プロ野球、日産、JINS、Domino's Pizza、ペプシコーラ、ハウス食品、ユニクロ、シゲキックス、くら寿司、ラウンドワン、なっちゃん、日本郵便、ケンタッキー、セブン-イレブン、グリコ、パナソニック、ZOZOTOWN、日本生命保険、Axe、リプトン、Jリーグ、明星食品、ディノス、キンレイ、サロモン、学研、オートバックス、ロート製薬、デニーズ、コジマ、男前豆腐店、エディオン、スカイマーク、VISA CARDなどと様々なコラボキャンペーンが実施されている。
ご当地ワンピース
2007年より土産物として、日本各地の名物をテーマとした40種類以上のご当地グッズ。東京土産『ワンピース人形焼』などが発売されて人気を博している。ご当地グッズはこの他にも『ご当地チョッパーマン』などが発売されている。
朝日新聞
2009年12月4日朝刊で、ルフィ・ゾロ・ナミ・ウソップ・サンジ・チョッパー・ロビン・フランキー&ブルックがそれぞれ1面ずつ合計9面に全面広告で登場した。これは、56巻の初版発行部数が285万部を達成したことと、2009年12月14日発売の2010年02号の週刊少年ジャンプが300万部発行されることを記念したものである。
日経エンタテインメント!
2010年8月号の表紙をルフィが飾り、誌面でも全15ページに及ぶ総力特集が組まれた。同誌の表紙をアニメキャラクターが飾ったのは02年1月号の『千と千尋の神隠し』以来である。2012年12月号では麦わらの一味全員が表紙を飾った。
週刊ONE PIECE新聞
作者の単独インタビューや編集者・声優のインタビューなどが掲載された専門紙。2012年11月22日から4週連続で日刊スポーツ新聞社からが発行された。
Indeed
2018年12月31日に麦わらの一味とコラボした実写版CMが公開された。斎藤工がルフィ、池内博之がゾロ、泉里香がナミ、千鳥の大悟がウソップ、窪塚洋介がサンジを演じており、本物のトナカイがチョッパーに扮している。2019年1月1日から3月25日まで本作とのコラボキャンペーンも開催。2019年2月14日に行われたイベントでは、夏木マリがDr.くれはに扮して登場した。
カップヌードル「HUNGRY DAYS ワンピース」
日清食品「カップヌードル」のテレビCMシリーズ「HUNGRY DAYS」のアニメ作品。第1弾「ゾロ篇」が2019年5月、第2弾「ナミ篇」が2019年9月、第3弾「ビビ篇」が2019年12月、最終回「頂上騎馬戦篇」が2020年2月に公開。「もしONE PIECEのキャラクターが高校生活を送っていたら？」というコンセプトのもと、麦わらの一味の高校生活を、各キャラクターを中心に描く内容となっている。キャラクターデザインは窪之内英策、音楽をBUMP OF CHICKEN、ナレーションを林原めぐみが手がけ、集英社と元々のアニメシリーズを制作している東映アニメーションの監修の元、シャフトがアニメーション制作を担当。声優陣はルフィ役の田中真弓やゾロ役の中井和哉といったアニメシリーズのキャストが出演している。
「ゾロ篇」は日清食品史上最多となる動画再生回数2100万回（Twitter、Facebook、YouTubeの合計）を記録。CM総合研究所による2019年6月度のCM好感度調査にて、日清食品としては20年ぶりとなる日本の全企業のCM作品の中で好感度1位を獲得した。
ウォーリーをさがせ!
『週刊少年ジャンプ』2021年33・34合併号にて、「ウォーリーをさがせ! in ONE PIECE」と題したコラボレーション企画が実施された。
名探偵コナン
『週刊少年ジャンプ』2022年34号と『週刊少年サンデー』2022年35号にて、両作品のキャラクターが登場したコラボ表紙が描かれ、『名探偵コナン』の作者・青山剛昌との対談が掲載された。
JR西日本
2025年4月より山陽新幹線全線開業50周年を記念して、700系7000番台に本作のキャラクターをデザインした「ワンピース新幹線」を運行している。